# María Sharápova

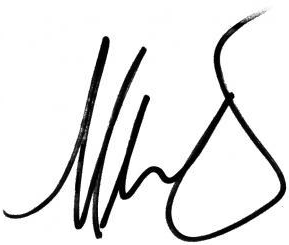
Firma de María Sharápova

María Yúrievna Sharápova (ruso: Мария Юрьевна Шарапова, escucharⓘ; Niagan, Siberia, Unión Soviética, 19 de abril de 1987) es una exjugadora de tenis profesional, periodista y modelo rusa. Ganó cinco torneos individuales del Grand Slam (dos Roland Garros, un Abierto de Australia, un Wimbledon y un Abierto de Estados Unidos) y ha ocupado el número 1 de la clasificación de la WTA durante 21 semanas. El 26 de febrero de 2020 anunció su retirada cuando era la n.º 373 del mundo según la clasificación de la WTA.
María Sharápova en su carrera como tenista logró cinco títulos individuales de Grand Slam: Campeonato de Wimbledon 2004, Abierto de Estados Unidos 2006, Australia 2008 y Torneo de Roland Garros 2012 y 2014. También venció en el WTA Tour Championships 2004 y fue finalista en 2007 y 2012.
En total consiguió 36 títulos individuales WTA, que incluyen 12 títulos de WTA Tier 1. Por otra parte, fue medallista de plata en la prueba individual de tenis en los Juegos Olímpicos de 2012.
En 2004, con 17 años de edad, ganó su primer Grand Slam tras vencer en la final de Wimbledon a Serena Williams por 6-1, 6-4. Dos años más tarde, en 2006, ganó su segundo al derrotar en la final del Abierto de Estados Unidos por 6-4, 6-4 a la belga y n.º 2 del mundo de entonces, Justine Henin. En 2008, ganó el primer Grand Slam del año tras vencer en la final del Abierto de Australia por 7-5, 6-3 a la serbia Ana Ivanović. En 2012, obtiene el título de Roland Garros al vencer a la italiana Sara Errani por 6-3, 6-2 y lograr así el Grand Slam de Carrera, siendo junto a Serena Williams las únicas jugadoras en activo que lo han conseguido. En el 2014, se adjudicó su segundo título de Roland Garros, y el quinto Torneo de Grand Slam de su carrera; al vencer en la definición a la rumana Simona Halep en tres sets por 6-4, 6-7, 6-4.
María Sharápova es considerada una de las mejores jugadoras de su época, habiendo conseguido el Silver Slam (los cuatro torneos de Grand Slam y una medalla de plata en los Juegos Olímpicos) y siendo una de las más jóvenes en haber ganado el campeonato de Wimbledon.
María Sharápova es considerada un ícono del tenis y también así de la moda, ya que ha modelado para varios diseñadores famosos y es la cara de importantes marcas.
El 7 de marzo de 2016, anunció que dio positivo en un control antidopaje por el consumo de meldonium. Por este caso, recibió una sanción de dos años por parte de la Federación Internacional de Tenis, en un comunicado difundido el 8 de junio de 2016. Maria Sharapova anunció que apelaría la decisión. María Sharápova apeló la suspensión inicial de dos años impuesta por el Programa Antidopaje de Tenis en julio, fue concedido la apelación y se redujo de dos años a 15 meses. Regresó a las canchas el 26 de abril de 2017 disputando el torneo de Stuttgart, donde llegaría a semifinales. Después pasó por varias lesiones que le impidieron jugar varios meses.
Su mejor actuación desde su regreso se vio en el Abierto de Estados Unidos de 2017, donde sin ranking y con un WC, enfrentaría a la número 2 del mundo en aquel momento, Simona Halep, en un partido de gran nivel imponiéndose por un marcador de 6-4, 4-6, 6-3. María Sharápova volvió a levantar un trofeo tras su regreso en el Torneo de Tianjin 2017, que sería el n.º 36 y último obtenido de su carrera profesional.

## Biografía
Sus padres, Yelena y Yuri Sharápov, oriundos de la ciudad de Gómel, en la entonces república soviética de Bielorrusia, emigraron a Rusia en 1987 por temor a que la hija que acababa de nacer sufriera algún trastorno tras el accidente de Chernóbil, ocurrido a 300 km de su hogar. A los tres años María Sharápova se mudó con su familia a la ciudad balneario de Sochi, en el Mar Negro, donde comenzó a jugar tenis con una raqueta que le regaló su tío Yevgeni Káfelnikov.
En 1993 en un torneo en Moscú, María Sharápova fue observada por Martina Navratilova, quien de inmediato convenció a su padre de mudarse a los Estados Unidos. En 1995 Yuri y María se trasladaron de Rusia hacia los Estados Unidos, gracias a una visa de tres años, ahí trataron de incorporarse en Rick Macci Tennis Academy, pero debido a que no hubo una mayor atención y entendimiento de la situación, decidieron asistir a Nick Bolletieri Tennis Academy de IMG, en donde María Sharápova se incorporó en calidad de alumna de tiempo completo.
En octubre de 2010 se comprometió con el jugador esloveno de baloncesto Sasha Vujačić. Pero en agosto de 2012 Sharápova anunció que había terminado su relación, principalmente por una falta de tiempo y porque los calendarios de ambos no concordaban en todo el año en ninguno de los torneos a los que se presentaba María. María terminó su relación con el jugador de tenis Grigor Dimitrov poco después de la culminación del Wimbledon 2015.
Desde principios de 2018, mantiene una relación con el financiero británico Alexander Gilkes. En diciembre de 2020 anunciaron su compromiso. En abril de 2022 anunció a través de su cuenta de Instagram que estaba esperando su primer hijo con su actual pareja. El 1 de julio de 2022 dio a luz a su hijo Theodore.

## Carrera

### 2004

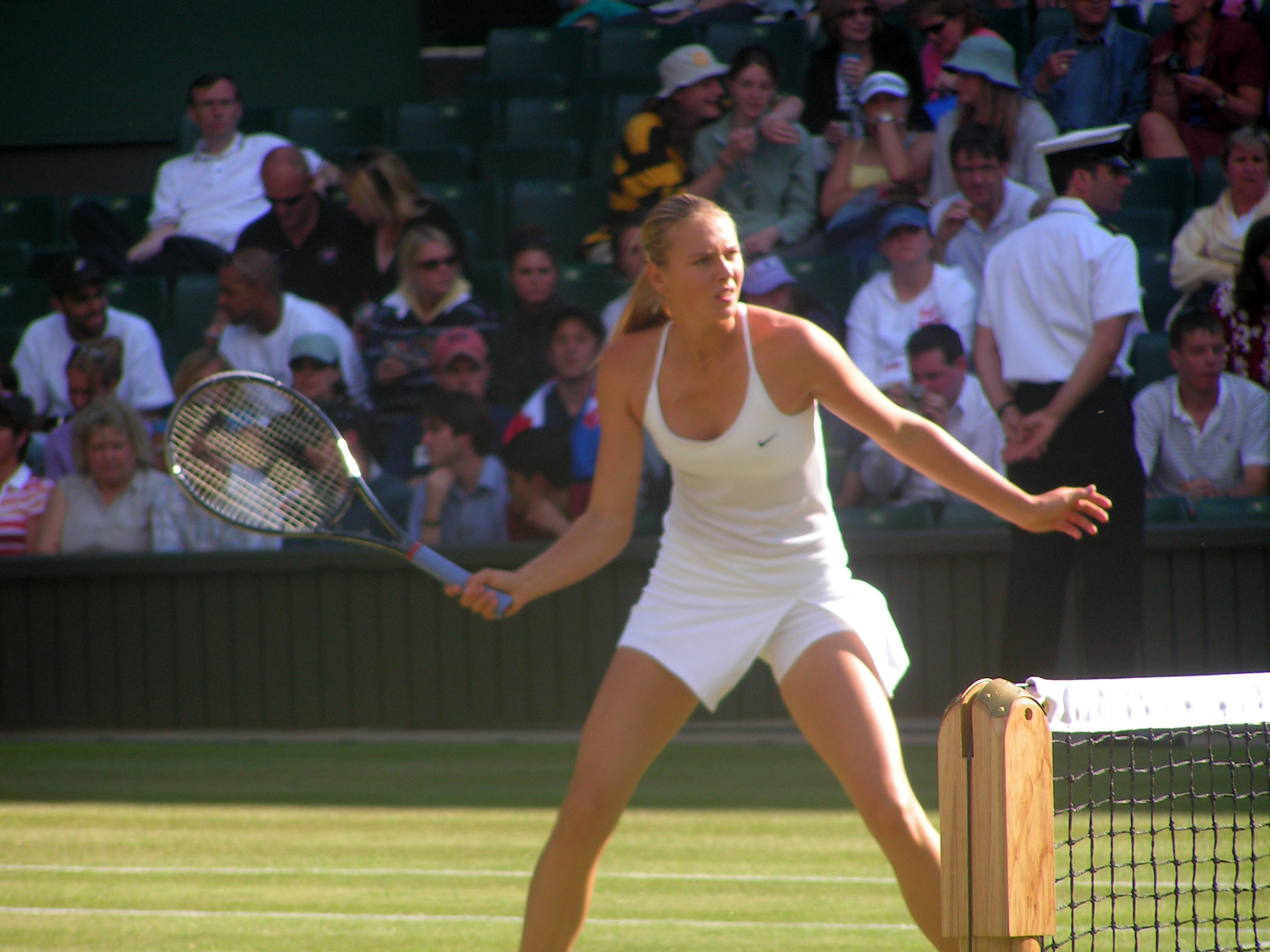
María Sharápova en el torneo de Wimbledon

En 2004, en Wimbledon, María Sharápova se convirtió en la tercera mujer más joven en ganar el torneo y la segunda en la Era Open. También se convirtió en la más baja clasificada (n.º 15) y la más baja preclasificada (n.º 13) en la Era Open hasta ese momento, derrotando a Ai Sugiyama (5 - 7,7 - 5,6 - 1) en los cuartos de final, Lindsay Davenport (2 - 6,7 - 6,6 - 1) en las semifinales, y las dos veces ganadora del torneo Serena Williams (6 - 1,6 - 4) en la final, convirtiéndose en la primera jugadora rusa en ganar Wimbledon. En este año obtuvo 4 victorias frente a jugadoras Top 5.
La derrota vino a manos de la jugadora francesa Mary Pierce en el Abierto de Estados Unidos un par de meses después. María Sharápova terminó el 2004 con una victoria en la final del WTA Championships, ante Serena Williams, después de un déficit de 4-0 en el tercer set.
Tras perder contra María Sharápova en las semifinales del evento, la rusa Anastasiya Mýskina dijo: "Él (el padre de Sharápova) no hacía más que gritarme y chillarme instrucciones y pensé que en cualquier momento del partido saltaría a la cancha, es un forofo".

#### Torneos disputados
| N.º | Fecha                    | Torneo               | Categoría    | Superficie    | Ronda |
| 1.  | 19 de enero de 2004      | Abierto de Australia | GS           | Dura          | 3R    |
| 2.  | 3 de febrero de 2004     | Tokio                | Tier I       | Dura          | 2R    |
| 3.  | 15 de febrero de 2004    | Memphis              | Tier III     | Dura          | SF    |
| 4.  | 10 de marzo de 2004      | Indian Wells         | Tier I       | Dura          | 4R    |
| 5.  | 24 de marzo de 2004      | Miami                | Tier I       | Dura          | 4R    |
| 6.  | 3 de mayo de 2004        | Berlín               | Tier I       | Tierra batida | 3R    |
| 7.  | 10 de mayo de 2004       | Roma                 | Tier I       | Tierra batida | 3R    |
| 8.  | 24 de mayo de 2004       | Roland Garros        | GS           | Tierra batida | CF    |
| 9.  | 7 de junio de 2004       | Birmingham           | Tier III     | Hierba        | G     |
| 10. | 21 de junio de 2004      | Wimbledon            | GS           | Hierba        | G     |
| 11. | 25 de julio de 2004      | San Diego            | Tier I       | Dura          | CF    |
| 12. | 2 de agosto de 2004      | Montreal             | Tier I       | Dura          | 3R    |
| 13. | 22 de agosto de 2004     | New Haven            | Tier II      | Dura          | 2R    |
| 14. | 30 de agosto de 2004     | Abierto de EE. UU.   | GS           | Dura          | 3R    |
| 15. | 20 de septiembre de 2004 | Pekín                | Tier II      | Dura          | SF    |
| 16. | 27 de septiembre de 2004 | Seúl                 | Tier IV      | Dura          | G     |
| 17. | 4 de octubre de 2004     | Tokio                | Tier III     | Dura          | G     |
| 18. | 17 de octubre de 2004    | Zúrich               | Tier I       | Dura          | F     |
| 19. | 1 de noviembre de 2004   | Filadelfia           | Tier II      | Dura          | SF    |
| 20. | 8 de noviembre de 2004   | Championships        | Championship | Dura          | G     |

### 2005

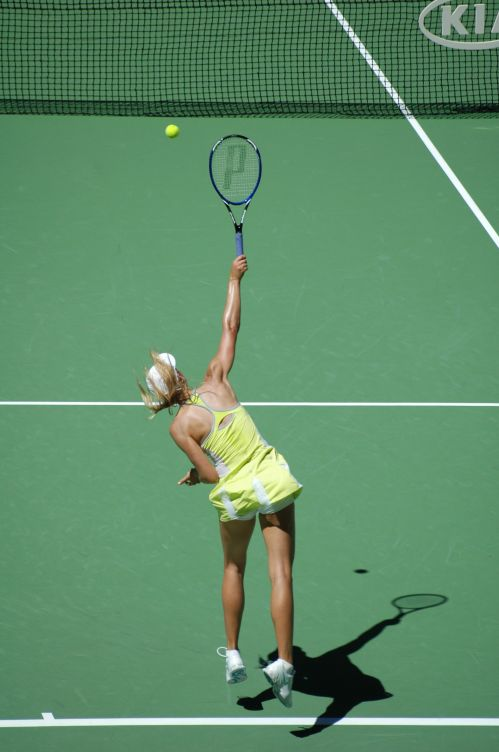
Maria Sharapova en el Abierto de Australia 2005

En pista, alcanzó las semifinales del Abierto de Australia en 2005, donde tuvo 3 puntos de partido frente a Serena Williams antes de perder 6 - 2, 5 - 7, 6 - 8.
Defendiendo su título de Wimbledon en 2005, Maria Sharapova llegó a las semifinales sin perder un solo set, pero perdió ante una rejuvenecida Venus Williams (6 - 7, 1 - 6). Estas derrotas acabaron con sus opciones de desbancar a Lindsay Davenport como número 1 mundial.
Sin embargo, una lesión que Davenport llevaba desde la final de Wimbledon, hizo que no pudiese defender los puntos del ranking obtenidos durante el Abierto de Estados Unidos en 2004. María Sharápova tenía menos puntos que defender y ascendió al número 1 el 22 de agosto de 2005. Su reinado, sin embargo, solo duró una semana ya que Davenport reascendió al número 1. María Sharápova volvió a ser número 1 el 12 de septiembre de 2005, a pesar de perder en las semifinales del Abierto de Estados Unidos. María Sharápova mantuvo el puesto durante 6 semanas antes de cedérselo a Davenport tras el Abierto de Zúrich en 2005.
La derrota de María Sharápova en las semifinales del Abierto de Estados Unidos en 2005 contra Kim Clijsters significó la cuarta vez en dicho año que Sharápova pierde en un Grand Slam contra la finalmente ganadora del torneo: Abierto de Australia-SF-Serena Williams, Roland Garros-CF-Justine Henin, Wimbledon-SF-Venus Williams, Abierto de Estados Unidos-SF-Kim Clijsters.
También cabe destacar de este año su partido contra Lindsay Davenport en Indian Wells, donde perdió por 6-0 6-0 contra la número 1, en la que fue la única vez en la que le asestaron semejante resultado, y la primera vez en la que una top 3 perdía sin conseguir ni un solo juego.

#### Torneos disputados
| N.º | Fecha                    | Torneo               | Categoría    | Superficie    | Ronda |
| 1.  | 17 de enero de 2005      | Abierto de Australia | GS           | Dura          | SF    |
| 2.  | 1 de febrero de 2005     | Tokio                | Tier I       | Dura          | G     |
| 3.  | 21 de febrero de 2005    | Doha                 | Tier II      | Dura          | G     |
| 4.  | 9 de marzo de 2005       | Indian Wells         | Tier I       | Dura          | SF    |
| 5.  | 23 de marzo de 2005      | Miami                | Tier I       | Dura          | F     |
| 6.  | 2 de mayo de 2005        | Berlín               | Tier I       | Tierra batida | CF    |
| 7.  | 9 de mayo de 2005        | Roma                 | Tier I       | Tierra batida | SF    |
| 8.  | 23 de mayo de 2005       | Roland Garros        | GS           | Tierra batida | CF    |
| 9.  | 6 de junio de 2005       | Birmingham           | Tier III     | Hierba        | G     |
| 10. | 20 de junio de 2005      | Wimbledon            | GS           | Hierba        | SF    |
| 11. | 8 de agosto de 2005      | Los Ángeles          | Tier II      | Dura          | CF    |
| 12. | 29 de agosto de 2005     | Abierto de EE. UU.   | GS           | Dura          | SF    |
| 13. | 19 de septiembre de 2005 | Pekín                | Tier II      | Dura          | SF    |
| 14. | 10 de octubre de 2005    | Moscú                | Tier I       | Dura          | CF    |
| 15. | 8 de noviembre de 2005   | Championships        | Championship | Dura          | SF    |

### 2006

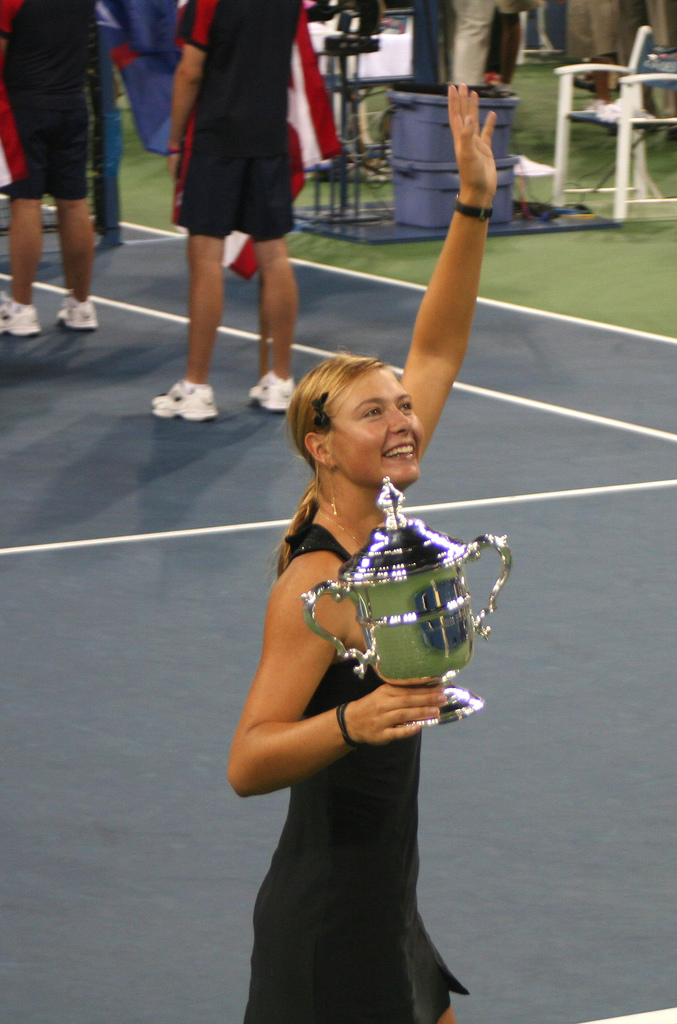
María Sharápova con el trofeo de campeona del Abierto de Estados Unidos 2006

En el Abierto de Australia de 2006, María Sharápova alcanzó las semifinales, donde se enfrentó a Justine Henin, ganando el primer set, pero finalmente perdiendo 6-4,1-6,4-6. Este fue el único partido del año que Sharápova perdió un partido tras ganar el primer set.
Maria Sharapova, como la tercera cabeza de serie, obtuvo el primer título del año en el Masters de Indian Wells, California (un evento Tier 1). María Sharápova derrotó a la cuarta cabeza de serie y compatriota Yelena Deméntieva en la final 6 - 1, 6 - 2. Este fue el título decimoprimero de su carrera. Sharápova y Deméntieva fueron las primeras rusas en alcanzar la final de dicho evento. Poco después, alcanzó la final del Masters de Miami, perdiendo ante Svetlana Kuznetsova 4 - 6, 3 - 6.
Maria Sharapova participó en Roland Garros sin haber jugado ningún partido en tierra batida hasta entonces, por lesión. Tras salvar tres puntos de partido frente a Mashona Washington en la primera ronda, María Sharápova fue eliminada en la cuarta ronda por Dinara Sáfina 5 - 7, 6 - 2, 5 - 7. María Sharápova, tras liderar 5-1 en el tercer set, perdió 18 de los últimos 21 puntos del partido.
Por segundo año consecutivo, María Sharápova fue eliminada en las semifinales de Wimbledon, perdiendo frente a la finalmente ganadora del torneo, la francesa Amélie Mauresmo 3 - 6, 6 - 3, 2 - 6.
María Sharápova, como segunda cabeza de serie, obtuvo su segundo título del año en San Diego en el Accura Classic, derrotando a la primera cabeza de serie Kim Clijsters 7 - 5, 7 - 5. Esta fue la primera victoria de Sharápova frente Clijsters en cinco encuentros.
María Sharápova entró en el Abierto de Estados Unidos de 2006 como la tercera cabeza de serie, después de que Clijsters decidiese no participar en el torneo por una lesión en su muñeca. Considerada como una de las favoritas para ganar el torneo, Sharápova dio vida a las expectaciones derrotando a Mauresmo, la entonces número uno del mundo en las semifinales, 6 - 0, 4 - 6, 6 - 0. María Sharápova luego ganó en la final, venciendo a la belga Justine Henin por 6 - 4, 6 - 4, para ganar su segundo título de Grand Slam en solitario, el tercer título del año y el decimotercero de su carrera. Tras la victoria, Sharápova se aseguró su presencia en el torneo de final de temporada en Madrid.
También Sharápova ganó el Abierto de Zúrich de 2006, venciendo a Daniela Hantuchová 6 - 1, 4 - 6, 6 - 3 en la final. Una semana después ganó el torneo de Generali Ladies Linz, derrotando a la defensora del título y compatriota Nadia Petrova en la final 7 - 5, 6 - 2. Este fue su quinto título del año y decimoquinto de su carrera.
María Sharápova participó en el WTA Championships en Madrid como segunda cabeza de serie y como una de las tres candidatas a acabar el año como número uno (junto a la francesa Amelie Mauresmo y la belga Justine Henin-Hardenne), y llegó a las semifinales del campeonato sin perder un solo set, pero luego perdió frente a la finalmente campeona y número uno, la belga Henin, con un resultado de 2 - 6, 6 - 7 (5) tras ganar en las rondas clasificatorias (Round Robin) a todas sus contrincantes: Yelena Deméntieva 6 - 1, 6 - 4, Kim Clijsters 6 - 4, 6 - 4 y Svetlana Kuznetsova 6 - 1, 6 - 4. María Sharápova acabó el año como número dos del mundo.
En otra área, durante el año 2006, María Sharápova crea la "Fundación María Sharápova", que es un organismo caritativo, sin ánimo de lucro, dedicado a contribuir a que niños "en situación de riesgo", de todas las edades, puedan cumplir sus sueños.
También había sido anunciado que María Sharápova participaría en la Copa Federación o Fed Cup para Rusia en 2007, enfrentándose en primera ronda a España, pero una lesión en el hombro derecho no se lo permitió. Sin embargo ayudó a su equipo sirviéndole de sparring a sus compatriotas, para la final de la Copa Federación, que se jugó por las rusas ante las italianas, en Moscú. El equipo femenino de tenis de Rusia, le ganó a las italianas y se convirtió en campeón de la Copa Federación de ese año. María Sharápova alentó a sus compañeras durante toda esa final y luego celebró con ellas el triunfo de Rusia.

#### Torneos disputados
| N.º | Fecha                  | Torneo               | Categoría    | Superficie    | Ronda |
| 1.  | 16 de enero de 2006    | Abierto de Australia | GS           | Dura          | SF    |
| 2.  | 31 de enero de 2006    | Tokio                | Tier I       | Dura          | SF    |
| 3.  | 20 de febrero de 2006  | Dubái                | Tier II      | Dura          | F     |
| 4.  | 8 de marzo de 2006     | Indian Wells         | Tier I       | Dura          | G     |
| 5.  | 22 de marzo de 2006    | Miami                | Tier I       | Dura          | F     |
| 6.  | 28 de mayo de 2006     | Roland Garros        | GS           | Tierra batida | 4R    |
| 7.  | 12 de junio de 2006    | Birmingham           | Tier III     | Hierba        | SF    |
| 8.  | 26 de junio de 2006    | Wimbledon            | GS           | Hierba        | SF    |
| 9.  | 31 de julio de 2006    | San Diego            | Tier I       | Dura          | G     |
| 10. | 7 de agosto de 2006    | Los Ángeles          | Tier II      | Dura          | SF    |
| 11. | 28 de agosto de 2006   | Abierto de EE. UU.   | GS           | Dura          | G     |
| 12. | 9 de octubre de 2006   | Moscú                | Tier I       | Dura          | CF    |
| 13. | 16 de octubre de 2006  | Zúrich               | Tier I       | Dura          | G     |
| 14. | 23 de octubre de 2006  | Linz                 | Tier II      | Dura          | G     |
| 15. | 7 de noviembre de 2006 | Championships        | Championship | Dura          | SF    |

### 2007

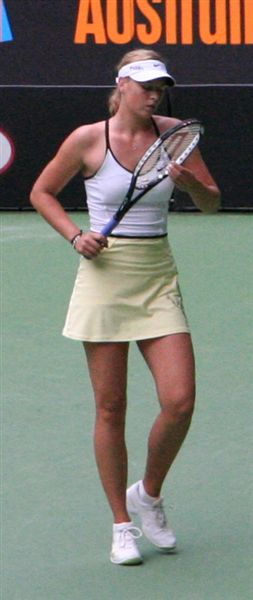
María Sharápova en el Abierto de Australia 2007

En 2007 había participado en siete torneos sin ganar alguno, pero siendo finalista en el Abierto de Australia (cae ante Serena Williams) y en Birmingham (derrotada por Jelena Janković), además de semifinalista en Estambul (pierde con Aravane Rezai), Tokio y Roland Garros (vencida en ambos torneos por la serbia Ana Ivanović).
María Sharápova conquistó el primer título de la temporada 2007 en su noveno torneo, en San Diego, California, donde era la defensora del título. En la final derrotó a la suiza Patty Schnyder por sexta vez en siete enfrentamientos, con un resultado de 6 - 2, 3 - 6, 6 - 0. Hasta la pérdida del segundo set, Sharápova había ganado 19 sets consecutivos en ese torneo, y la victoria la convierte, además, en la última ganadora del torneo, ya que dejará de celebrarse a partir de 2009 (en el 2008 se jugaron los Juegos Olímpicos).
María Sharápova durante el año 2007 solo conquistó un título de la WTA, debido a que sufrió una lesión en el hombro derecho y también a que se vio muy afectada por la enfermedad y posterior muerte de Jane, quien era la madre de su entrenador Michael Joyce, una persona que era muy cercana a María y a la cual ella quería mucho. Persona que murió en junio del año 2007, debido a un cáncer de ovarios.
A fines del año 2007 (diciembre), María Sharápova participa en un partido de exhibición en Singapur, junto a su compatriota Anna Chakvetadze, a la que venció por 6 - 0 y 7 - 6.
En otra área, durante el año 2007, María Sharápova es nombrada embajadora de Buena Voluntad del Programa de las Naciones Unidas para el Desarrollo (PNUD), en una ceremonia celebrada en la Sede de las Naciones Unidas en la ciudad de Nueva York. Sharápova donó 100 000 dólares para proyectos del PNUD destinados a la recuperación de Chernóbil, ciudad que sufrió el accidente nuclear más grave de la historia. Los 100.000 dólares fueron para ocho proyectos destinados a la juventud de comunidades de la Federación de Rusia, Bielorrusia y Ucrania que todavía sufren las consecuencias de la catástrofe radioactiva de Chernóbil. La donación se hizo a través de la Fundación María Sharápova y fue para financiar proyectos para tener acceso a computadoras, mejorar instalaciones para la práctica del deporte, mejorar hospitales, y promover la conciencia ecológica, estos proyectos complementan las amplias iniciativas que tiene Naciones Unidas para ayudar a esas comunidades afectadas. María en esta función, de embajadora de Buena Voluntad del Programa de las Naciones Unidas para el Desarrollo (PNUD), recaba apoyo para la campaña mundial contra la pobreza. La actividad de María con el PNUD incluye la promoción de las iniciativas internacionales para alcanzar los Objetivos de Desarrollo del Milenio. Esos objetivos fueron aprobados por 189 países en el año 2000, y tienen metas definidas, fijadas en plazos para mejorar de forma medible las condiciones de vida de las personas más pobres del planeta.

#### Torneos disputados
| N.º | Fecha                  | Torneo               | Categoría    | Superficie    | Ronda |
| 1.  | 15 de enero de 2007    | Abierto de Australia | GS           | Dura          | F     |
| 2.  | 30 de enero de 2007    | Tokio                | Tier I       | Dura          | SF    |
| 3.  | 7 de marzo de 2007     | Indian Wells         | Tier I       | Dura          | 4R    |
| 4.  | 21 de marzo de 2007    | Miami                | Tier I       | Dura          | 4R    |
| 5.  | 21 de mayo de 2007     | Estambul             | Tier III     | Tierra batida | SF    |
| 6.  | 27 de mayo de 2007     | Roland Garros        | GS           | Tierra batida | SF    |
| 7.  | 11 de junio de 2007    | Birmingham           | Tier III     | Hierba        | F     |
| 8.  | 25 de junio de 2007    | Wimbledon            | GS           | Hierba        | 4R    |
| 9.  | 30 de julio de 2007    | San Diego            | Tier I       | Dura          | G     |
| 10. | 6 de agosto de 2007    | Los Ángeles          | Tier II      | Dura          | SF    |
| 11. | 27 de agosto de 2007   | Abierto de EE. UU.   | GS           | Dura          | 3R    |
| 12. | 8 de octubre de 2007   | Moscú                | Tier I       | Dura          | 2R    |
| 13. | 6 de noviembre de 2007 | Championships        | Championship | Dura          | F     |

### 2008

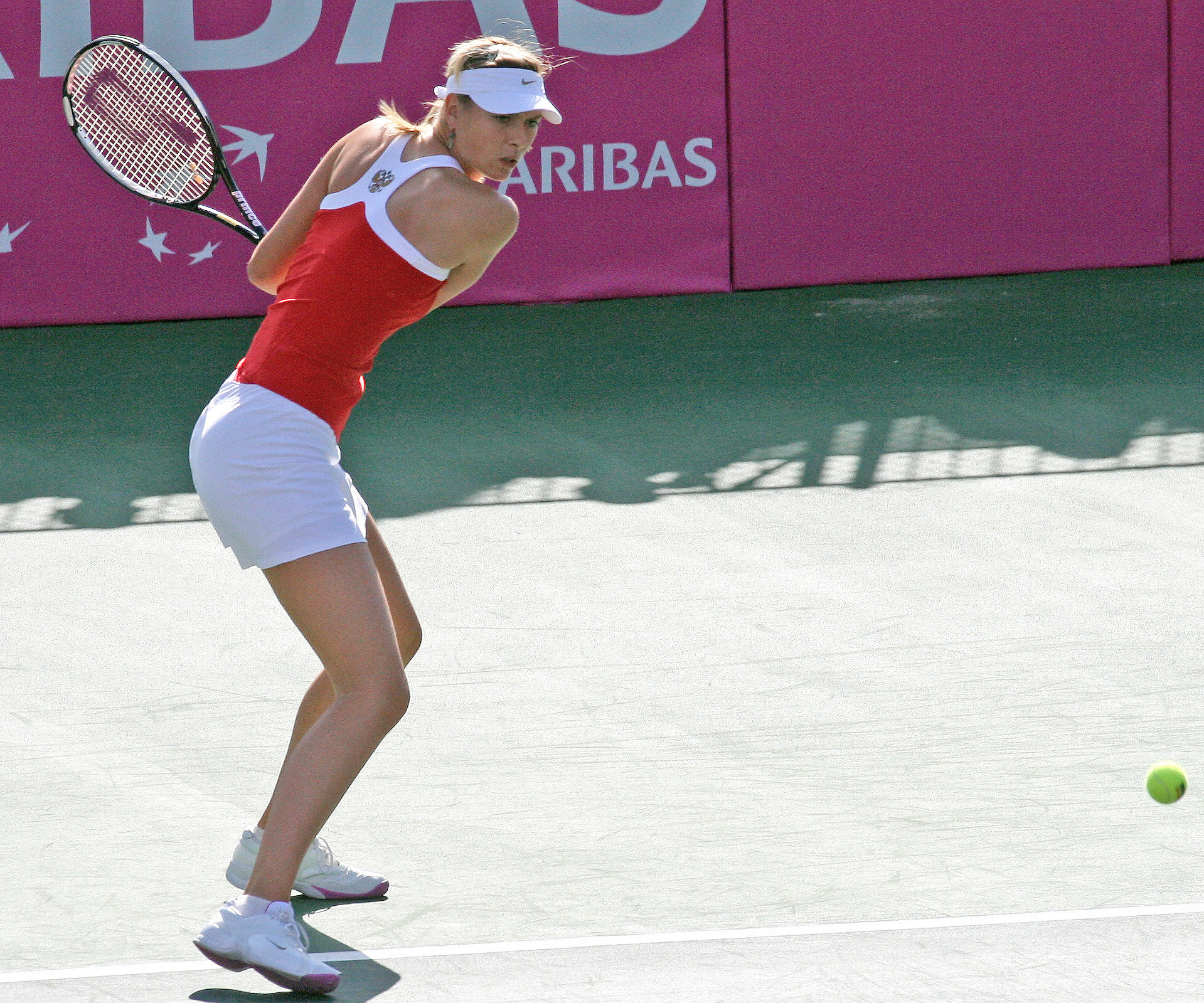
María Sharápova pegándole a la bola en su partido por la Fed Cup para ganar su pase a los Juegos Olímpicos de Beijing frente al equipo israelí.

María Sharápova comenzó el año disputando el torneo de exhibición de Hong Kong, tras vencer en cuartos a Caroline Wozniacki por 6 - 2, 6 - 2 y a Anna Chakvetadze en semifinales por 6 - 4, 6 - 2, perdió ante la estadounidense Venus Williams en la final por 6 - 4 y 6 - 3.
María Sharápova se trasladó a Australia para participar en el primer Grand Slam del año, el Abierto de Australia. En primera ronda venció a Jelena Kostanić Tošić por 6 - 4, 6 - 3, en segunda a Lindsay Davenport por 6 - 1, 6 - 3, en tercera a Yelena Vesniná por 6 - 3, 6 - 0, en cuarta a Yelena Deméntieva por 6 - 2, 6 - 0, en cuartos de final se volvió a encontrar, tras el enfrentamiento entre ambas en la final del WTA Tour Championships 2007, con la n.º 1 del mundo, la belga Justine Henin, esta vez, María Sharápova venció por 6 - 4, 6 - 0, cortando así, la racha de 32 partidos consecutivos ganados por la belga. En semifinales venció a Jelena Janković por 6 - 3, 6 - 1, en la final venció a Ana Ivanović por 7 - 5, 6 - 3, convirtiéndose en la primera jugadora rusa en ganar en Australia. Durante el campeonato María Sharápova no perdió ningún set, en la ceremonia de premios, tras recibir la copa, María Sharápova tuvo unas palabras de reconocimiento y recuerdo hacia Jane, la madre recientemente fallecida de su entrenador Michael Joyce: "Cada vez que salía a entrenar o jugar, Jane era el nombre en el que estábamos pensando. Quiero dedicarle esta victoria a ella porque después de sufrir su pérdida tuve otra perspectiva de la vida con mis lesiones y retrocesos. Me ayudó a saber qué cosas tienen prioridad fuera del tenis".
A principios de febrero del año 2008, María Sharápova jugó por primera vez en la Fed Cup junto a su selección nacional de Rusia, en la eliminatoria frente a la selección de Israel. El primer partido lo ganó contra Tzipora Obziler por 6 - 0 y 6 - 4, y el segundo frente Shahar Peer por 6-1 y 6 - 1. Las demás rusas ganaron otros dos partidos. Finalmente Rusia venció a Israel por 4 - 1, pasando así a las semifinales de la Fed Cup 2008.
De vuelta al circuito WTA, María Sharápova se trasladó a Catar para disputar el Torneo de Doha, que este año estrenaba categoría Tier I. María Sharápova se proclamó campeona del torneo tras vencer en la final a Vera Zvonariova por 6 - 1, 2 - 6, 6 - 0, en segunda ronda venció a Galina Voskoboeva por 6 - 4, 4 - 6, 6 - 1, en tercera a Tamarine Tanasugarn por 6 - 2, 6 - 2, en cuartos a Caroline Wozniacki por 6 - 0, 6 - 1 y en semifinales a Agnieszka Radwańska por 6 - 4, 6 - 3.
María Sharápova comenzó la gira estadounidense disputando el Masters de Indian Wells, donde tras vencer en tercera ronda a Eleni Daniilidou por 7 - 5, 6 - 3, en cuarta a Alona Bondarenko por 6 - 2, 5 - 7, 6 - 4 y en cuartos de final a Daniela Hantuchová por 7 - 6, 6 - 1, perdió en semifinales frente a Svetlana Kuznetsova por 3 - 6, 7 - 5, 2 - 6.
Luego María Sharápova participó en el Torneo de Amelia Island (en Estados Unidos), competición sobre tierra batida o arcilla. María jugó excelente, convirtiéndose en la campeona de dicho certamen. María le ganó la final de dicho campeonato, el domingo 13 de abril a la eslovaca Dominika Cibulková por 7 - 6 (9/7) y 6 - 3. Fue el primer título de Sharápova sobre arcilla o tierra batida.
Luego María Sharápova fue a competir al Torneo de Charleston (en Estados Unidos), y cayó en cuartos de final ante la estadounidense Serena Williams por 7 - 5, 4 - 6 y 6 - 1. Este fue el primer enfrentamiento de ambas sobre arcilla.

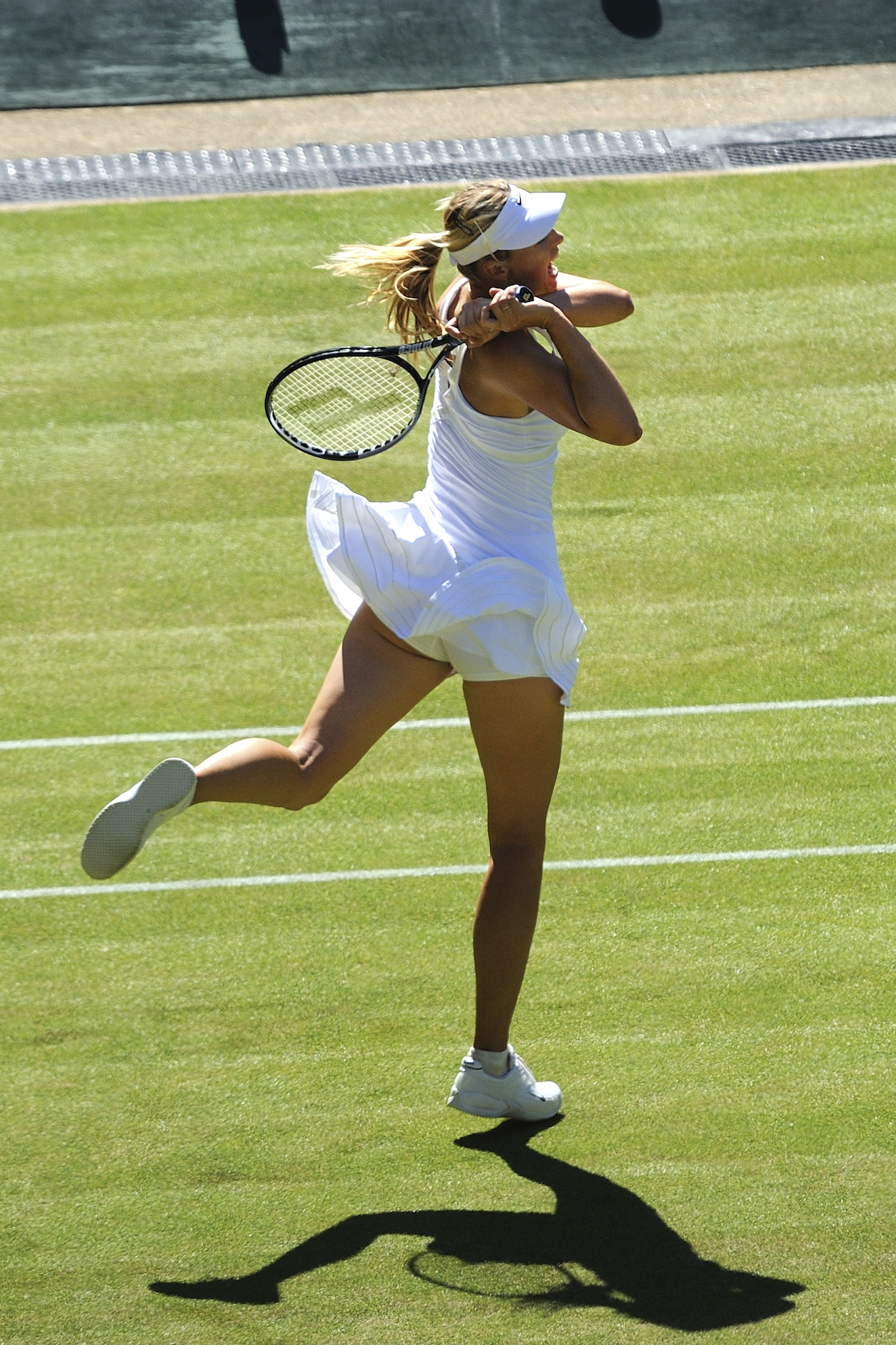
María Sharápova en Wimbledon 2008

María Sharápova no participó en la semifinal de la Fed Cup 2008, que jugó Rusia vs. Estados Unidos. Las rusas ganaron por 3 - 2, pasando a la final que disputarán frente a las españolas en Madrid, España. El presidente de la Federación de Tenis de Rusia y capitán del equipo ruso de la copa federación de tenis Shamil Tarpishchev (quien también es capitán del equipo de Copa Davis de su país), señaló que volverá a llamar a Sharápova, para jugar la final de la Fed Cup ante España.
También Shamil Tarpishchev, anunció en el mes de abril de 2008, que María Sharápova, junto a su compatriota Svetlana Kuznetsova serán las representantes de Rusia en el tenis femenino, en la categoría singles, en los Juegos Olímpicos, junto a otras dos jugadoras, que estarían por definirse en la categoría singles. También le falta a Rusia definir quienes representarán en los dobles femeninos de tenis a su país.
María ha señalado que su mayor aspiración en lo deportivo para el año 2008, es representar a Rusia en los Juegos Olímpicos y luchar para intentar ganar la medalla de oro para su país, y en lo humano: es mejorar la campaña de ayuda, para las personas que continúan siendo afectadas por desastre radiactivo de Chernóbil.
Previo a la edición del 2008 del Masters de Roma María Sharápova plantó cara a la WTA tras negarse a participar en la grabación de una campaña publicitaria de la misma. La negativa a colaborar con la WTA pudo costarle a Sharápova una multa de casi medio millón de euros, pero finalmente esto fue solucionado acortando el tiempo de la grabación.
En el abierto romano, María Sharápova llega hasta las semifinales, que debía jugar contra Jelena Janković, pero se retiró antes de disputar esa semifinal debido a un estiramiento en el gemelo derecho.
En 2008, previo a Roland Garros, Justine Henin, anuncia su retirada y María Sharápova ocupa el n.º 1. Esto le daba la oportunidad de ganar Roland Garros con la ausencia de la campeona defensora del título, sin embargo, es derrotada en octavos de final por Dinara Sáfina, con un marcador de 6 - 7 (6 - 8), 7 - 6 (7 - 5) y 6 - 2.
En el Torneo de Wimbledon se enfrentó en primera ronda a la gala Stéphanie Foretz, venciéndola por 6 - 1, 6 - 4, pero perdió en segunda ronda frente a su compatriota Ala Kudriávtseva por 6 - 2, 6 - 4.
Tras dos semanas de descanso María Sharápova se trasladó a la gira Norteamericana para disputar el Masters de Canadá. Celebrado este año en la ciudad de Montreal, y clasificado el torneo de categoría Tier I, María Sharápova estuvo ausente los tres torneos anteriores por lo que este año no defendía puntos anteriores. En el torneo, y como cabeza de serie n.º 3, María Sharápova estuvo exenta de disputar la primera ronda, en segunda ronda venció a Marta Domachowska por 7 - 5, 5 - 7, 6 - 2, pero se retiró del torneo debido a la lesión que arrastra en el hombro derecho. Tras realizar una pruebas al día siguiente para ver el alcance de la lesión, Sharápova anunció que no asistiría a los Juegos Olímpicos de Pekín 2008.
Tiempo después María Sharápova decide no jugar por el resto de la temporada perdiéndose el Abierto de los Estados Unidos y el WTA Championships en Doha.

#### Torneos disputados
| N.º | Fecha                 | Torneo               | Categoría | Superficie    | Ronda |
| 1.  | 14 de enero de 2008   | Abierto de Australia | GS        | Dura          | G     |
| 2.  | 18 de febrero de 2008 | Doha                 | Tier I    | Dura          | G     |
| 3.  | 12 de marzo de 2008   | Indian Wells         | Tier I    | Dura          | SF    |
| 4.  | 7 de abril de 2008    | Amelia Island        | Tier II   | Tierra batida | G     |
| 5.  | 14 de abril de 2008   | Charleston           | Tier I    | Tierra batida | CF    |
| 6.  | 12 de mayo de 2008    | Roma                 | Tier I    | Tierra batida | SF    |
| 7.  | 25 de mayo de 2008    | Roland Garros        | GS        | Tierra batida | 4R    |
| 8.  | 23 de junio de 2008   | Wimbledon            | GS        | Hierba        | 2R    |
| 9.  | 28 de julio de 2008   | Montreal             | Tier I    | Dura          | 3R    |

### 2009

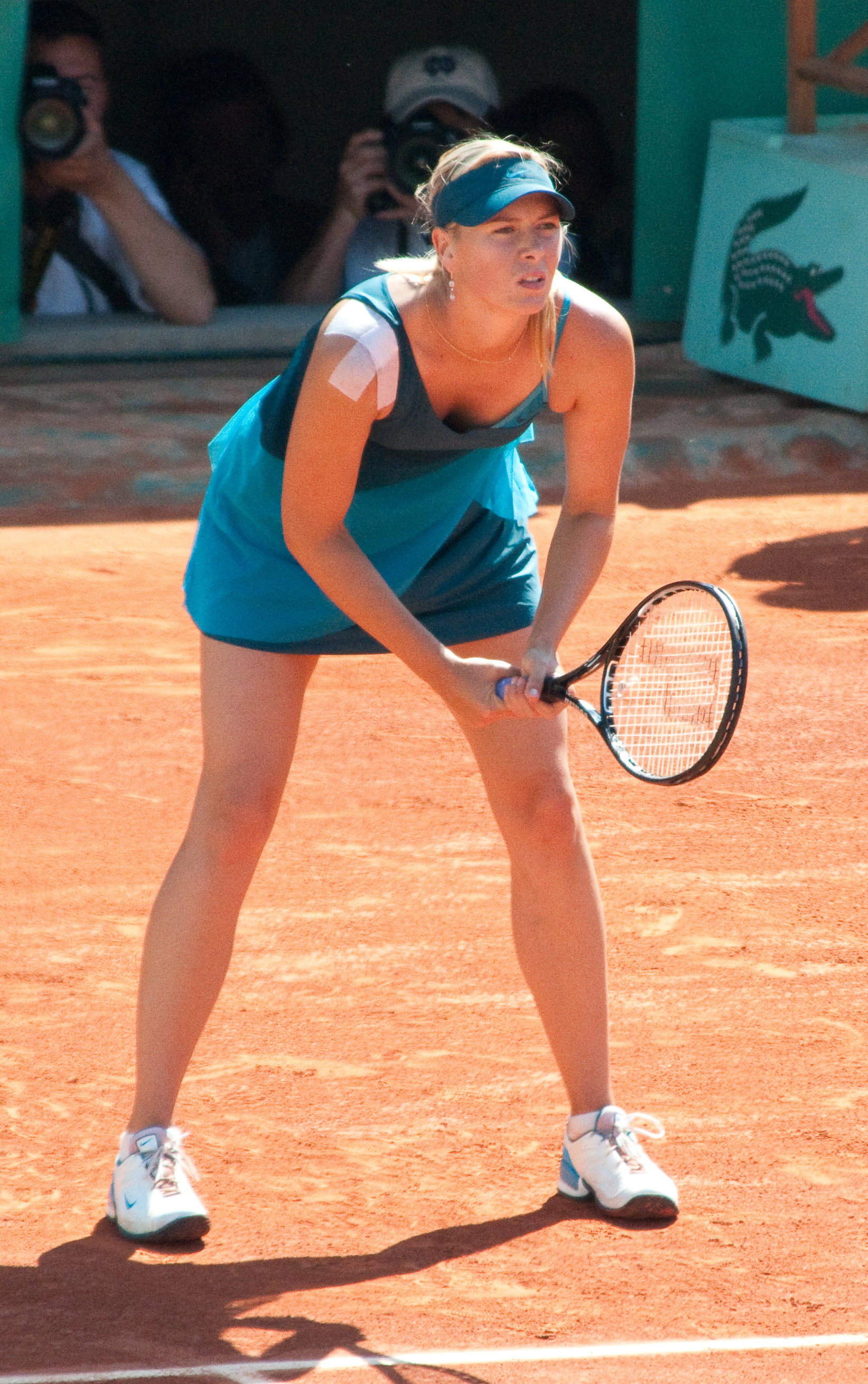
María Sharápova en Roland Garros 2009

Debido a la lesión sufrida por la tenista, ella no pudo defender su título en el Abierto de Australia, más tarde se retiró de los torneos del circuito, posteriormente hizo unos excelentes cuartos de final en su regreso, en el Torneo de Varsovia, luego, entró sin expectativas al torneo de Grand Slam de tierra batida, Roland Garros, en este torneo ganó cuatro partidos en tres sets, perdiendo en cuartos de final contra Dominika Cibulková.
Empieza la temporada de canchas de césped, María Sharápova, entró en el Torneo de Birmingham, donde logró semifinales, cayendo ante la china Na Li, faltaba el torneo más importante del césped, Wimbledon donde pasó primera ronda para perder ante Gisela Dulko.
Entrando en los torneos del open series de Estados Unidos, María Sharápova consiguió, cuartos de final, en el Torneo de Stanford perdiendo con Venus Williams y semifinales de Los Ángeles, perdiendo con Flavia Pennetta.
Más tarde llegaría a su primera final perdida desde el 2007, en el Masters de Canadá en Toronto contra Yelena Deméntieva.
Con estos puntajes Sharápova se aseguró una preclasificasión al Abierto de EE. UU., siento la vigesimonovena preclasificada.
En la primera ronda del Abierto de Estados Unidos derrotó a Tvetana Pironkova en un fácil 6 - 3 6 - 0, fue su primer set ganado en 0 en el año. En segunda ronda derrotó a Christina McHale por 6 - 2, 6 - 1. Pero en tercera ronda caería ante la joven sensación Melanie Oudin por 6 - 4, 3 - 6, 5 - 7. Dejando así el sueño de volver a ganar el Abierto de Estados Unidos.
Posteriormente empieza la gira asiática y María Sharápova juega el Torneo de Tokio, en la primera ronda derrotó a Francesca Schiavone por 4 - 6, 7 - 5 6 - 1. En segunda ronda vencería a Samantha Stosur por 6 - 0, 6 - 1. En tercera ronda derrotó a Alisa Kleybanova por 2 - 6, 6 - 2, 6 - 2. En cuartos de final vencería a Iveta Benešová por 6 - 4, 7 - 5. En semifinales derrotó a Agnieszka Radwańska por 6 - 3, 2 - 6, 6 - 4. En la final se encontraría con Jelena Janković y cuando el marcador iba 5 - 2 a favor de María Sharápova, Janković se retiró por una lesión. María Sharápova no ganaba un título desde abril de 2008.
En el Torneo de Pekín, el último del año jugó desde la segunda ronda debido a que por llegar a las semifinales de Tokio estaba exenta de jugar la primera ronda del torneo. En la segunda ronda vencería a Victoria Azarenka por 6 - 3, 6 - 7, 7 - 5. En la tercera ronda se enfrentaría a Peng Shuai con la cual perdería por 2 - 6, 4 - 6.
María Sharápova finalizó el año en el lugar número 14, algo sorprendente debido a que en mayo se encontraba en el lugar 126.

#### Torneos disputados
| N.º | Fecha                    | Torneo             | Categoría     | Superficie    | Ronda |
| 1.  | 18 de mayo de 2009       | Varsovia           | Premier       | Tierra batida | CF    |
| 2.  | 24 de mayo de 2009       | Roland Garros      | GS            | Tierra batida | CF    |
| 3.  | 8 de junio de 2009       | Birmingham         | Internacional | Hierba        | SF    |
| 4.  | 22 de junio de 2009      | Wimbledon          | GS            | Hierba        | 2R    |
| 5.  | 27 de julio de 2009      | Stanford           | Premier       | Dura          | CF    |
| 6.  | 3 de agosto de 2009      | Los Ángeles        | Premier       | Dura          | SF    |
| 7.  | 17 de agosto de 2009     | Toronto            | Premier 5     | Dura          | F     |
| 8.  | 31 de agosto de 2009     | Abierto de EE. UU. | GS            | Dura          | 3R    |
| 9.  | 27 de septiembre de 2009 | Tokio              | Premier 5     | Dura          | G     |
| 10. | 3 de octubre de 2009     | Pekín              | P. Mandatory  | Dura          | 3R    |

### 2010

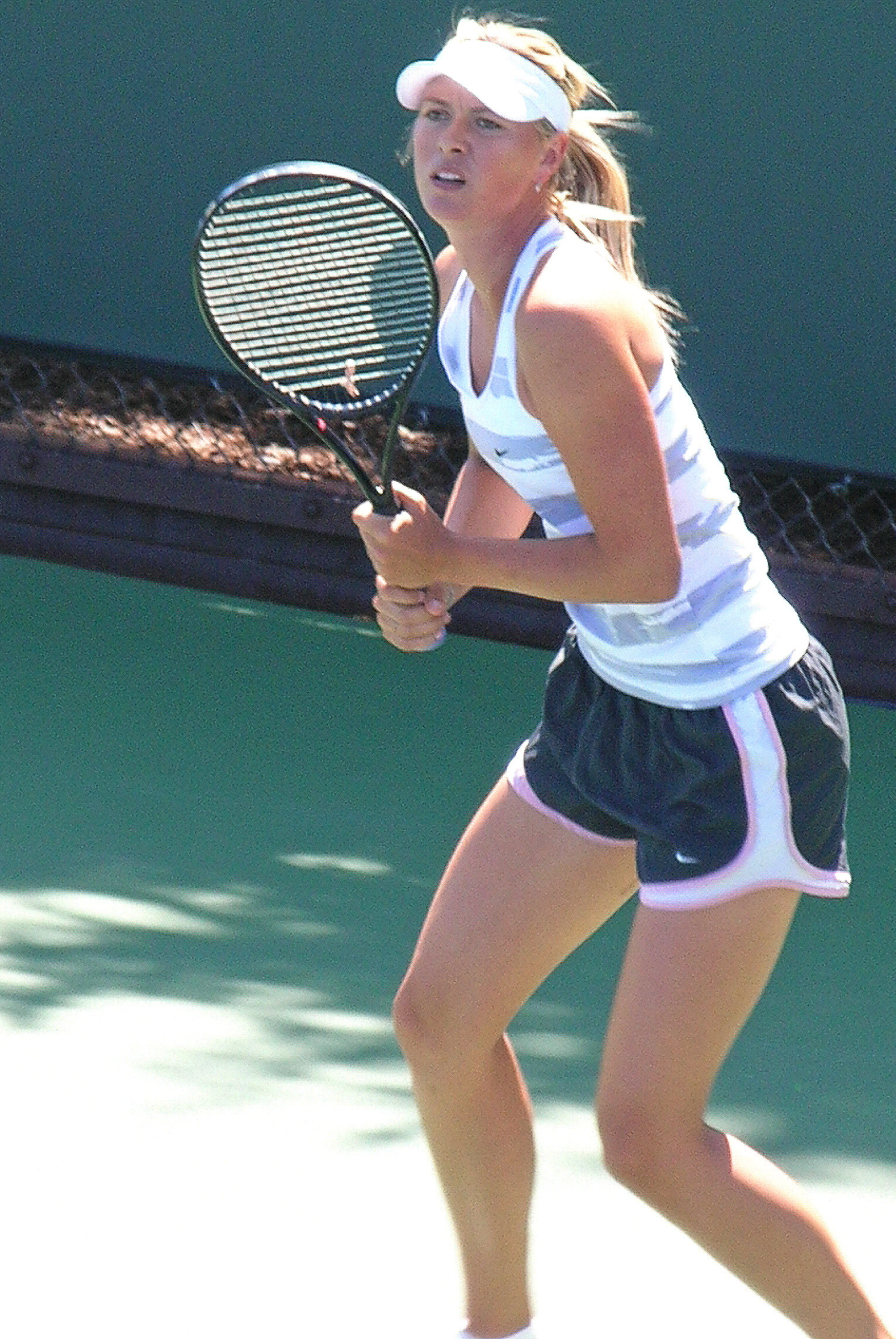
María Sharápova practicando en Standford en el 2010

María Sharápova inicia el año en un torneo de exhibición en Tailandia ganando a Venus Williams por 6 - 3, 6 - 4. Posteriormente juega otro torneo de exhibición en Hong Kong, María Sharápova estuvo en el equipo de Rusia junto a Vera Zvonariova e Yevgueni Káfelnikov. En su primer partido Maria Sharapova le ganó a Jie Zheng por 6 - 7, 6 - 4, 6 - 2. En su segundo partido juega dobles mixtos junto a Káfelnikov derrotando a Ayumi Morita y Paradorn Srichaphan por 6 - 4, 7 - 5. En su siguiente partido derrota a Caroline Wozniacki por 7 - 5, 6 - 3. Al final el equipo de Rusia gana el torneo.
En el Abierto de Australia de 2010 Maria Sharapova fue eliminada en primera ronda por su compatriota y amiga María Kirilenko con resultado 7 - 6 (4), 3 - 6, 6 - 4. Es la primera vez que Sharápova pierde en primera ronda desde 2003.
Su siguiente torneo fue el Torneo de Memphis, en primera ronda vencería a Shenay Perry 6 - 0, 6 - 2. En segunda ronda vencería a Bethanie Mattek 6 - 1, 6 - 1. En cuartos de final vencería a Elena Baltacha 6 - 2, 7 - 5. En semifinales le ganaría a Petra Kvitová 6 - 4, 6 - 3. En la final derrotó a Sofía Arvidsson 6 - 2, 6 - 1. Este es el título 21 de Maria Sharapova y su primer torneo ganado del año. Su siguiente torneo fue Indian Wells, estuvo exenta de jugar la primera ronda. En segunda ronda se enfrentaría a Vera Dushevina ganando en un apretado juego por 4 - 6, 7 - 5, 6 - 2. En tercera ronda se enfrentaría a Zheng Jie perdiendo en un complicado partido por 3 - 6, 6 - 2, 3 - 6. Cabe destacar que en el partido en el tercer set llamó al preparador físico para que revisara su codo y después al regresar al partido no pudo ganar otro juego.
Posteriormente se confirmó que Maria Sharapova tenía una contusión ósea en el codo cuyo tiempo de recuperación es de 3 a 6 semanas. Como consecuencia de esto, se confirmó su baja en Miami y posteriormente al no estar lista también se dio de baja en Charleston.
Maria Sharapova regresó en Madrid donde perdió en primera ronda con Lucie Šafářová 4 - 6, 3-6. Posteriormente pidió un Wildcard para jugar el Torneo de Estrasburgo, en primera ronda venció a Regina Kulikova 6 - 3, 3 - 6, 6 - 1. En segunda ronda venció a Día Evtinova 6 - 3, 6 - 0. En cuartos de final se enfrentó a Julia Görges ganando 7 - 6, 6 - 1. En semifinales se enfrentó a Anabel Medina en un apretado juego por 4 - 6, 6 - 2, 6 - 2. En la final venció a Kristina Barrois 7 - 5, 6 - 1. Este es el título 22 de Maria Sharapova y su segundo torneo ganado del año y su segundo título sobre polvo de ladrillo.
En Roland Garros en primera ronda venció a su compatriota Ksenia Pervak 6-3, 6-2. En segunda ronda se enfrentó a Kirsten Flipkens 6-3, 6-3. En tercera ronda se enfrentaría a Justine Henin perdiendo 2-6, 6-3, 3-6. Su siguiente torneo fue el Torneo de Birmingham, en donde estuvo exenta de jugar la primera ronda. En segunda ronda venció a Bethanie Mattek 6-0, 6-3. En tercera ronda eliminó a Ala Kudriávtseva 6-3, 6-1. En cuartos de final derrotó a Sesil Karatantcheva 6-2, 6-4. En semifinales venció a Alison Riske 6-2, 4-6, 6-1. En la final fue derrotada por la china Na Li 5-7, 1-6. En Wimbledon en primera ronda derrotó a Anastasia Pivovarova 6-1, 6-0. En segunda ronda eliminó a Ioana Raluca Olaru 6-1, 6-4. En tercera ronda venció a Barbora Záhlavová-Strýcová 7-5, 6-3. En cuarta ronda fue eliminada por Serena Williams 6-7, 4-6.
Ya en la gira Norteamericana Sharápova comienza su participación en el Torneo de Stanford. En primera ronda derrota a Jie Zheng (quien la había derrotado en Indian Wells) por 6-4, 7-5. Luego en segunda ronda derrota a Olga Govortsova por 6-3, 6-3; en Cuartos de final derrotó muy díficilmente a Yelena Deméntieva por 6-4, 2-6, 6-3; en semifinales también tiene un partido muy duro frente a Agniezka Radwańska pero la derrota en tres sets por 1-6, 6-2, 6-2. Ya en la final cae muy fácilmente frente a la bielorrusa Victoria Azarenka por 4-6, 1-6.
Desiste de participar en San Diego y participa en Cincinnati derrotando en primera ronda a Svetlana Kuznetsova por 6-4, 1-6, 6-2; en segunda ronda derrota a Andrea Petkovic por 6-3, 6-1; en tercera ronda derrota a Agniezka Radwańska por 6-2, 6-3. En cuartos derrota a Marion Bartoli por 6-1, 6-4; en semifinales derrota a su compatriota Anastasiya Pavliuchenkova por 6-4, 3-6, 6-2. En la final se enfrentaría a Kim Clijsters gana el primer set 6-2 iba ganando 5-3 en el segundo pero la belga le voltea el partido para terminar en contra de Sharápova por 6-2, 6-7, 2-6.
No pudo defender los puntos de la final del año pasado en Toronto por una lesión en el tobillo. Ya en el Abierto de Estados Unidos derrota en primera ronda a Jarmila Groth por 4-6, 6-3, 6-1; en segunda rueda derrota a Iveta Benesova por 6-1, 6-2; en tercera ronda derrota a Beatrice Capra por un contundente 6-0, 6-0, pasando a la segunda semana en Flushing Meadows desde el 2006 cuando consiguió el título. En cuarta ronda cae derrotada ante la danesa y primera preclasificada Caroline Wozniacki por 3-6, 4-6; demostrando que está a punto de retornar al gran tenis que nos tiene acostumbrados.
Pero tuvo actuaciones terribles en la gira asiática; para comenzar cae en primera ronda del torneo de Tokio frente a Kimiko Date-Krumm por 5-7, 6-3, 3-6 perdiendo los puntos ganados del año pasado. Y para cerrar una gira crítica comienza en el torneo de Pekín derrotando a Tsvetana Pironkova por 6-4, 7-6; pero cae derrotada en la segunda ronda frente a su compatriota Yelena Vesniná por 6-7, 6-2. Así cierra el año la rusa en la posición n.º 18 con una gran desilusión; pero con la esperanza de que el año 2011 sea mejor que este.

#### Torneos disputados
| N.º | Fecha                    | Torneo               | Categoría     | Superficie    | Ronda |
| 1.  | 18 de enero de 2010      | Abierto de Australia | GS            | Dura          | 1R    |
| 2.  | 14 de febrero de 2010    | Memphis              | Internacional | Dura          | G     |
| 3.  | 10 de marzo de 2010      | Indian Wells         | P. Mandatory  | Dura          | 3R    |
| 4.  | 8 de mayo de 2010        | Madrid               | P. Mandatory  | Tierra batida | 1R    |
| 5.  | 17 de mayo de 2010       | Estrasburgo          | Internacional | Tierra batida | G     |
| 6.  | 24 de mayo de 2010       | Roland Garros        | GS            | Tierra batida | 3R    |
| 7.  | 7 de junio de 2010       | Birmingham           | Internacional | Hierba        | F     |
| 8.  | 21 de junio de 2010      | Wimbledon            | GS            | Hierba        | 4R    |
| 9.  | 26 de julio de 2010      | Stanford             | Premier       | Dura          | F     |
| 10. | 9 de agosto de 2010      | Cincinnati           | Premier 5     | Dura          | F     |
| 11. | 30 de agosto de 2010     | Abierto de EE. UU.   | GS            | Dura          | 4R    |
| 12. | 27 de septiembre de 2010 | Tokio                | Premier 5     | Dura          | 1R    |
| 13. | 4 de octubre de 2010     | Pekín                | P. Mandatory  | Dura          | 2R    |

### 2011

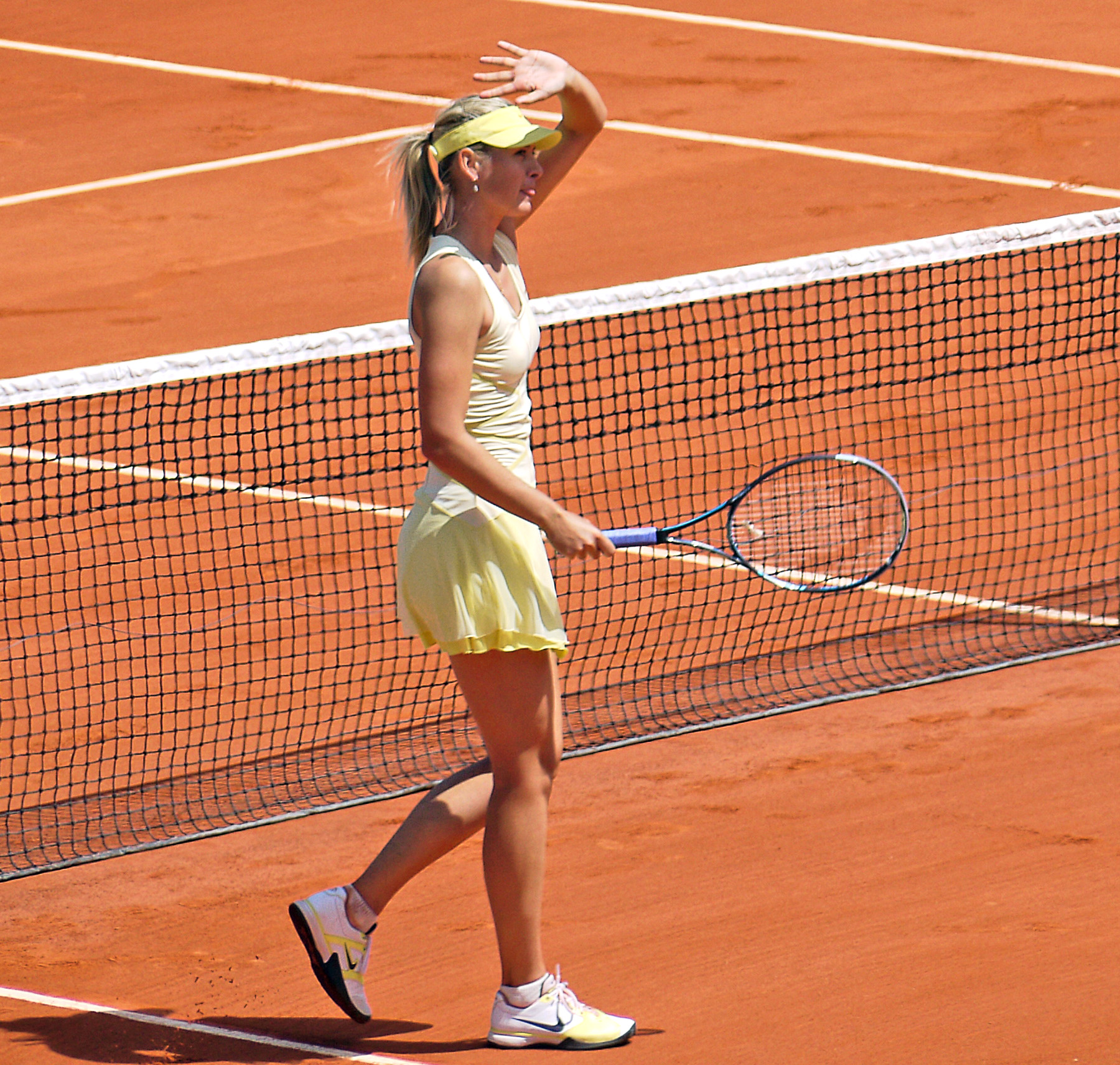
Sharápova en Roland Garros 2011

María Sharápova comienza el año en el torneo de Auckland donde llega como la primera preclasificada del torneo; en primera ronda derrota a Alberta Brianti por 6-2, 6-3; en segunda ronda vence a Renata Voracova por 6-3, 7-5; cayendo posteriormente frente a la virtual campeona del torneo Gréta Arn por 2-5, 5-7.
Así llega como la cabeza de serie 14 al Abierto de Australia derrotando en el primer partido de la Rod Laver Arena a Tamarine Tanasugarn por 6-1, 6-3; en segunda ronda derrota a Virginie Razzano por 7-6, 6-3; en tercera ronda derrota a Julia Görges por 4-6, 6-4, 6-4; llegando por tercera vez consecutiva a la cuarta ronda de otro Grand Slam ya en los octavos de final cae derrotada frente a la sensación alemana Andrea Petkovic por 2-6, 3-6; siendo la última campeona en Australia en caer derrotada.
María de esta manera vuelve a disputar con la selección de Rusia la Fed Cup frente a las francesas y llegaba como la principal cabeza de serie; donde cayó en su partido frente a Virginnie Razzano cobrando venganza de la derrota de la segunda ronda del Abierto de Australia por 6-3, 6-4. Pero Rusia llegó a ganar el duelo en 3-2.
Ya en el Torneo de París se encontraba recuperándose de un virus, por lo cual faltó a una entrevista en el torneo el miércoles; lamentablemente por conclusión médica se le recomendó no jugar en el torneo por lo cual fue remplazada en el cuadro por la joven promesa francesa Stephanie Cohen Aloro.
María Sharápova ya se ha dado de baja además del Torneo de París; también en el Torneo de Dubái además de que defendía el título en el Torneo de Memphis, por lo cual perdería varios puntos en su poder. Además se confirma su retiro del Torneo de Doha debido a una infección en el oído.
Al cabo de cinco semanas María volvió al tour de la WTA en el Torneo de Indian Wells sin expectativas por parte de todos; llegó como la preclasificada n.º 16 a la cita. Estuvo exenta de jugar la primera ronda debido a su condición de preclasificada; mucho más tarde derrotó en la segunda ronda a Anabel Medina Garrigues por 7-5, 6-7(3-7) y 6-1; en la tercera ronda derrota a la vigésima preclasificada Aravane Rezai por 6-2, 6-0; en la cuarta ronda vence a la exnúmero 1 del mundo Dinara Safina por 6-2 6-0; ya en cuartos de final derrota a la china Shuai Peng por 6-2, 5-7 6-3. Para luego caer en la semifinal frente a la n.º 1 del mundo Caroline Wozniacki por 1-6, 2-6. De esta manera María vuelve a la semifinal de este torneo desde 2008 donde fue la campeona en la edición de 2006; tras esto escaló cinco posiciones hasta el n.º 13.
Con la posibilidad de volver a integrar a las top-ten de la WTA, María llega al Torneo de Miami como la n.º 16 en la preclasificación; exenta de jugar la primera ronda, comienza su participación en el torneo Premier en la segunda ronda; ahí derrota a la croata Petra Martic por 6-3, 6-2; en tercera ronda derrota a Sabine Lisicki por 6-2, 6-0; en la cuarta ronda derrota a la n.º 5 del mundo Samantha Stosur por 6-4, 6-1; en los cuartos de final vence a la rumana Alexandra Dulgheru por 3-6, 7-6, 7-6; en la semifinal derrotó a la alemana Andrea Petkovic por 3-6, 6-0, 6-2; para caer en la final frente a la bielorrusa Victoria Azarenka por 1-6 4-6. De esta manera María regresa al top-ten en la novena posición de la clasificación de la WTA.
Ya en la gira europea de tierra batida María ingresa como la n.º 8 en la preclasificación al Torneo de Madrid donde derrota en primera ronda a la holandesa Arantxa Rus por 2-6, 6-3, 6-2; luego en segunda ronda vence a su compatriota Yekaterina Makárova por 6-3, 3-6, 6-1; para luego caer ante la eslovaca Dominika Cibulková.

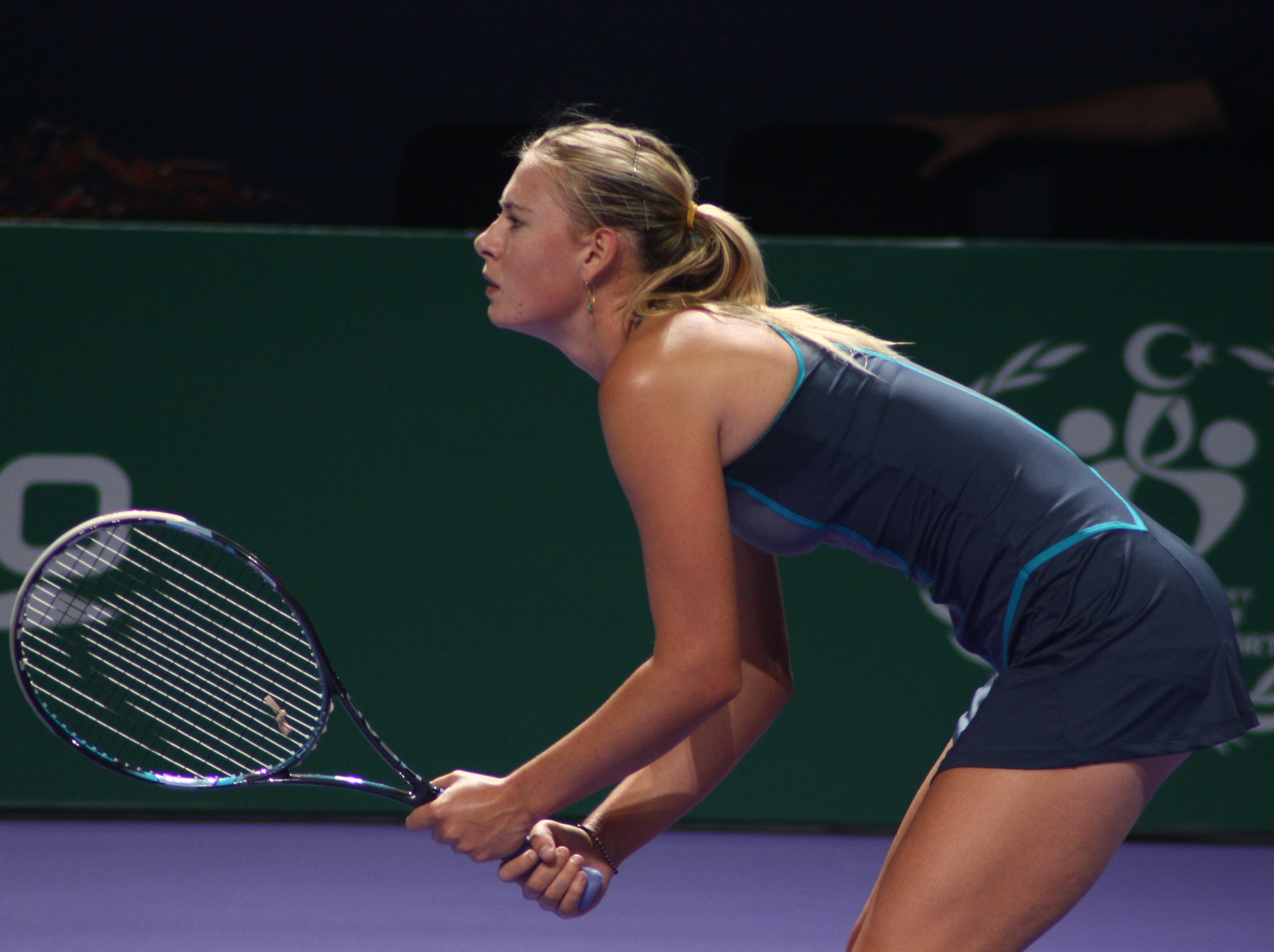
María Sharápova en el WTA Tour Championships 2011

Tras perder rápidamente en Madrid; María ingresa al cuadro principal en el Torneo de Roma como la sembrada n.º 7 donde tuvo libre la primera ronda; ya en segunda ronda venció otra vez a Yekaterina Makárova aplastantemente por 6-1, 6-1; en la tercera ronda derrotó a la israelí Shahar Peer por 6-2, 6-2; en los cuartos de final se ve beneficiada por el retiro de Victoria Azarenka por 4-6, 3-0 y retiro; en las semifinales derrotó a la n.º 1 del mundo la danesa Caroline Wozniacki por 7-5, 6-3; ya en la final se dio un banquete al derrotar a la australiana Samantha Stosur por un cómodo 6-2, 6-4, ganando su primer título del año.
En Roland Garros comienza con confianza y en primera ronda vence a la croata Mirjana Lucic por 6-3 6-0. En la segunda ronda se encontró con lo que pudo haber sido una sorpresa pero se impuso a la francesa Caroline Garcia por 3-6 6-4 6-0. En tercera ronda derrotaría a Yung-Jan Chan por 6-2 6-3, ya en octavos de final vencería a la polaca Agniezka Radwańska por 7-6 7-5. En la siguiente fase se tenía que enfrentar a la jugadora que la eliminó en el Abierto de Australia ese año: Andrea Petkovic, a la que vencería con un cómodo 6-0 6-3. Pero cayó en semifinales ante la china Na Li virtual campeona del torneo por un 4-6 5-7. Sharápova tendrá que esperar otro año para poder conquistar el único Grand Slam que le falta en su palmarés.
Llegó a Wimbledon con muchas expectativas de ganar el torneo, Sharápova comienza la primera ronda derrotando a su compatriota Anna Chakvetadze por 6-2, 6-1. En la segunda ronda eliminó a la inglesa Laura Robson por 7-6(3), 6-3, en la tercera ronda superó a la checa Klara Zakopalova por 6-2, 6-3. En octavos de final derrotó a la china Peng Shuai por 6-4, 6-2. En cuartos derrota a la eslovaka Dominika Cibulková por 6-1, 6-1, llegó a las semifinales y en esa instancia derrotó a la alemana Sabine Lisicki por 6-4, 6-3. Sharápova llegó a la final sin ceder ningún set, pero cayó en la final de Wimbledon perdiendo ante la checa Petra Kvitová por 3-6, 4-6. De esta manera Sharápova no se pudo coronar por segunda vez en Wimbledon.
Ya en la gira Norteamericana de tenis previo al Abierto de EE. UU.; María comienza su participación en el Torneo de Stanford, donde estuvo exenta de jugar la primera ronda, por lo que su participación inicia en la segunda ronda con una victoria muy sufrida ante Daniela Hantuchova, por 6-2, 2-6 y 6-4. En los cuartos de final cae derrotada ante su gran verduga y campeona del torneo Serena Williams por 1-6, 3-6.
Ante esta decepción María vuelve al Toronto donde no defendía puntos debido a que el año pasado se retiró del torneo por una lesión en el tobillo; ingresó al torneo como la preclasificada n.º 4 debido al retiro de Kim Clijsters. Tuvo libre la primera jornada y ya en el segundo turno enfrenta a la joven promesa serbia Bojana Jovanovski derrotándola por 6-1, 7-5; pero tuvo un gran golpe María en la siguiente ronda al caer ante la kazaja Galina Voskobóyeva muy fácilmente por 3-6, 5-7 propinándole su derrota número 100 de su carrera.
Tras estos duros golpes en los anteriores torneos María llega con la esperanza de volver a la final, del Torneo de Cincinnati pero esta vez con la misión de llevarse el título debido a que en la definición del año pasado cayó en un partido muy parejo ante la belga Kim Clijsters; pero bueno también ingresa al torneo como la n.º 4 en la preclasificación; exenta de jugar en la primera ronda; inicia su participación en la segunda vuelta al vencer a la australiana Anastasia Rodionova, en la tercera vuelta venció a su compatriota Svetlana Kuznetsova por 6-2, 6-3; en los cuartos de final derrotó a otra australiana a Samantha Stosur por 6-3, 6-2, en semis vence en un partido muy complicado a su compatriota y n.º 2 del mundo Vera Zvonariova por 2-6, 6-3, 6-3; pero el mayor escollo lo tuvo en la final al vencer a la serbia Jelena Jankovic por 4-6, 7-6 (7-3) y 6-3. De esta manera ganó su título n.º 24 de su carrera y el segundo del año que le da una gran motivación y confianza en el siguiente Grand Slam.
Ya en el Abierto de EE. UU. María ingresa al torneo como la preclasificada n.º 3; donde inicia su participación en la primera ronda batiendo en un partido muy complicado a la joven inglesa Heather Watson por 3-6,7-5 y 6-3; en la segunda ronda tuvo un partido muy fácil pues venció a Anastasia Yakimova por 6-1,6-1; pero María cae inesperadamente en la tercera ronda al caer frente a la italiana Flavia Pennetta por un complicado 3-6, 6-3 y 4-6; pero la buena noticia es que María volvió al n.º 2 del mundo con posibilidades de alcanzar el n.º 1.
Al comenzar la gira asiática de cemento bajo techo María inicia su participación en el Tokio donde tuvo libre la primera vuelta; en la siguiente ronda derrotó a Tamarine Tanasugarn por 6-2 y 7-5; en la tercera ronda derrota a Julia Görges por un doble 7-6 y 7-6. Pero en los cuartos de final en su partido contra Petra Kvitová con la misión de vengarse de su derrota en Wimbledon cuando iba al saque 3-4, se lesiona el tobillo y se retira del torneo; dando por consiguiente su retiro del Torneo de Pekín pero si la tendremos presente en el Championships donde no defiende puntos.
Ya en el torneo de fin de año María llega como la n.º 2 del mundo con altas posibilidades de acabar como la n.º 1; pero en fin María sufría con su lesión por lo que decide abandonar el torneo después de perder en sus dos primeros partidos frente a Samantha Stosur por 1-6, 5-7 y frente a Na Li por 6-7, 4-6; con estos resultados nada buenos María cierra el año en el n.º 4 del mundo con posibilidades de volver al n.º 1 en el próximo Abierto de Australia.

#### Torneos disputados
| N.º | Fecha                    | Torneo               | Categoría     | Superficie    | Ronda |
| 1.  | 3 de enero de 2011       | Auckland             | Internacional | Dura          | CF    |
| 2.  | 17 de enero de 2011      | Abierto de Australia | GS            | Dura          | 4R    |
| 3.  | 7 de marzo de 2011       | Indian Wells         | P. Mandatory  | Dura          | SF    |
| 4.  | 21 de marzo de 2011      | Miami                | P. Mandatory  | Dura          | F     |
| 5.  | 2 de mayo de 2011        | Madrid               | P. Mandatory  | Tierra batida | 3R    |
| 6.  | 9 de mayo de 2011        | Roma                 | Premier 5     | Tierra batida | G     |
| 7.  | 23 de mayo de 2011       | Roland Garros        | GS            | Tierra batida | SF    |
| 8.  | 20 de junio de 2011      | Wimbledon            | GS            | Hierba        | F     |
| 9.  | 25 de julio de 2011      | Stanford             | Premier       | Dura          | CF    |
| 10. | 8 de agosto de 2011      | Toronto              | Premier 5     | Dura          | 3R    |
| 11. | 15 de agosto de 2011     | Cincinnati           | Premier 5     | Dura          | G     |
| 12. | 29 de agosto de 2011     | Abierto de EE. UU.   | GS            | Dura          | 3R    |
| 13. | 26 de septiembre de 2011 | Tokio                | Premier 5     | Dura          | CF    |
| 14. | 24 de octubre de 2011    | Championships        | Championship  | Dura          | RR    |

### 2012
María tenía planeado iniciar el año en el Torneo de Brisbane que daba inicio el primero de enero; pero por la lesión en el tobillo decidió retirarse de dicho certamen y estar mucho más recuperada para el primer Grand Slam del año el Abierto de Australia.

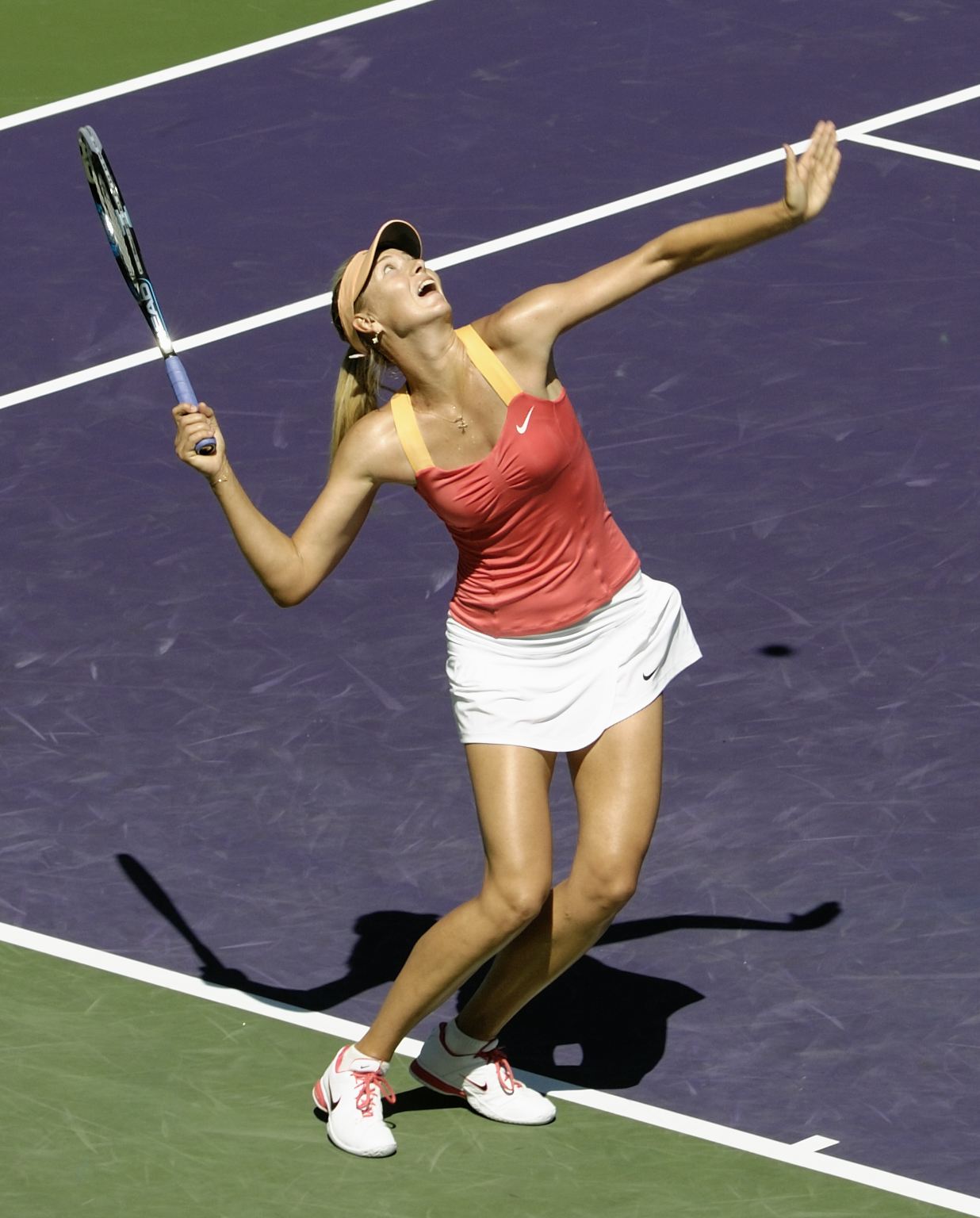
Sharápova en el Masters de Miami 2012

En la lucha de María por reconquistar el campeonato en la primera ronda derrotó a la tigrense Gisela Dulko por 6-0, 6-1 cobrándose venganza tras haber caído en la segunda ronda del Wimbledon 2009; ya en la segunda vuelta, Masha venció muy cómodamente a la norteamericana Jamie Hampton por un fácil 6-0, 6-1. En la tercera vuelta, la rusa derrotó a la semifinalista del último Abierto de los Estados Unidos, Angelique Kerber por 6-1, 6-2. En la cuarta vuelta la cosa fue muy peleada y pudo ser incluso una sorpresa puesto que Masha derrotó en tres sets a la alemana Sabine Lisicki 3-6, 6-2 y 6-3. Tras esto llega la ronda de los cuartos de final donde derrotó a la sorpresa del torneo, a su compatriota Yekaterina Makárova por 6-2, 6-3 (quien había derrotado en la ronda anterior a la gran favorita Serena Williams); así ya en la siguiente ronda las cuatro semifinalistas habían perdido por lo menos un set en el torneo, aunque María tenía el mejor promedio a lo que se refiere a games ganados; finalmente, en dicha ronda de semifinales se cobró venganza de su derrota en el Wimbledon pasado al vencer a la checa Petra Kvitová en tres ajustados sets por 6-2, 3-6 y 6-4 llegando a su tercera final en el Melbourne Park y con la gran posibilidad de ganar el certamen y llevarse el n.º 1; pero María es rotundamente aniquilada por la bielorrusa Victoria Azarenka por un contundentísimo 6-3 y 6-0. Con lo cual "Vika", aparte de ganar su primer Grand Slam, le arrebata el n.º 1 del ranking de la WTA a la danesa Caroline Wozniacki; María, por su parte, recuperaría el n.º 3 del ranking desde la siguiente semana.
Tras esa final María participa en la Fed Cup donde le da el primer punto a Rusia tras vencer en el primer choque a la española Silvia Soler Espinosa por un contundente 6-2 y 6-1.
María se presenta en el Torneo de París donde por ser la primera preclasificada estaba exenta de jugar la primera ronda; en la segunda ronda María enfrentó a la sudafricana Chanelle Scheepers a la que derrotó por un fácil 6-3 y 6-1; pero en los cuartos de final María es abatida por la alemana Angelique Kerber por un doble 6-4 6-4 pero, sin embargo, la rusa sería desde la próxima semana la n.º 2 del mundo, reemplazando a la checa Petra Kvitová.
Como es típico todos los años se realizan dos partidos de exhibición preparatorios al primer Premier Mandatory del año el Torneo de Indian Wells en la ciudad de New York ahí María derrotó muy cómodamente a la exnúmero uno del mundo Caroline Wozniacki por un simple 6-3 y 6-4.
Ya en Indian Wells María ingresa al cuadro como la segunda preclasificada y como una de las favoritas a llevarse la corona; por su posición de preclasificada estuvo exenta de jugar la primera ronda, ya en la segunda ronda derrotó a la argentina Gisela Dulko por 6-2 y 6-0; ya en tercera ronda María derrotó a la rumana Simona Halep por 6-3 y 6-4; ya en la cuarta ronda María se enfrentó a la italiana Roberta Vinci venciéndola por 6-2 y 6-1; ya en cuartos de final María tuvo que enfrentar a su compatriota María Kirilenko el cual fue un apretado triunfo con venganza para Sharápova después de haber caído con Kirilenko la última vez en el Abierto de Australia de 2010 en primera ronda, aquí se sacó el clavo al derrotarla por un complicado 3-6, 7-5 y 6-2; ya en la semifinal María tuvo que enfrentar a la serbia Ana Ivanović a la que derrotó por 6-4, 0-1 y abandono; ya en la gran final María tuvo que enfrentar a la n.º 1 del mundo Victoria Azarenka con la intención de cobrarse venganza por la nefasta derrota que sufrió en la gran final del Abierto de Australia de este año, pero María no pudo completar su misión al ser arrasada por un aplastante 2-6 y 3-6.
Tras caer en la final del Torneo de Indian Wells; María llega con sed de venganza a Miami con la intención de coronarse por primera vez ahí; en fin Masha estuvo exenta de jugar la primera ronda por su condición de preclasificada; por lo cual dio iniciada su participación en la Segunda ronda donde enfrentó a la israelí Shahar Peer derrotándola por un muy apretado 4-6, 6-3 y 6-3; en tercera ronda Masha tuvo que enfrentar a la norteamericana Sloane Stephens a la que vence por 6-4 y 6-2; en la Cuarta ronda Masha enfrentó a su compatriota Yekaterina Makárova y logra derrotarla por 6-4 y 7-6(7-3); en los cuartos de final Masha enfrentó a la china Na Li venciéndola por 6-3 y 6-0 (cobrándose venganza de la china, puesto que María lideraba los enfrentamientos 5-4 pero las últimas 4 veces las ganó Lí); en las Semifinales Masha enfrentaría a la danesa Caroline Wozniacki a la que lograría derrotar en un partido muy complicado por 4-6, 6-2 y 6-4; de esta manera Masha se mete en la definición del título en la Gran Final (tercera en este año y cuarta en este torneo) dónde tendrá como rival a la polaca Agniezka Radwańska, quien derrota a María por 5-7 y 4-6.

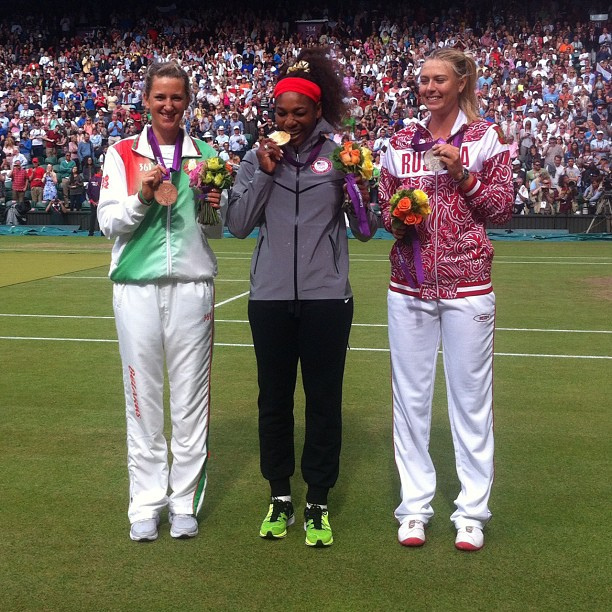
María Sharápova, Serena Williams y Victoria Azarenka en la premiación de las preseas olímpicas de plata, oro y bronce respectivamente en Londres 2012

Ya en la gira europea de polvo de ladrillo, María empieza su participación en el Torneo de Stuttgart en Alemania donde no defiende ni un solo punto; ingresa como la segunda preclasificada por dicha condición está exenta de jugar la primera ronda por lo tanto ya en segunda ronda se enfrentó a la francesa Alize Cornet derrotándola por 6-3, 1-0 y abandono de la francesa; en los cuartos de final se le presentó a María un partido muy complicado ante Samantha Stosur a la que derrotó por 6-7, 7-6 y 7-5, en las semifinales María enfrentó a la checa Petra Kvitová y la derrotó en un partido muy entretenido por 6-4 y 7-6, ya en la final María tenía sed de venganza pues tenía enfrente a Victoria Azarenka tras haber caído en este año en dos finales ante ella; derrotándola por 6-1 y 6-4.
Ya en Madrid, novedoso este año por la arcilla de color azul; María ingresa al torneo como la segunda preclasificada y con posibilidades de recuperar el n.º 1 del mundo si ganaba el título; en camino a esa meta en la Primera ronda derrotó a la rumana Irina-Camelia Begu por 6-0 y 6-3, en la Segunda ronda derrotó a a checa Klara Zakopalova por 6-4 y 6-3, en la Tercera ronda María pasó sin jugar debido a la no presentación de la otra checa Lucie Safarova, pero en Cuartos de final María es apabullada por la exnúmero uno del mundo Serena Williams por un terminante 1-6, 3-6.
Tras lo sucedido, María ingresa al Torneo de Roma como la n.º 2 en la preclasificación y como la campeona defensora, estuvo exenta de jugar la Primera ronda, dando inicio a su participación en la Segunda ronda donde venció a la norteamericana Christina McHale por un durísimo 7-5 y 7-5, en la Tercera ronda María venció a la serbia Ana Ivanović por 7-6 y 6-3, en Cuartos de final María venció muy cómodamente a la norteamericana Venus Williams por 6-4 y 6-3, en la semifinal María derrotó muy cómodamente a la alemana Angelique Kerber por 6-3 y 6-4, en la Final venció ajustadísimamente a la china Na Li, en 3 sets por 4-6, 6-4 y 7-6, el Tie break terminó 7-5 a favor de la rusa, habiendo salvado un punto de partido en favor de Li. Dicho encuentro duró 2 horas, 52 minutos y 15 segundos, consagrando otra vez campeona a María Sharápova del Masters de Roma, sin embargo, la rusa no suma puntos en el ranking, ya que había ganado este torneo el año pasado, por lo que debía defender esos puntos obtenidos.
Más tarde, ingresa al torneo de Roland Garros 2012 como la n.º 2 en la preclasificación. Además, junto a Victoria Azarenka y Serena Williams son las favoritas a llevarse el título. María, al ir por el lado más bajo del cuadro, se vio enfrentada, en primera ronda, a la rumana Alexandra Cadantu, la cual curiosamente viste su colección deportiva de ropa femenina. Ésta fue vencida por 6-0 y 6-0. En la Segunda ronda, María derrotó a la japonesa Ayumi Morita por 6-1 y 6-1. En la Tercera ronda, María derrotó a la china Shuai Peng por 6-2 y 6-1. En la Cuarta ronda, María derrotó a la checa Klara Zakopalova en un partido marcado por el mal clima y un resultado muy ajustado: 6-4, 6-7 y 6-2. En los cuartos de final, María derrotó a la estonia Kaia Kanepi por 6-2 y 6-3. En las Semifinales, María derrotó a la checa Petra Kvitová por 6-3, 6-3; de esta manera, María recuperaría el n.º 1 del mundo desde la semana entrante. En la Gran Final, María derrotó a la italiana Sara Errani por 6-3 y 6-2. Logrando esta victoria, María se convirtió en la décima jugadora en la historia, y sexta en la era abierta, en completar los Grand Slam. Además, se convirtió en la tercera rusa en ganar en Roland Garros y consiguió su vigésimo séptimo título en su carrera.
Ya en la gira del Césped María inicia su participación en el Torneo de Wimbledon donde llega como la primera preclasificada y como la n.º 1 del mundo; en la Primera ronda María derrotó a la australiana Anastasia Rodionova por 6-2 y 6-3; en la Segunda ronda María derrotó a la búlgara Tsvetana Pironkova por 7-6, 6-7 y 6-0; en la Tercera ronda María apabulló a la taiwanesa Su-Wei Hsieh por 6-1 y 6-4; pero para su desgracia en la cuarta ronda Masha cae sorprendida ante la alemana Sabine Lisicki por 4-6 y 3-6;de esta manera María pierde el n.º 1 del mundo pero con posibilidades de recuperarlo debido a los pocos puntos que defiende de cara a fin de año.
Para cerrar esta gira María es elegida como la abanderada en los Juegos Olímpicos de Londres 2012 por parte de Rusia su país natal; torneo que busca ganar y completar el Golden Slam de carrera y recuperar el n.º 1 del mundo del ranking de la WTA; María ingresa en el cuadro principal como la n.º 3 en la preclasificación dónde tiene la oportunidad de recuperar el n.º 1 del mundo; en la Primera ronda María derrotó a la israelí Shahar Peer por un cómodo 6-2 y 6-0; en la Segunda ronda María derrotó a la local Laura Robson por un claro 7-6 y 6-3; en la Tercera ronda María logró vengarse de la alemana Sabine Lisicki al derrotarla por un resultado muy abultado de 6-7, 6-4 y 6-3, tras este triunfo María recuperó el n.º 2 del mundo; en los cuartos de final María derrotó a la belga Kim Clijsters por 6-2 y 7-5; en las Semifinales María derrotó muy cómodamente a su compatriota María Kirilenko por 6-2 y 6-3; en la Gran Final pierde de manera abultada ante la estadounidense Serena Williams por un 0-6 y 6-1, obteniendo de esta manera la medalla de plata olímpica.
En la gira de cemento previa al Abierto de EE. UU., María inicia su participación en el Torneo de Toronto dónde ingresa como la tercera preclasificada; pero por una enfermedad estomacal María decidió en retirarse de este torneo y de Cincinnati, donde era la campeona defensora.
En el Abierto de EE. UU. María ingresó como la n.º 3 en la preclasificación y con grandes posibilidades de volver al Nª 1 del mundo. En la Primera ronda María derrotó a la húngara Melinda Czink por 6-2 y 6-2; en la segunda ronda María apabulló a la española Lourdes Domínguez Lino por 6-0 y 6-1 en apenas 54 minutos de juego; en la tercera ronda María inspirada dio otra lección de tenis esta vez a la local Mallory Burdette por 6-1 y 6-1; en la cuarta ronda María sufrió para deshacerse de su compatriota Nadia Petrova a la que venció por 6-1, 4-6 y 6-4 siendo un partido marcado por las constantes lluvias al que estaba sometido; en los cuartos de final María derrotó en un partido muy complicado a Marion Bartoli por 3-6, 6-3 y 6-4 el cual había sido suspendido a causa de la lluvia que azotaba al torneo, además con este triunfo María clasificó como primera al Campeonato de la WTA el 6 de septiembre según un comunicado oficial de la WTA; en las Semifinales, María cae derrotada por tercera vez en el año ante la número uno del mundo Victoria Azarenka por 6-3, 2-6 y 4-6.
Se inicia la temporada asiática sobre cemento siendo el primer torneo de María en Tokio dónde ingresa como la segunda preclasificada dónde inicia su participación en la Segunda ronda derrotando a la británica Heather Watson por 6-7, 6-3 y 6-4; en la Tercera ronda María derrotó a la checa Lucie Safarova por un cómodo 6-2 y 7-6; en los cuartos de final María cae derrotada ante la australiana Samantha Stosur por 4-6 y 6-7 en un partido muy ajustado.
En el último Torneo Premier del Año en Pekín, María ingresa como la segunda preclasificada, en la Primera ronda María derrotó a la rumana Simona Halep por 7-5 y 7-5; en la Segunda ronda María derrotó a otra rumana esta vez fue Sorana Cirstea por 6-2 y 6-2; en la Tercera ronda María arrasó en su presentación al vencer a la eslovena Polona Hercog por 6-0 y 6-2; en los cuartos de final María apabulló a la alemana Angelique Kerber por 6-0, 3-0 y retiro de la alemana; en las Semifinales María derrotó a la local Na Li por 6-4 y 6-0; en la Gran Final no pudo con la consistencia y agresividad de la número uno del mundo y favorita al título: Victoria Azarenka, cayendo por un rotundo 3-6 y 1-6. De esta manera, María perdió cuatro de los cinco encuentros que disputó contra la bielorrusa, la cual amplió el historial de enfrentamientos a 7-4 en su favor.

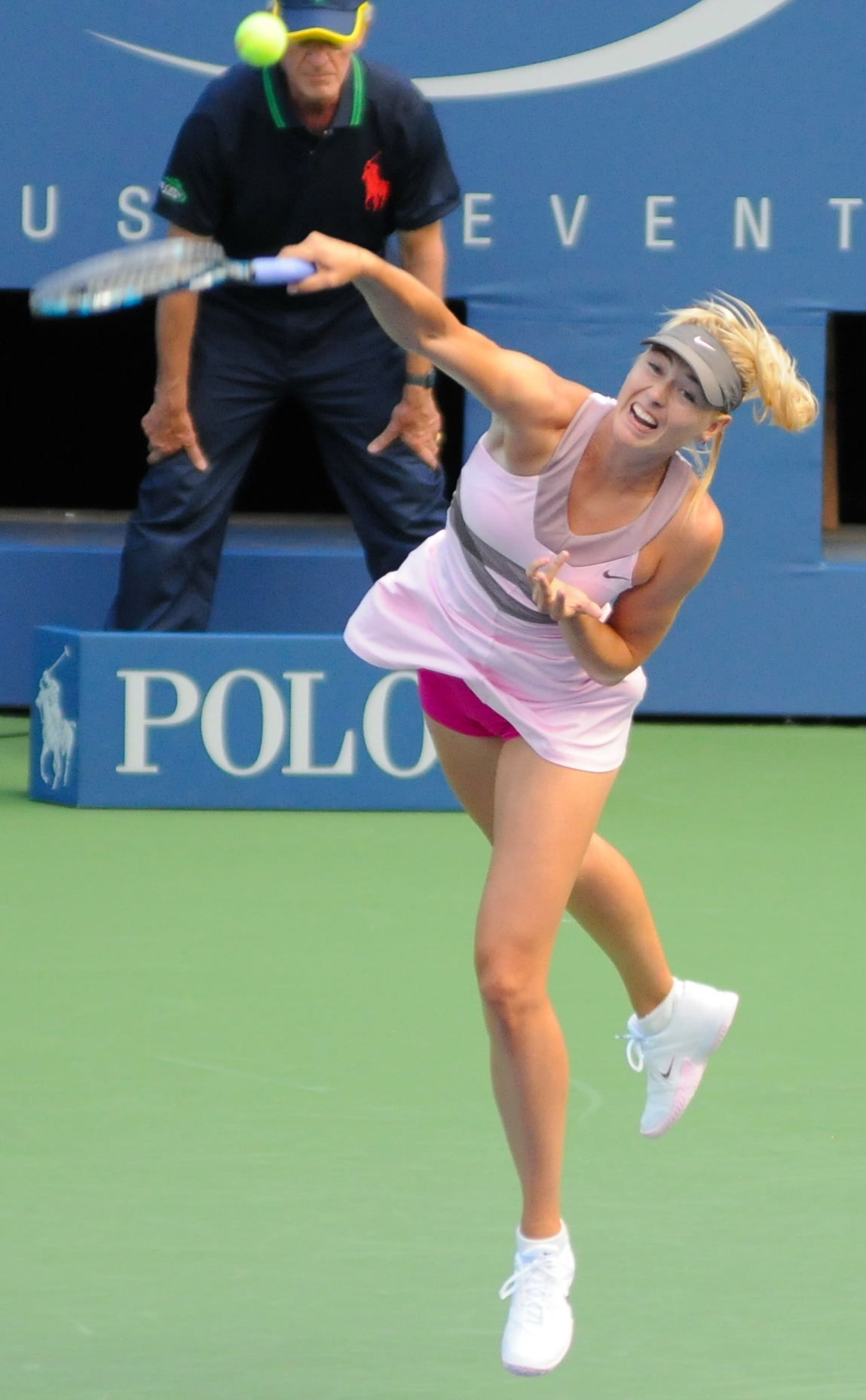
Sharápova, durante su partido de Semifinales frente a la bielorrusa Victoria Azarenka durante el Abierto de los Estados Unidos 2012

Como el último torneo del año María queda entre las ocho mejores para jugar en el torneo de la WTA en el Torneo de Campeonas dónde queda en el grupo blanco junto con la polaca Agniezka Radwańska, la italiana Sara Errani y la checa Petra Kvitová; pero por una enfermedad viral de esta última ingresa en su lugar la australiana Samantha Stosur; en el Primer Partido que tiene que enfrentar María, mide fuerzas con la italiana Sara Errani repitiendo la final del último Roland Garros aplastándola por un cómodo 6-3 y 6-2; en el Segundo Partido María tuvo que batallar intensamente para deshacerse de la polaca Agniezka Radwańska cobrándose venganza del último Masters de Miami dónde cayó ante la polaca, pero esta fue otra historia aquí María la derrotó por 5-7, 7-5 y 7-5; en el último partido que tuvo que enfrentar María por el Grupo Blanco se vio las caras con la australiana Samantha Stosur a la cual apabulló por 6-0 y 6-3 acabando en la cima del Grupo Blanco con posibilidades de acabar el año como la n.º 1 pero que se esfumaron tras el pase de Victoria Azarenka a las Semifinales del torneo; en las Semifinales María venció a la bielorrusa Victoria Azarenka por 6-4 y 6-2, intentando equilibrar un historial negativo de enfrentamientos que tiene contra dicha rival, quien lo lideraba 7-4 antes de este encuentro.; en la Gran Final María cae derrotada ante su némesis la norteamericana Serena Williamspor 4-6 y 3-6; María concluye el año como la n.º 2 del mundo la más alta desde el 2006 (dónde cerró exactamente también como la 2); con grandes posibilidades de volver al n.º 1 del mundo en el próximo Abierto de Australia del 2013.
Para cerrar el año María jugó una exhibición en Praga ante Petra Kvitová y Lucie Safarova un set contra cada una a las que derrotó por 6-1 y 7-6, respectivamente pero existe preocupación puesto que María terminó doblándose el tobillo pero no se ha confirmado que sufra de una lesión.
Justo después de que se concluya este pequeño Torneo de exhibición en Praga la empresa coreana tecnológica de Samsung confirmó que Sharápova había extendido su contrato con dicha marca durante 3 años más debido a las grandes ventas que se le han presentado a la empresa desde la llegada de la tenista rusa.
Además desde su natal Rusia por sus vacaciones de fin de año la rusa comentó que su principal prioridad para el próximo año es reconquistar Wimbledon incluso más que volver al n.º 1 del mundo y tratar de equiparar la serie personal con la estadounidense Serena Williams.
Posteriormente el tenista suizo Roger Federer se embarcó en una gira por toda Latinoamérica la ya muy popular Gillette Federer Tour en donde además del suizo, se presentaron la bielorrusa Victoria Azarenka, la norteamericana Serena Williams, la danesa Caroline Wozniacki, el francés Jo-Wilfried Tsonga y María Sharápova como las figuras más destacadas. En el curso de esta gira María enfrentó a la danesa Caroline Wozniacki a la que derrotó en un partido muy entretenido por 6-4, 7-6 y 7-4 en el tiebreak.
Como último tema se ha sacado en sí un resumen de los puntos obtenidos de la rusa en este año y los cuales deberá defender de cara para la próxima temporada.

#### Torneos disputados
| N.º | Fecha                    | Torneo               | Categoría    | Superficie        | Ronda |
| 1.  | 16 de enero de 2012      | Abierto de Australia | GS           | Dura              | F     |
| 2.  | 6 de febrero de 2012     | París                | Premier      | Dura (i)          | CF    |
| 3.  | 7 de marzo de 2012       | Indian Wells         | P. Mandatory | Dura              | F     |
| 4.  | 20 de marzo de 2012      | Miami                | P. Mandatory | Dura              | F     |
| 5.  | 23 de abril de 2012      | Stuttgart            | Premier      | Tierra batida (i) | G     |
| 6.  | 5 de mayo de 2012        | Madrid               | P. Mandatory | Tierra batida     | CF    |
| 7.  | 14 de mayo de 2012       | Roma                 | Premier 5    | Tierra batida     | G     |
| 8.  | 27 de mayo de 2012       | Roland Garros        | GS           | Tierra batida     | G     |
| 9.  | 25 de junio de 2012      | Wimbledon            | GS           | Hierba            | 4R    |
| 10. | 28 de julio de 2012      | Juegos Olímpicos     | JJ. OO.      | Hierba            | F     |
| 11. | 27 de agosto de 2012     | Abierto de EE.UU.    | GS           | Dura              | SF    |
| 12. | 23 de septiembre de 2012 | Tokio                | Premier 5    | Dura              | CF    |
| 13. | 29 de septiembre de 2012 | Pekín                | P. Mandatory | Dura              | F     |
| 14. | 23 de octubre de 2012    | Championships        | Championship | Dura              | F     |

### 2013
Ya está todo listo para que dea inicio la Temporada 2013 de la gira de la WTA para lo cual María ya se encuentra extendiendo su marca de dulces Sugarpova a nivel mundial y aprovechando la gira de cemento en Australia lanzará oficialmente su producto el 11 de enero del 2013 en la ciudad australiana de Melbourne como antesala para el Abierto de Australia 2013; además la rusa ya confirmó las prendas y/o vestimentas que usará para cada torneo para el Australian Open Series que concluirá exactamente en el Abierto de Australia del presente año.
En fin María da inicio a esta gira del 2013 en el Primer torneo del año en el Brisbane International donde ingresa como la n.º 2 en la preclasificación por dónde partirá de la parte más baja del cuádro, por su condición de segunda preclasificada María estuvo exenta de jugar la Primera ronda; Por lo cual da inicio su participación en el Torneo a partir de la Segunda ronda en donde supuestamente María tenía que enfrentar a la australiana Jarmila Gajdosova, pero por acción del destino antes de disputarse dicho encuentro María llamó a una conferencia de prensa de urgencia para comunicar que se retiraría del torneo a causa de una lesión en la clavícula derecha la cual era su principal molestia para poder sacar o hacer tiros altos; ante esto su lugar fue ocupado en beneficio de la ucraniana Lesia Tsurenko.

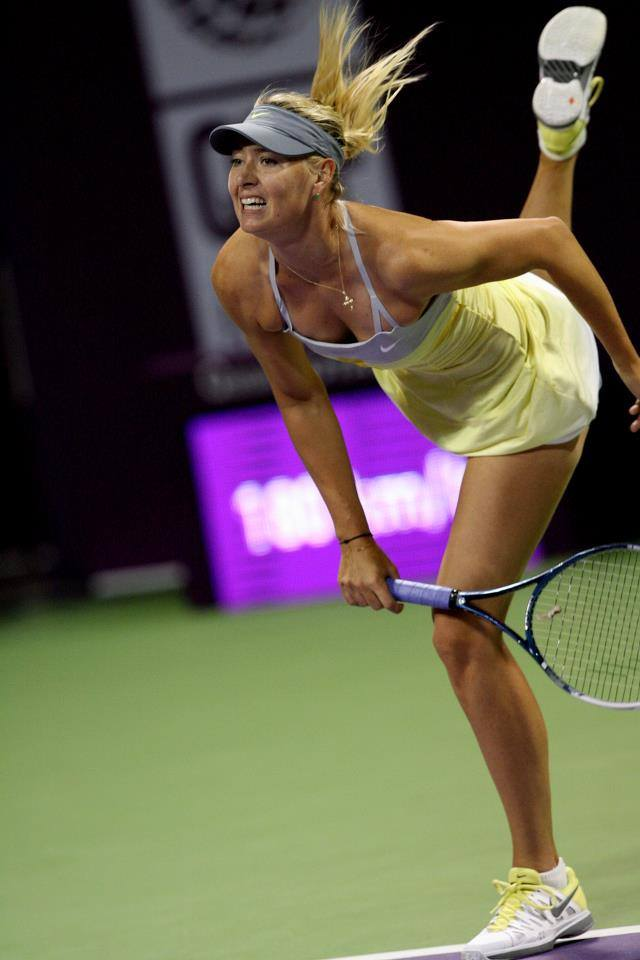
María Sharapova sirviendo en su partido de Semifinales frente a la estadounidense Serena Williams en el Qatar Ladies Open.

Tras lo sucedido anteriormente María ingresa al Australian Open como la n.º 2 del mundo y la n.º 2 en la preclasificación solo por detrás de la bielorrusa Victoria Azarenka por lo cual partiría por la parte más baja del cuadro siendo la gran beneficiada en este torneo debido a que evitaría a la norteamericana Serena Williams hasta una supuesta final y como bono sería el de recuperar el n.º 1 del mundo al acabar este torneo; En fin María inicia su participación en la Primera ronda ante su compatriota la rusa Olga Puchkova, a la que aplastó por un cómodo 6-0 y 6-0; en la Segunda ronda María siguió con su paso aplastante por Australia, al barrer a la japonesa Misaki Doi por 6-0 y 6-0; en la tercera ronda María derrotó a la múlti-campeona de Grand Slam, Venus Williams por un arrollador 6-1 y 6-3; en la Cuarta ronda María continúa con su paso demoledor por Australia venciendo a la belga Kirsten Flipkens por 6-1 y 6-0; en los cuartos de final María siguió con su paso aplastante derrotando a su compatriota Yekaterina Makárova por 6-2 y 6-2; en las Semifinales María cae derrotada ante la china Li Na por un contundente 2-6 y 2-6; tras lo ocurrido María cae en el ranking al n.º 3 en favor de Serena Williams pero con grandes posibilidades de volver nuevamente al n.º 1 del mundo.
Tras lo ocurrido en Australia, María vuelve a la acción en Doha, donde ingresa en el cuadro como la n.º 3 en la preclasificación, torneo muy especial debido a que se presentó la segunda lucha en el año por el n.º 1 del mundo entre María Sharápova, Serena Williams y Victoria Azarenka, esta última defensora del título y con menos posibilidades de retenerlo; este torneo entrega pases directos a la Segunda ronda a las primeras 8 sembradas, y María al cumplir con esta condición empezó su participación en la Segunda ronda dónde apabulló en 1 hora y 16 minutos a la francesa Caroline Garcia, por 6-3 y 6-2; en la Tercera ronda María se impuso a la checa Klara Zakopalova por un contundente 6-3 y 6-3; en los cuartos de final, María derrotó por primera vez en el año a una top-ten siendo la víctima la australiana Samantha Stosur por un claro 6-2 y 6-4; en las Semifinales María cae derrotada ante la nuevamente n.º 1 del mundo Serena Williams por 3-6 y 2-6.
María vuelve a la Acción en el Premier Mandatory de Indian Wells como la n.º 2 en la Preclasificación debido a la ausencia de la estadounidense Serena Williams; en su condición de Cabeza de serie María inicia su participación en la Segunda ronda dónde batió en sets seguidos a la italiana y ex-n.º 4 del mundo Francesca Schiavone por 6-2 y 6-1; en la Tercera ronda María batió a la española Carla Suárez Navarro por un interesante y vistoso 7-5 y 6-3; en la Cuarta ronda María se deshizo de la española Lara Arruabarrena en dos sets por 7-5 y 6-0; en Cuartos de final María se deshizo de la italiana Sara Errani por 7-6(8-6) y 6-2 logrando su tercera victoria consecutiva sobre la italiana desde Roland Garros del año pasado hasta el presente triunfo en Indian Wells; en semifinales, María acabó con las esperanzas de clasificarse a la final de su compatriota María Kirilenko por 6-4 y 6-3, clasificándose de esta manera a su Primera Final del Año, además como dato extra María recuperó el n.º 2 del mundo por sobre la bielorrusa Victoria Azarenka; en la Gran Final María barrió a la danesa Caroline Wozniacki por 6-2, 6-2; para conseguir de esta manera su Primer Título del año y el Vigésimo Octavo de su Carrera, además de ser la segunda vez que se corona en Indian Wells tras 7 años desde que lo logró en el 2006.
Tras lo sucedido en Indian Wells y lo conquista de un Nuevo Título, María se dirige a Miami para jugar en el Sony Open Tenis 2013, dónde a pesar de ser la actual n.º 2 del mundo ingresa al Certamen como la n.º 3 en la Preclasificación, dónde por su condición de Sembrada inicia su participación en Segunda ronda dónde apabulló por 6-2 y 6-0 a la joven promesa canadiense Eugenie Bouchard; en Tercera ronda María se cobró venganza de su compatriota Yelena Vesniná al batirla por un claro 6-4 y 6-2; en Cuarta ronda María se deshizo en una hora y veinte minutos de la checa Klara Zakopalova por un contundente 6-2 y 6-2; en Cuartos de final María se deshizo nuevamente de la actual n.º 7 del mundo, la italiana Sara Errani por 7-5, 7-5 siendo de manera curiosa la segunda victoria consecutiva en dicha ronda tras la conseguida la semana pasada en Indian Wells; en semifinales María derrotó a la serbia y ex-n.º 1 del mundo Jelena Jankovic por un contundente 6-2 y 6-1, dejando el Historial entre ellas 7-1 a favor de María con la particularidad de que todos los choques en Cemento fueron ganados por Sharápova (los cuales son 6); en la Gran Final de este Año en el Sony Open Tenis María se veía las caras con la actual n.º 1 del mundo la local Serena Williams, cayendo derrotada por quinta vez en la Definición de este Torneo y la Tercera Consecutiva por un marcador de 6-4, 3-6 y 0-6.

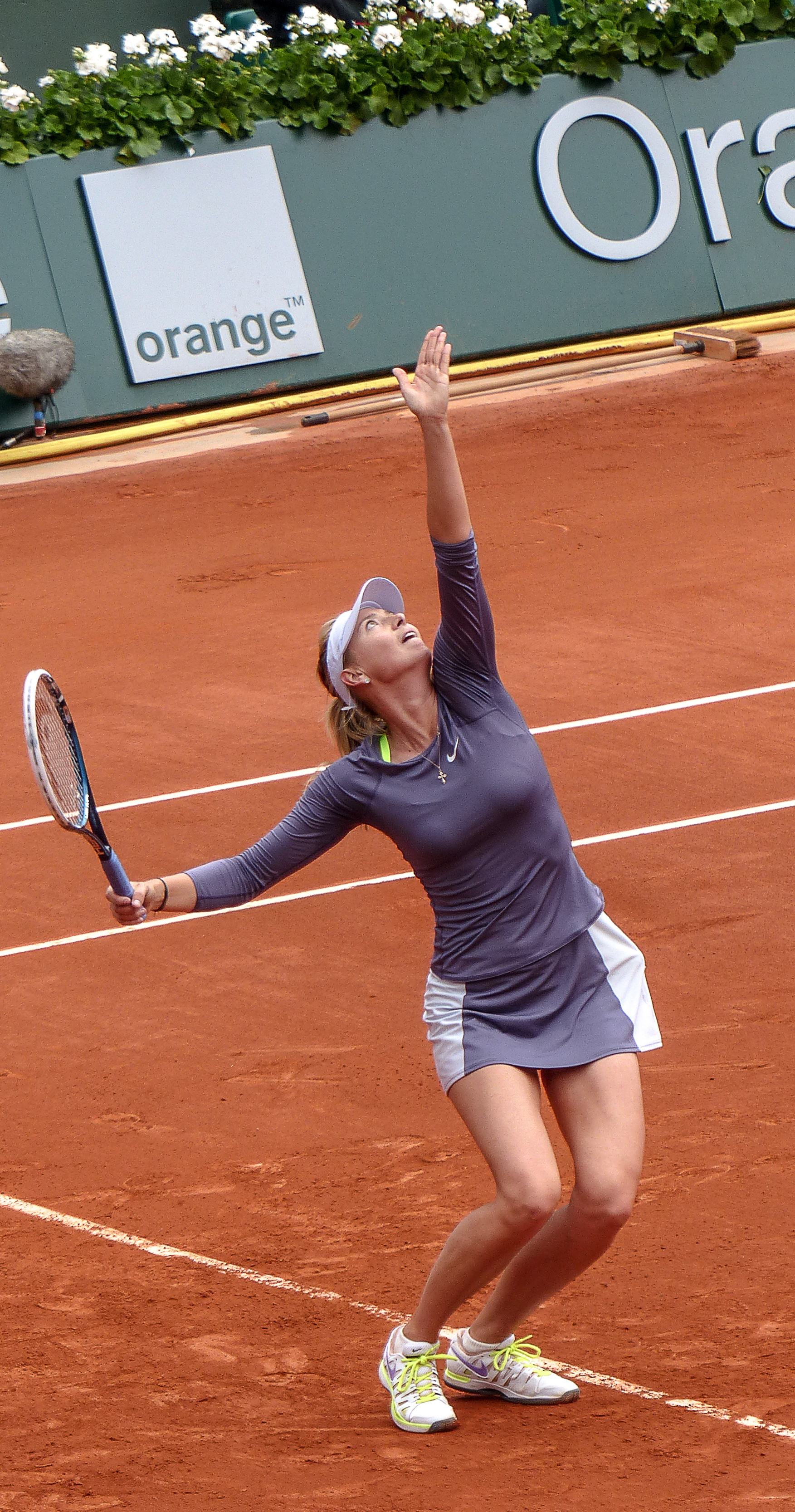
María Sharápova al servicio durante su partido de Cuarta ronda ante la norteamericana Sloane Stephens a la que vencería por 6-4, 6-3 durante el segundo Grand Slam del año en Roland Garros

Da inicio la Temporada de Tierra Batida Europea dónde María tiene que defender alrededor de 3620 Puntos tras lo logrado en el 2012; por lo cual da Inició a esta Parte de la Temporada en Stuttgart, dónde ingresa al Torneo como la n.º 1 en la Pre Clasificación, dónde inicia su paso en la Segunda ronda en donde derrotó en un partido complicado en más de tres horas de juego a la checa Lucie Safarova por 6-4, 6-7(7-3) y 6-3; en Cuartos de final María tuvo que emplearse a fondo para vencer a la Ex- n.º 1 del mundo Ana Ivanović por 7-5, 4,6 y 6-4; en semifinales María derrotó en tres sets a la local Angelique Kerber por 6-3, 2-6 y 7-5; en la Gran Final de Stuttgart María reconquistó el título al vencer en la Final a la china Na Li por 6-4 y 6-3, consiguiendo su segundo título en el año, en 92 minutos de juego logrando alargar su racha de partidos ganados en polvo de ladrillo desde Roma y Roland Garros en 2012 hasta el actual título de Stuttgart a 16 victorias consecutivas; convirtiéndose además en la última campeona en repetir el título en Stuttgart desde las logradas por Lindsay Davenport en 2004 y 2005.
Y llega el Tercer Premier Mandatory del año, el Mutua Madrid Open aquí María ingresa al Cuadro Principal como la n.º 2 del mundo y en la Pre-Clasificación, con el gran bono de salir como la n.º 1 del mundo sobre la norteamericana Serena Williams; por lo cual María da inicio su participación en la Primera ronda dónde venció en sets corridos a la rumana Alexandra Dulgheru por 7-5 y 6-2; en Segunda ronda María se deshizo de la norteamericana Christina McHale por 6-1 y 6-2; en Tercera ronda María batió en dos sets muy peleados a la alemana Sabine Lisicki por 6-2 y 7-5; en Cuartos de final María se deshizo de la estonia Kaia Kanepi por 6-2 y 6-4; en semifinales María se impuso a la ex-n.º 1 del mundo Ana Ivanovic por un contundente 6,4 y 6-3 consiguiendo de esta manera su victoria n.º 500 en su Carrera; en la Gran Final María cae derrotada ante la norteamericana Serena Williams por 1-6 y 4-6 quedándose a pasos de recuperar el N.º 1 del mundo pero recortando esa brecha entre ellas.
Tras lo pasado en el Mutua Madrid Open 2013 María se presenta en el Premier 5 en el Internazionali BNL d'Italia 2013, dónde ingresa como la Pre-Clasificada N.°2 dónde es la Bi-Campeona defensora y por su condición de sembrada estuvo exenta de jugar en la Primera ronda; María da inicio su participación en el Torneo en la Segunda ronda dónde derrotó a la española Garbiñe Muguruza por un cómodo 6-2 y 6-2; en la Tercera ronda María se impuso a la norteamericana Sloane Stephens por 6-2 y 6-1; en Cuartos de final María decidió retirarse del Torneo a causa de una Enfermedad Viral (Gripe), para recuperarse hasta Roland Garros dónde defiende el título, cediéndole el paso a las Semifinales a la italiana Sara Errani.
Mucho más tarde se da inicio al Segundo Grand Slam del Año el Torneo de Roland Garros 2013 dónde María es Campeona Defensora lugar al que llega además como la n.º 2 del mundo y en la Preclasificación solo por detrás de la norteamericana Serena Williams, siendo las dos las grandes favoritas a quedarse con el título; por lo cual da inicio su participación y la Defensa de su Campeonato en la Primera ronda ante la taiwanesa Hsieh Su-Wei a la que derrotó por 6-2 y 6-1 ganando su pase a la siguiente vuelta; en segunda ronda María derrotó en sets corridos a la canadiense Eugenie Bouchard por 6,2 y 6-4 tras haberse suspendido al día anterior ocasionado por las precipitaciones que azotaban Paris; en Tercera ronda María se deshizo de la china Jie Zheng por 6-1 y 7-5, después de ganar cómodamente el primer set tuvo que remontar un 1-4 adverso en el segundo set; en Cuarta ronda María derrotó a la norteamericana Sloane Stephens por 6-4 y 6-3 en una hora y 29 minutos de juego; en Cuartos de final María se impuso en tres sets muy luchados a la serbia Jelena Jankovic viniendo desde un 0-6 adverso para terminar imponiéndose por 0-6, 6-4 y 6-3; en ronda de Semifinales, María derrotó a la ex-n.º 1 del mundo Victoria Azarenka por un cambiante 6-1, 2-6 y 6-4 ganándose su paso a la Final; en la Gran final María cae derrotada nuevamente ante la n.º 1 del mundo Serena Williams en su tercera final consecutiva por 4-6 y 4-6.
Comienza el Tercer Torneo de Grand Slam del año, el Campeonato de Wimbledon, donde María ingresa al cuadro como la N°3 del mundo y la tercera en la Pre-Clasificación solo por detrás de la norteamericana Serena Williams y la bielorrusa Victoria Azarenka, que por cosas del destino y de la suerte en el sorteo se ve ubicada en la Sección de abajo del cuadro, donde podría encontrarse en semifinales a la bielorrusa Victoria Azarenka, por el que podría revivirse la última semifinal en Roland Garros, además que podría recuperar el N°2 del mundo y recortar puntos de cara al n.º 1 que posee la norteamericana, debido a los pocos puntos que defiende del año pasado; tras todo esto María inicia su participación en la Primera ronda ante la n.º 37 del mundo la francesa Kristina Mladenovic a la que derrotó en un partido muy cerrado y complicado que se extendió más de lo debido por 7-6, (7-5) 6-3 para ganar su pase a la siguiente vuelta;. La Segunda ronda se disputó un miércoles 26 de junio, el cual es conocido como el Miércoles Negro en el Campeonato de Wimbledon 2013 debido a que en ese día se dieron la caída y retiros de 5 preclasificados en el cuadro de varones y 7 en el cuadro de mujeres; siendo parte de ello la rusa, que terminaría cayendo ante la portuguesa Michelle Larcher de Brito por 3-6, 4-6; convirtiéndose en el peor resultado en un Grand Slam de María desde su caída prematura en el Abierto de Australia 2010.
Tras todos estos resultados, y más que nada la rápida eliminación del Campeonato de Wimbledon 2013, María decide romper su relación de trabajo con su técnico Thomas Hogstedt, alegando que Por acuerdo mutuo no podían seguir trabajando juntos por motivos personales, por lo cual anuncia por medio de su Twitter, que su nuevo entrenador será la leyenda norteamericana del tenis, el norteamericano Jimmy Connors, mostrando su felicidad y sus ansías por competir nuevamente con su nuevo entrenador.

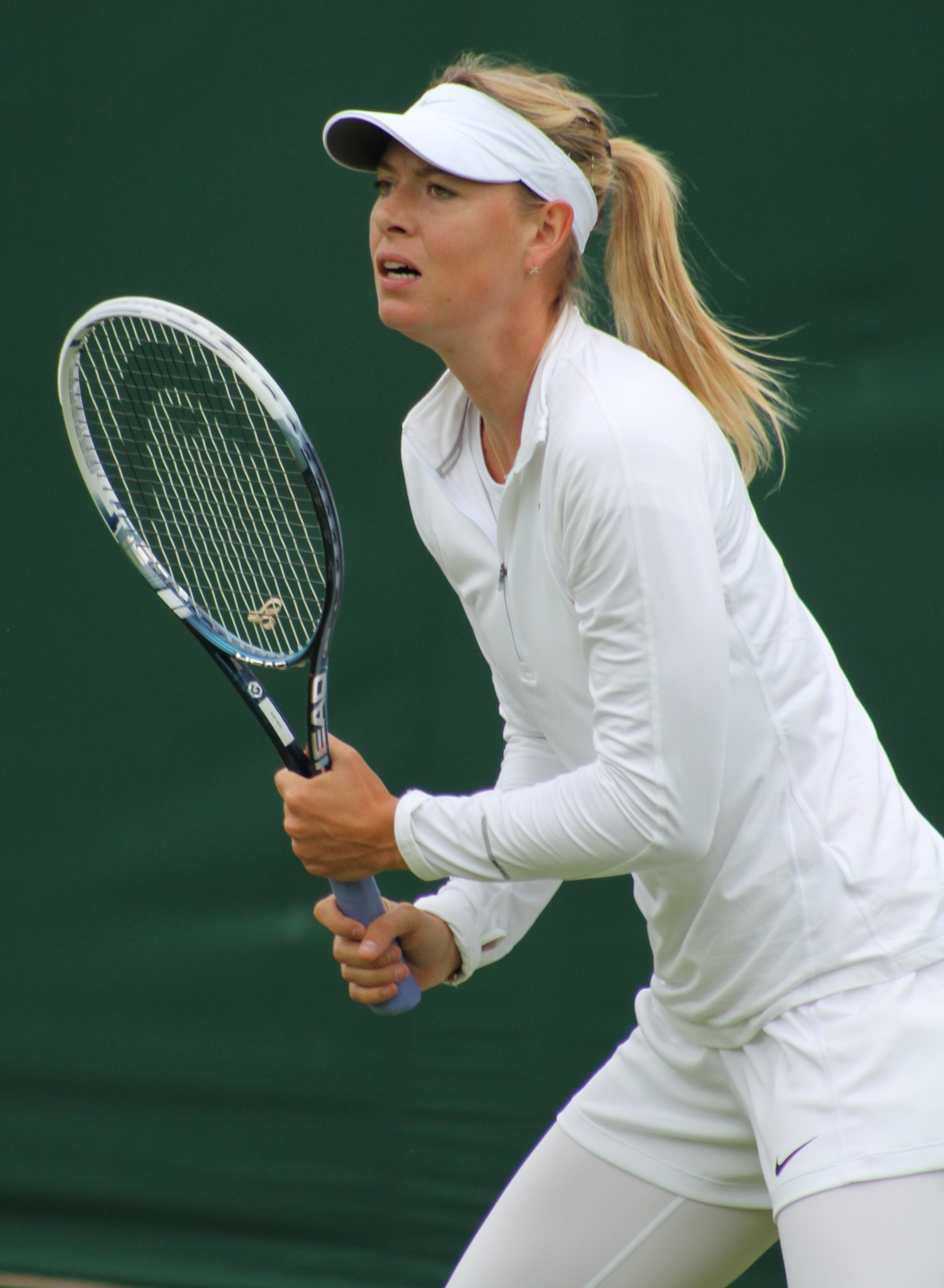
María Sharápova calentando en su partido de Primera ronda en Wimbledon antes de disputar su partido ante la francesa Kristina Mladenovic

Ya pasado el anuncio de Jimmy Connors como su nuevo entrenador María decidió darse de baja del Bank of the West Classic alegando molestias en su cadera por una caída en la Segunda ronda del Campeonato de Wimbledon 2013 expresando que aún no se sentía completamente bien para competir.
Ante su anunció del retiro en el WTA Premier del Bank of the West Classic, María anunciaría una semana antes de disputarse la Rogers Cup que también se daría de baja de dicho torneo WTA Premier 5 comunicándolo a través de su Twitter, pero además comunicó que si estará presente en Toronto por pedido de sus fanes y presentando su línea de caramelos y dulces Sugarpova.
María vuelve a la acción en el Western & Southern Open donde vuelve por primera vez al tour desde el Campeonato de Wimbledon 2013 donde se había lesionado la cadera superior derecha, por ende llega a estrenarse con su nuevo entrenador el norteamericano Jimmy Connors ingresando al torneo como la n.º 3 del mundo, por su condición de preclasificada estuvo exenta de disputar la Primera ronda; iniciando su paso al título en la Segunda ronda María cae sorpresivamente después de haber ganado el primer set ante la local Sloane Stephens por 6-2, 6-7 y 3-6; un muy pésimo torneo para la rusa en el cual estrenaba a su entrenador el ídolo local Jimmy Connors.
Por lo pasado en Cincinnati María decide en despedir a Jimmy Connors tras haber caído prematuramente en dicho torneo; por lo que además se supondría que su padre Yuri Sharapov retomaría su lugar como su Entrenador Principal. Al parecer por rumores del WTA Tour María habría despedido a Jimmy Connors por decisión de su padre de querer volver a dirigir su carrera.
Y se iba a dar inicio al último grande de la Temporada el Abierto de los Estados Unidos, pero María sufriría una gran revés en este final de temporada al decidir darse de baja del torneo aludiendo una bursitis en el hombro derecho (la cual es una inflamación muy prominente en el hombro, acompañada de dolor y de una infección), motivo por el que María perdería 900 puntos logrados de la Semifinal que alcanzó la temporada pasada.
Se inicia la temporada de Cemento Asiático, pero María aún sigue lesionada del hombro, y es por ese motivo que se da de baja del Toray Pan Pacific Open y del China Open; María lograría clasificarse como la tercera tenista al WTA Tour Championships 2013, pero María proporcionaría una gran sorpresa al darse de baja del Masters Femenino brindándole su plaza a la serbia Jelena Jankovic, cerrando así la temporada.
Ya a mitades de noviembre María confirma a través de su página de Facebook que se encuentra trabajando con su nuevo entrenador el holandés Sven Groeneveld quien fue entrenador anteriormente de las serbias y ex - N°s 1 del mundo Mónica Seles y Ana Ivanovic, la danesa y otra ex - n.º 1 del mundo Caroline Wozniacki y de la francesa y campeona de Grand Slam Mary Pierce, dichas razones son la base que busca María buscando confianza y solidez en su juego de cara a la nueva temporada.
Para cerrar el año María participó en una exhibición que se realizó en Bogotá, en donde jugó ante otra ex - n.º 1 del mundo la serbia Ana Ivanovic, tras volver de su lesión sufrida de hombro, que la marginó de la Rogers Cup, el Abierto de los Estados Unidos, el Toray Pan Pacific Open, el China Open y el WTA Tour Championships, lugar en el que terminaría cayendo en tres sets el último en un Super Tibreak por 1-6, 6-1 y [10-12].

#### Torneos disputados
| N.º | Fecha                 | Torneo               | Categoría    | Superficie    | Ronda |
| 1.  | 14 de enero de 2013   | Abierto de Australia | GS           | Dura          | SF    |
| 2.  | 11 de febrero de 2013 | Doha                 | Premier 5    | Dura          | SF    |
| 3.  | 4 de marzo de 2013    | Indian Wells         | P. Mandatory | Dura          | G     |
| 4.  | 18 de marzo de 2013   | Miami                | P. Mandatory | Dura          | F     |
| 5.  | 22 de abril de 2013   | Stuttgart            | Premier      | Tierra batida | G     |
| 6.  | 6 de mayo de 2013     | Madrid               | P. Mandatory | Tierra batida | F     |
| 7.  | 13 de mayo de 2013    | Roma                 | Premier 5    | Tierra batida | CF    |
| 8.  | 27 de mayo de 2013    | Roland Garros        | GS           | Tierra batida | F     |
| 9.  | 24 de junio de 2013   | Wimbledon            | GS           | Hierba        | 2R    |
| 10. | 12 de agosto de 2013  | Cincinnati           | Premier 5    | Dura          | 2R    |

### 2014

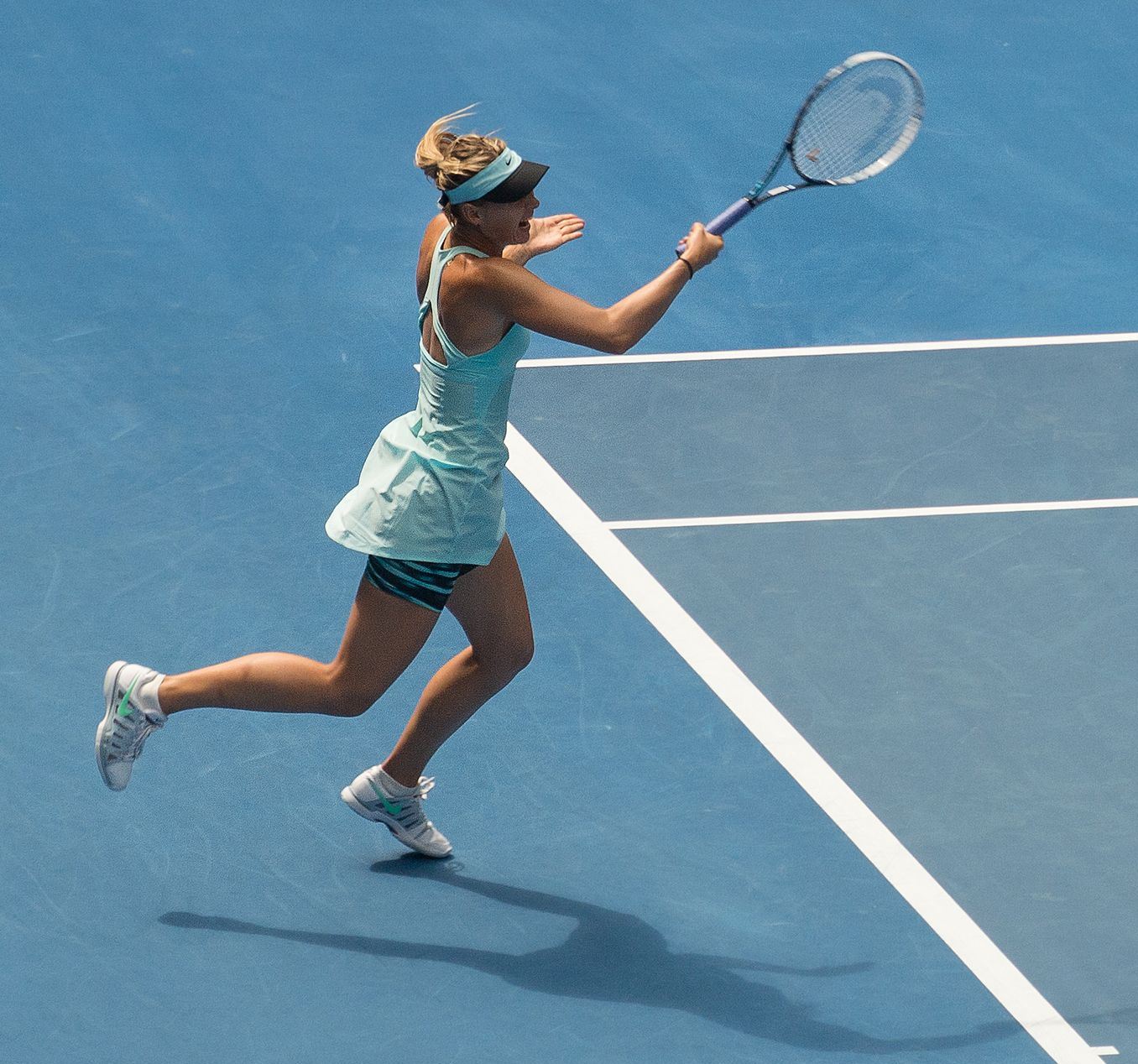
María Sharápova durante su partido de la Segunda ronda frente a la italiana Karin Knapp en el Primer Grand Slam del Año: El Australian Open

Se da inicio la Temporada 2014 de la WTA con el Australian Open Series, siendo estos los torneos preparatorios para el primer Grand Slam del Año el Abierto de Australia, María se presentaría en uno de ellos para agarrar motivación y confianza debido a que vuelve de la bursitis y la lesión de hombro derecho, por dicho motivo decide presentarse en el Brisbane International lugar en donde se iba a presentar justamente el año pasado pero que no lo haría debido a la lesión en su clavícula, siendo este año su Primera Presentación en este torneo, María termina ingresando como la n.º 3 en la Pre-Clasificación solo por detrás de la norteamericana Serena Williams y la bielorrusa Victoria Azarenka, por suerte María quedaría en la Sección de arriba en donde iniciaría su primera participación en la Primera ronda ante la francesa Caroline Garcia, a la que terminó derrotando por un contundente 6-3, 6-0 poniendo el historial entre ellas de 3-0 a favor de Sharapova; en la Segunda ronda María tendría que verse las caras con la local Ashleigh Barty, pero por acción del destino la australiana terminaría lesionada de su aductor izquierdo, cediéndole el partido y el pase a la siguiente ronda a un día de que se protagonizara dicho encuentro; en los cuartos de final la espera la estonia Kaia Kanepi, a la que derrotó en un partido muy complicado tras levantar un set adverso tuvo que batallar durante dos horas ganando el encuentro por 4-6, 6-3, 6-2 además de que con este resultado María volverá al n.º 3 del mundo desde la próxima semana; en semifinales se verá las caras con la n.º 1 del mundo la estadounidense Serena Williams, ante la que terminó cediendo en un partido muy parejo especialmente en el segundo set por 2-6, 6-7(7) protagonizando un buen partido a pesar de no haber competido en más de 4 meses por la lesión en el hombro derecho.
María ya habiendo recuperado el n.º 3 del mundo de la WTA ingresa al Abierto de Australia como la n.º 3 en la Pre-clasificación, solo por detrás de la estadounidense Serena Williams y la bielorrusa Victoria Azarenka, por cosas del destino en el cuadro queda emparejada en la mitad de abajo por donde se daría un hipotético duelo de semifinales ante Victoria Azarenka, además sería la vuelta de Sharapova a los Torneos de Grand Slam desde Wimbledon del año pasado debido a que estuvo ausente del Abierto de los Estados Unidos a causa de su lesión en el hombro derecho por lo cual perdió demasiados puntos de cara a este nuevo año; así María da inicio a su participación en el Torneo venciendo en Primera ronda a la estadounidense Bethanie Mattek-Sands por un contundente 6-3, 6-4, convirtiéndose en su victoria n.º 150 en los torneos de Grand Slam ganando de esta manera su pase a la siguiente vuelta; en la Segunda ronda María jugaría uno de los partidos más duros de toda su carrera debido a que logró la victoria en tres sets muy ajustados sobre la italiana Karin Knapp especialmente por las condiciones atmosféricas que azotan a Melbourne soportando en pleno juego temperaturas por encima de los 40 °C y una alta humedad siendo casi imposible mostrar el juego al que tiene acostumbrado al mundo, pero logró la victoria en más de tres horas y media por un marcador muy abultado de 6-3, 4-6, 10-8 poniendo la serie entre ellas de 2-0 a favor de Sharápova, ganando su pase a la siguiente vuelta; María ganaría su partido de Tercera ronda sobre la francesa Alizé Cornet en sets seguidos, el primero contundentemente y el segundo se decidiría en la muerte súbita con victoria de la rusa con el marcador por 6-1, 7-6(6); en la Cuarta ronda María se enfrentó a la eslovaca Dominika Cibulková en dicho encuentro la rusa se mostraría mucho más erratica de lo común notoriamente por la falta de competencia, terminaría cediendo el partido por 6-3, 4-6, 6-1; con este resultado María caería hasta el n.º 5 del mundo para la nueva actualización del ranking de la WTA.

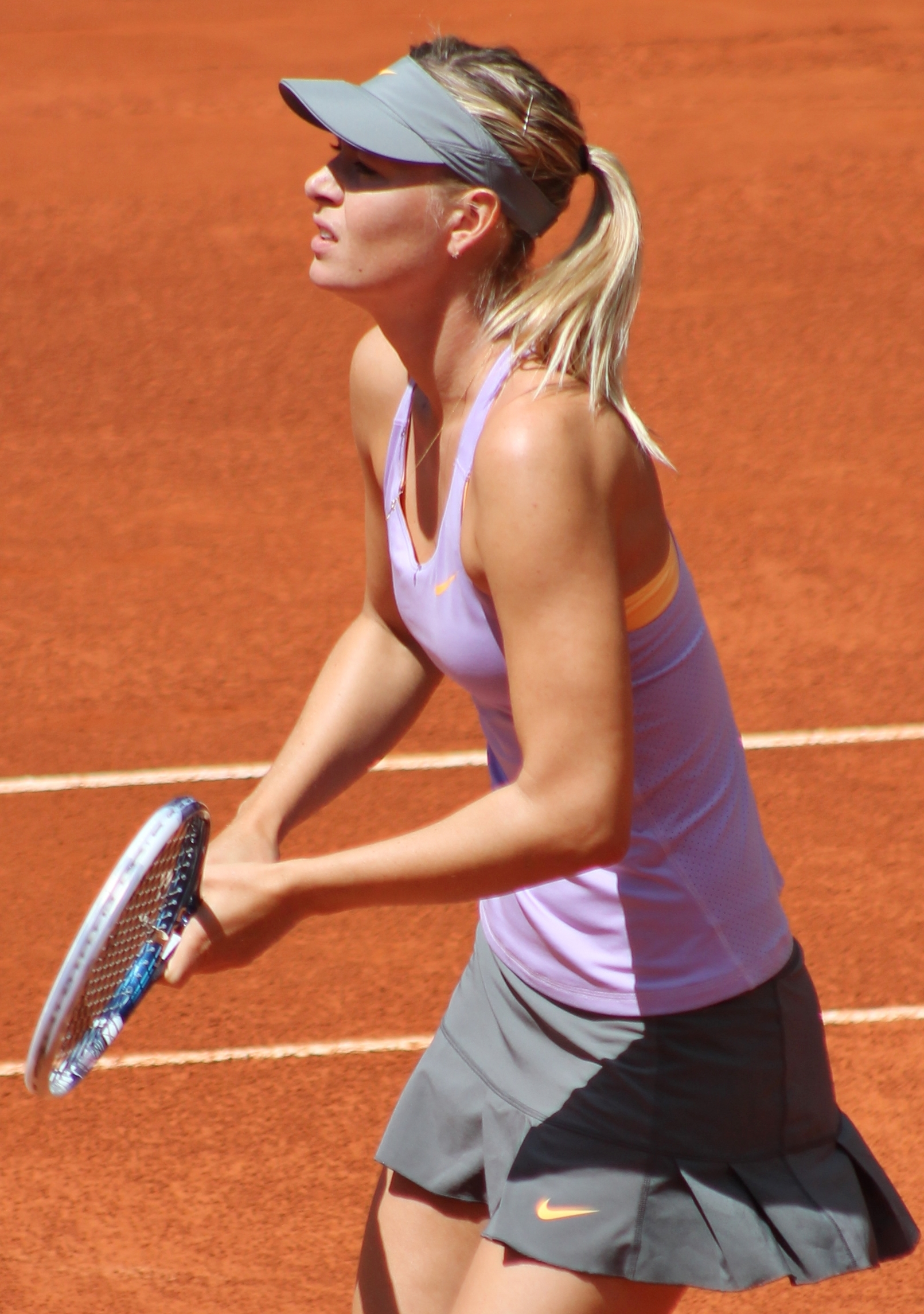
María Sharápova disputándose el Título de Campeona frente a la rumana Simona Halep durante la final del Mutua Madrid Open; lugar donde conseguiría su Segundo Título del año.

Tras lo sucedido en Australia, Sharápova decide presentarse en el torneo parisino de superficie de cemento bajo techo conocido como el Open GDF Suez, en donde ingresa como la sembrada más alta en la Preclasficación y como la gran favorita a ganar el Título; por dicho motivo es que se ve exenta de jugar en la Primera ronda, iniciando su estreno en la edición del torneo recién en la Segunda ronda en donde apabulló a la eslovaca Daniela Hantuchová por 6-0, 6-1, demostrando que ya ha vuelto a su nivel tenístico tras el Australian Open; en Cuartos de final, María se deshizo de la belga y n.º 21 del mundo Kirsten Flipkens por un contundente 6-2, 6-2 para ganar su boleto a la siguiente ronda; en semifinales María terminaría cayendo en un partido muy duro en tres sets ante su compatriota Anastasiya Pavliuchenkova por 6-4, 3-6, 4-6; impidiéndole pasar a una nueva final y a la lucha por un nuevo título.
Posteriormente María se dirigiría a su país natal, Rusia, debido a que ella diría presente en la inauguración de los Juegos Olímpicos de Sochi 2014 ya que se encuentra trabajando para la NBC en la cobertura de estos juegos, pero antes de eso María recorrería la ciudad en donde vivió su infancia antes de mudarse a los Estados Unidos, ella acudió a la Kafelnikov Tennis School en Riviera Park, teniendo sentimientos de nostalgia de dicha ciudad; siendo esta la principal causa por la que la rusa no incluiría en su calendario torneos muy importantes como el Qatar Ladies Open y el Dubai Tennis Championships, pero en la inauguración de estos Juegos, María sería una de las portadoras de la antorcha olímpica (de hecho fue la primera portadora a la salida del Estadio Principal), entregándole la posta a su compatriota y dos veces Campeona Olímpica de Salto con Garrocha, Yelena Isinbayeva brindando una gran participación en esta apertura de los Juegos de Invierno.
María tras no haber disputado el Qatar Total Open, cae en su ranking hasta el n.º 5 del mundo, convirtiéndose en su siguiente torneo a disputar fue el BNP Paribas Open edición en donde regresa como la Campeona Defensora con la oportunidad de convertirse en la máxima ganadora de este torneo si vuelve a levantar la copa este año tras las conseguidas en 2006 y 2013; Ingresa al torneo como la n.º 4 en la Pre-clasificación tras la baja de Serena Williams (común desde el 2001). Por su condición de sembrada María recién iniciaría su participación en el torneo a partir de la Segunda ronda, en donde debutaría ante la alemana Julia Görges a la que terminaría derrotando cómodamente por 6-1, 6-4; así María pasa a la Tercera ronda en donde terminaría siendo derrotada por la italiana Camila Giorgi por 3-6, 6-4, 5-7; así caería en el ranking hasta el n.º 7 del mundo al no lograr validar su título.
María llegaría al Sony Open como la n.º 7 del mundo pero la n.º 4 en la pre-clasificación del torneo por causa de su temprana caída en el BNP Paribas Open y porque no defiende puntos de la gira de cemento de agosto; Sharápova por su condición de cabeza de serie estuvo exenta de disputar la Primera ronda del torneo, por ende dio inicio a su participación en la Segunda ronda, ante la japonesa Kurumi Nara a la que venció cómodamente por 6-3, 6-4; en la Tercera ronda, Sharápova tuvo que esforzarse al máximo para dejar en el camino a la checa Lucie Safarova, en un gran partido a tres sets con marcador favorable a la rusa por 6-4, 6-7, (7-9) 6-2; en la Cuarta ronda María volvería a exigirse nuevamente al máximo para dejar fuera de camino a la belga Kirsten Flipkens por un marcado sumamente complicado de 3-6, 6-4, 6-1 para avanzar así a la siguiente ronda en Cuartos de final María volvería a imponerse nuevamente a la checa Petra Kvitova en dos parciales por 7-5, 6-1; siendo esta su primera victoria del año ante una top-ten; en semifinales María volvería a caer nuevamente ante la n.º 1 del mundo la estadounidense Serena Williams tras ponerse adelante en el primer set por 4-1, lo terminaría cediendo por 4-6, de igual manera en el segundo set tenía oportunidad de ponerse 3-1 arriba pero dejó pasar dicha opción y terminaría cayendo muy apretadamente por 4-6, 3-6; María al no defender los puntos de la final que disputó el año pasado caería al n.º 9 del mundo en favor de la alemana Angelique Kerber y la serbia Jelena Jankovic
Se da inicio a la Temporada de Tierra Batida por Europa con el Porsche Tennis Grand Prix en Alemania, donde María llega al Torneo como la vigente Bicampeona del certamen, como la n.º 9 del mundo, pero como la n.º 6 en la pre-clasificación; en Primera ronda María derrotó en un partido muy difícil a la checa Lucie Safarova, en un partido que duró 3 horas y 26 minutos, el cual se definió por 7-6, (7-5) 6-7, (5-7) 7-6(7-2) a favor de la rusa, el cual fue además su triunfo n.º 100 en canchas de tierra batida y se convirtió en el tercer partido más largo del año y el primero que se define en un triple Tiebreak desde que Serena Williams venciera a Vera Dushevina en el Mutua Madrid Open 2010; en Segunda ronda María se deshizo sin problemas de su compatriota la rusa Anastasiya Pavliuchenkova, vengándose de su derrota en el Open GDF Suez por 6-4, 6-3; en Cuartos de final Sharápova venció cómodamente a la polaca y actual N°3 del mundo Agnieszka Radwanska por 6-4, 6-3, con esta victoria María se aseguró para la siguiente semana seguir entre las mejores 10 del ranking de la WTA; en semifinales María aplastó a la italiana Sara Errani por un contundente 6-1, 6-2 en 59 minutos de partido; en la Gran Final María tuvo que remontar un set adverso para ganar su trigésimo título y su tercer Porsche Tennis Grand Prix consecutivo al vencer en tres sets ajustados a la serbia Ana Ivanovic por 3-6, 6-4, 6-1; ganando siquiera un título de la WTA durante 12 años consecutivos.
El siguiente torneo de María sería el Mutua Madrid Open, en donde defendía los puntos de la Final del año pasado, lugar al que llegaba como la n.º 9 del mundo y la n.º 8 en la pre-clasificación, quedando emparejada en la sección baja del cuadro; en Primera ronda María se deshizo sin ningún problema de la checa Klara Koukalová al vencerla por 6-1, 6-2; en Segunda ronda Sharápova derrotó en un partido muy cerrado a la estadounidense Christina McHale remontando un 4-1 en contra en el tercer set, ganando 5 juegos consecutivos para terminar imponiéndose por 6-1, 4-6, 6-4, ganando su pase a la siguiente vuelta; en Tercera ronda María derrotó en sets consecutivos a la australiana Samantha Stosur. por un contundente 6-4, 6-3; en Cuartos de final Sharápova sacó en un partido muy exigente a la actual n.º 2 del mundo la china Na Li por un marcador muy cerrado de 2-6, 7-6, (7-5) 6-3; en semifinales María derrotó cómodamente a la polaca y actual n.º 3 del mundo Agnieszka Radwanska por un contundente 6-1, 6-4; en la Gran Final Sharápova tuvo que batallar desde atrás para lograr ganar el trigésimo primer título de su carrera; el noveno sobre Tierra batida, el segundo título WTA Premier Mandatory y su segundo título del año y además de consecutivo; al vencer a la rumana y actual n.º 5 del mundo, Simona Halep por un peleado 1-6, 6-2, 6-3 en una hora y 57 minutos.
María tras ganar el título en Madrid se presentaría en el Internazionali BNL d'Italia como el último torneo preparatorio a Roland Garros, lugar en donde llegaría como la n.º 8 en la pre-clasificación y como la n.º 7 del mundo tras lo hecho la semana pasada en la capital española; María por su condición de sembrada estuvo exenta de jugar en la Primera ronda, dando inicio a su participación en la Segunda ronda, por lo que debutó ante la boricua Mónica Puig venciéndola por un claro 6-3 7-5. En la Tercera ronda María caería ante la serbia y ex-n.º 1 del mundo Ana Ivanovic por un contundente 1-6, 4-6; convirtiéndose en la primera caída de la rusa ante la serbia después de 7 años, cortándole dos rachas importantes, la primera de los enfrentamientos personales, ya que Sharapova no caía ante Ivanovic tras 7 enfrentamientos ganados consecutivamente; y la otra y más importante era que desde que empezó el 2012 María contaba con una racha de 48-3 en canchas de arcilla siendo esas 3 únicas derrotas ante Serena Williams.

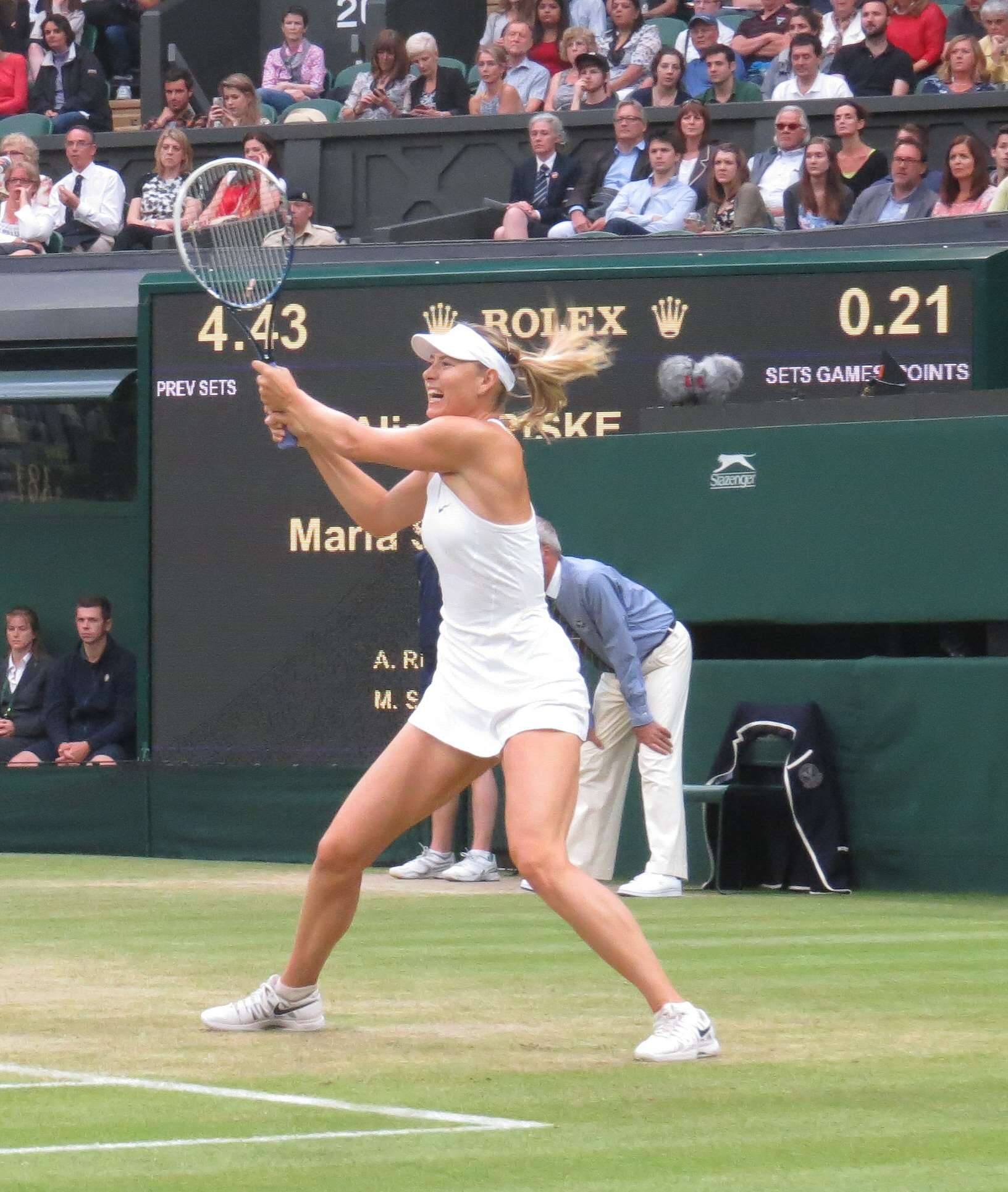
María Sharápova durante su partido de la Tercera ronda frente a la estadounidense Alison Riske en el Tercer Grand Slam del Año: El Wimbledon

Para concluir la gira europea de tierra batida, esta concluye en el Segundo Grand Slam del Año; en el Abierto de Francia o Roland Garros, lugar al que María entraba como la n.º 8 del mundo y la n.º 7 en la Pre-Clasificación siendo este el último lugar en el año en donde defiende una cantidad fuerte de Puntos, para fortuna queda emparejada en la Sección de Arriba; dándose un posible duelo de cuartos de final ante la estadounidense Serena Williams, ronda en la que se repetiría la final del Año pasado del torneo María inicia su participación en la Primera ronda del torneo parisino ante su compatriota Ksenia Pervak a la que terminaría derrotando por un contundente 6-1, 6-2; en la Segunda ronda la rusa terminaría deshaciéndose en sets corridos de la búlgara Tsvetana Pironkova por 7-5, 6-2; en la Tercera ronda María apabulló a la argentina Paula Ormaechea al clavarle un 6-0, 6-0; en Cuarta ronda Sharápova tuvo que librar una batalla campal ante Samantha Stosur al lograr vencerla en tres sets por 3-6, 6-4, 6-0; en Cuartos de final María tuvo que volver a remontar desde abajo quedando a un juego de perder el partido, pero logró afianzarse y voltearle el marcador a la española Garbiñe Muguruza por 1-6, 7-5, 6-1; avanzando a su cuarta semifinal consecutiva en París en semifinales María por tercera vez consecutiva volvió a remontar un set en contra para derrotar a la canadiense Eugenie Bouchard por 4-6, 7-5, 6-2; para clasificarse a su tercera Final consecutiva en "La Ciudad Luz" en la Gran Final Sharápova terminó imponiéndose nuevamente en tres sets a Simona Halep por 6-4, 6-7, (5-7) 6-4 en un partido que duró 3 horas y 2 minutos; Sharápova alzaría su trigésimo segundo título de la WTA, su Segundo título de Roland Garros, su Quinto Título de Grand Slam, empatando a la suiza Martina Hingis con la misma cantidad; además de que mantiene su Récord personal de 20-1 en los últimos 3 años en el torneo, cerrando la temporada de tierra batida con un escalofriante 19-1 a su favor en partidos ganados en la superficie en el año; con el gran Bonus de ponerse Primera en la carrera al WTA Tour Championships y además de que con esta victoria recupera el n.º 5 del mundo a partir de la siguiente semana.
Se inicia la gira europea de Césped, pero tras salir campeona en Roland Garros, María no se presentó en ningún torneo previo al Tercer Grand Slam del año el Campeonato de Wimbledon, por lo cual decide presentarse en este sin haberse preparado en torneos oficiales; lugar al que ingresa como la n.º 5 del mundo y en la Pre-Clasificación, por gracia de la suerte, Sharápova queda destinada en la Sección de Arriba del cuadro; pudiéndose volver a dar un choque entre ella y Serena Williams en los cuartos de final, (como estaba previsto en el último Roland Garros), siendo este el último lugar en donde la rusa defiende puntos más fuertes del año; (100 Puntos) por lo que tiene grandes posibilidades de seguir aumentando su Ranking en este torneo; María inicia su participación en el Torneo en la Primera ronda, frente a la local Samantha Murray a la que terminó derrotando plácidamente por 6-1, 6-0; en la Segunda ronda Sharápova derrotó a la suiza Timea Bacsinszky por un contundente 6-2, 6-1 para ganar su pase a la siguiente vuelta; en la Tercera ronda María apabulló a su rival la estadounidense Alison Riske ganando los últimos 11 juegos del partido, para terminar imponiéndose por un contundente 6-3, 6-0; en la Cuarta ronda María caería derrotada ante la actual n.º 7 del mundo la alemana Angelique Kerber por 6-7, (4-7) 6-4, 4-6 en un partido que duró más de 2 horas y media con saldo negativo para la rusa puesto que caerá al n.º 6 del mundo, después de que Petra Kvitova volviera a coronarse campeona nuevamente, lo cual repercuta en el ranking de la rusa.
María inicia su participación en el US Open Series en la Rogers Cup; lugar al que ingresa como la n.º 6 del mundo, pero como la n.º 4 en la pre-clasificación debido a las ausencias tanto de Na Li, como de Simona Halep quedando emparejada en la sección de arriba del cuadro; la rusa estuvo exenta de disputar la primera ronda, por lo cual su participación en el evento da inicio en la segunda ronda, en donde terminaría derrotando en tres sets a la joven española Garbiñe Muguruza por 4-6, 6-3, 6-1; María terminaría ganando 11 de los últimos 13 games del partido; en la Tercera ronda Sharápova dio un paso en falso al caer en tres sets muy disputados ante la también española Carla Suárez Navarro por 2-6, 6-4, 2-6.

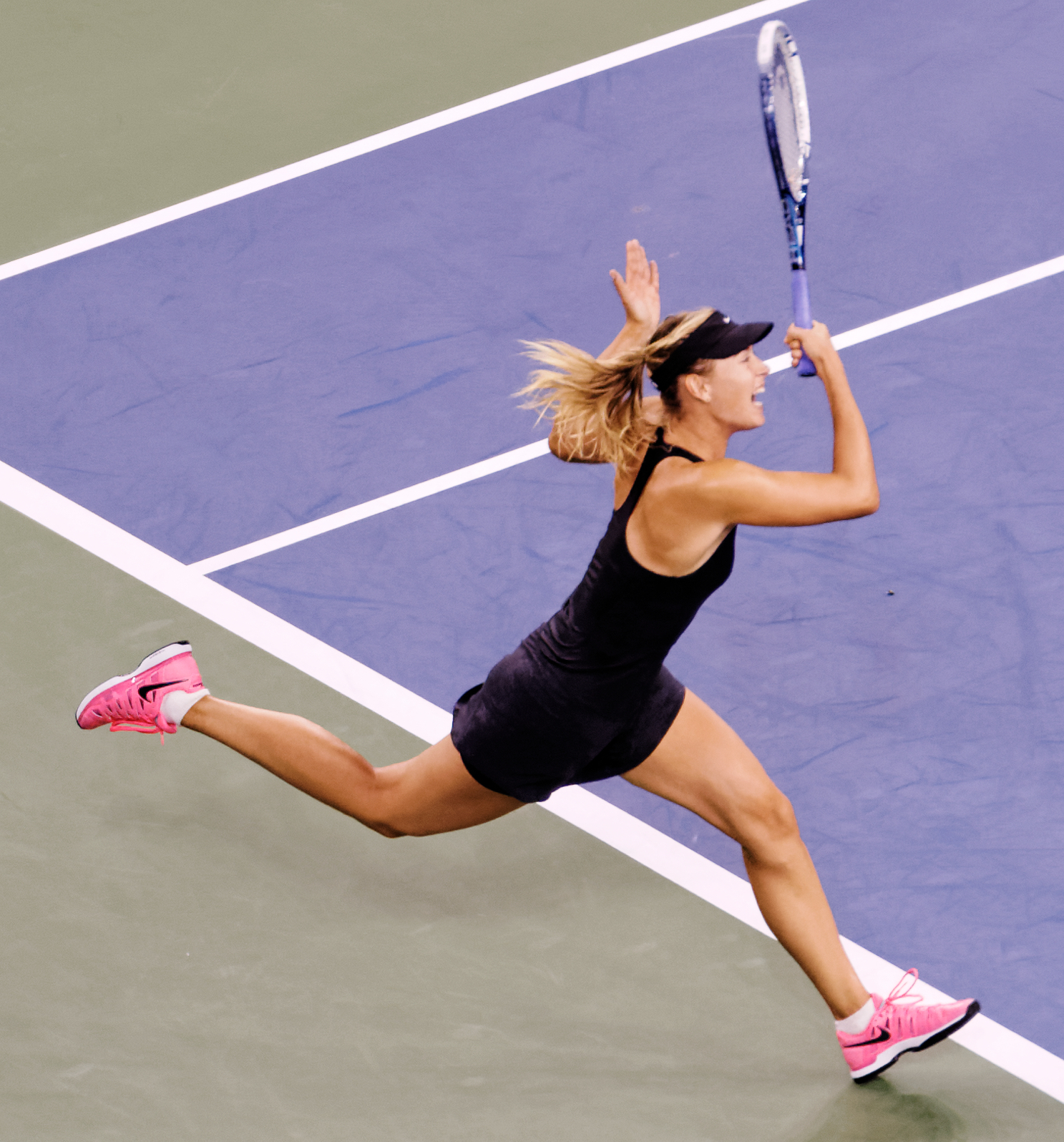
María Sharápova devolviendo una pelota en su partido de Tercera ronda frente a la alemana Sabine Lisicki en el US Open

El siguiente Torneo de María fue el Western & Southern Open en donde María llegaba como la n.º 6 del mundo, pero como la n.º 5 en la Preclasificación a causa de la baja de la china Na Li; por su condición de sembrada María estuvo exenta de disputar la Primera ronda, por lo que su participación dio inicio en la Segunda ronda ante la local Madison Keys a la que terminó derrotando en un disputadísimo partido por 6-1, 3-6, 6-3; en Tercera ronda Sharápova se deshizo de su compatriota Anastasiya Pavliuchenkova en un partido muy cerrado en dos sets por 6-4, 7-6(7-2) para ganar su pase a la siguiente vuelta; en los cuartos de final María terminaría derrotando en tres ajustadísimos sets por tercera vez en el año, (Finales de Madrid y Roland Garros) a la actual n.º 2 del mundo, la rumana Simona Halep por 3-6, 6-4, 6-4 para acceder a su Séptima ronda de Semifinal en el año; en semifinales Sharápova terminaría cayendo en un partido espectacular ante la actual n.º 11 del mundo y ex-n.º 1 del mundo la serbia Ana Ivanovic en un encuentro marcado por altibajos de parte de cada una en donde la rusa desperdiciaría 2 puntos de partido, para terminar cayendo por un marcador de 2-6, 7-5, 5-7.
Llegado ya el Último Torneo de Grand Slam del Año; el US Open 2014 María llegaría al Campeonato como la n.º 6 del mundo, pero como la n.º 5 en la Pre-clasificación tras la ausencia de la china Na Li; quedando emparejada en la Sección de Abajo en donde se disputaría unos hipotéticos Cuartos de final nuevamente ante la rumana Simona Halep, pero para esto derrotó en la Primera ronda a su comptariota Maria Kirilenko sin muchos problemas por un contundente 6-4, 6-0; en Segunda ronda María sufriría más de lo pensado ante la rumana Alexandra Dulgheru por 4-6, 6-3, 6-2 para ganar su tercer enfrentamiento ante esta misma rival; en Tercera ronda Sharapova terminaría derrotando en un gran partido a la alemana Sabine Lisicki en dos sets por 6-2, 6-4 para ganar su pase a la siguiente vuelta; en Cuarta ronda María terminaría su ruta hacia el título al caer derrotada ante la actual n.º 11 del mundo y ex-n.º 1 del mundo la danesa Caroline Wozniacki por 4-6, 6-2, 2-6; tras la conclusión del torneo Sharápova terminaría volviendo al n.º 4 del mundo.
El 9 de septiembre del 2014, Sharápova sería la segunda tenista en lograr su clasificación al WTA Tour Championships 2014 tras la estadounidense Serena Williams, por su gran actuación durante todo el año; colándose en este prestigioso torneo de la WTA que reúne a las 8 mejores tenistas del Circuito a lo largo de todo el año.
María volvería a la acción en el circuito en el nuevo Torneo creado por la WTA de categoría Premier 5 el Wuhan Tennis Open localidad donde nació las dos veces campeona de Grand Slam y ya retirada la china Na Li; por consecuente María ingresa al torneo como la n.º 4 del mundo y la n.º 4 en la Pre-clasificación, por dicha condición estuvo exenta de jugar la Primera ronda; en la Segunda ronda Sharápova tuvo un debut muy duro puesto que tuvo que remontar un set adverso frente a su compatriota Svetlana Kuznetsova para imponerse por 3-6, 6-2, 6-2; en la Tercera ronda María caería ante la suiza Timea Bacsinszky en sets corridos por 6-7, (3-7) 5-7; de esta manera María continuaría dicha semana como la n.º 4 del mundo pero con grandes posibiliaddes de remontar nuevamente en el ranking mundial en su siguiente torneo.

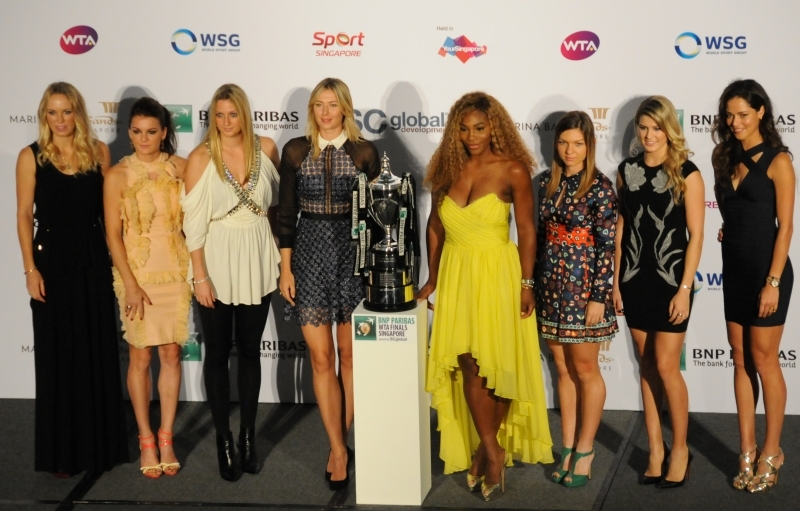
María Sharápova al lado de las otras clasificadas al WTA Finals 2014 la rusa llegaba con la esperanza de cerrar por primeravez un año como la n.º 1 del mundo

El penúltimo torneo en el que participaría la rusa sería en el último WTA Premier Mandatory del año el China Open en donde María ingresa al torneo como la n.º 4 del mundo y la n.º 4 en la Pre-clasificación; María iniciaría su participación en el torneo en la Primera ronda en donde terminó derrotando en sets corridos a la estonia Kaia Kanepi por 6-4, 6-1; en la Segunda ronda la rusa de deshizo sin muchos problemas de la ucraniana y joven promesa del tenis Elina Svitolina por un contundente 6-2, 6-2; en la Tercera ronda María logró vengarse de su caída en la misma ronda en la Rogers Cup ante la española Carla Suárez Navarro a la que vencería por 6-1, 7-6(7-3) ganando su pase a la siguiente vuelta; en Cuartos de final Masha se deshizo sin contratiempos de su comptariota la rusa Svetlana Kuznetsova por un contundente 6-0, 6-4; en semifinales la rusa terminaría por cobrarse nuevamente venganza tras su derrota en la misma ronda ante Ana Ivanovic en el Western & Southern Open lugar donde no concretó dos puntos de partidos, en esta oportunidad aplastaría a su rival por un contundente 6-0, 6-4; en la Gran Final Sharápova se impuso en un partido con una duración de más de 2 horas y media a la checa y actual n.º 3 del mundo Petra Kvitova por 6-4, 2-6, 6-3; siendo este su cuarto título del año, su tercer título de categoría WTA Premier Mandatory y el segundo del año de la misma categoría; además de que con este triunfo la rusa da un gran salto en la clasificación mundial al saltar hacia el n.º 2 del mundo pasando a la ya citada Petra Kvitova y a la rumana Simona Halep; quedando únicamente por detrás de la estadounidense Serena Williams.
María llega a su último Torneo del año el WTA Tour Championships en donde llega como la N°2 en la Preclasificación y la n.º 2 del mundo; por ende evitaría a Serena Williams como mínimo hasta unas hipotéticas Semifinales, María queda emparejada en el Grupo Blanco, junto a la checa Petra Kvitova, la danesa Caroline Wozniacki y la polaca Agnieszka Radwanska; además este torneo tiene el gran plus si es que sale campeona la rusa recuperaría el n.º 1 del mundo en posición de la menor de las Williams por el momento; el primer partido del Round Robin que le tocó disputar fue ante la danesa Caroline Wozniacki, ante la que caería derrotada en un partido que duró más de tres horas y medias con marcador adverso para la rusa de 6-7, (4-7) 7-6, (7-5) 2-6; en su segundo partido María caería nuevamente pero en sets consecutivos ante la checa Petra Kvitová por 3-6, 2-6; durante su último partido la rusa necesitaba ganarlo en sets consecutivos y esperar a que Caroline Wozniacki derrote a Petra Kvitová en sets seguidos para que pueda clasificar a las Semifinales, cosa que no se cumpliría puesto que María lograría el triunfo sobre la polaca Agnieszka Radwanska, pero en tres sets tras tener puntos de partido en el segundo set, ganaría el encuentro por 7-5, 6-7, (4-7) 6-2; tras lo sucedido la rusa quedaba eliminada del certamen y cerraría el año como la n.º 2 del mundo con grandes posibilidades de volver al trono mundial en la siguiente temporada.

#### Torneos disputados
| N.º | Fecha                    | Torneo                      | Ubicación    | Categoría             | Superficie        | Ronda |
| 1.  | 30 de diciembre de 2013  | Brisbane International      | Brisbane     | WTA Premier           | Dura              | SF    |
| 2.  | 13 de enero de 2014      | Australian Open             | Melbourne    | Grand Slam            | Dura              | 4R    |
| 3.  | 27 de enero de 2014      | Open GDF Suez               | París        | WTA Premier           | Dura (i)          | SF    |
| 4.  | 3 de marzo de 2014       | BNP Paribas Open            | Indian Wells | WTA Premier Mandatory | Dura              | 3R    |
| 5.  | 17 de marzo de 2014      | Sony Open Tennis            | Miami        | WTA Premier Mandatory | Dura              | SF    |
| 6.  | 21 de abril de 2014      | Porsche Tennis Grand Prix   | Stuttgart    | WTA Premier           | Tierra batida (i) | G     |
| 7.  | 5 de mayo de 2014        | Mutua Madrid Open           | Madrid       | WTA Premier Mandatory | Tierra batida     | G     |
| 8.  | 12 de mayo de 2014       | Internazionali BNL d'Italia | Roma         | WTA Premier 5         | Tierra batida     | 3R    |
| 9.  | 26 de mayo de 2014       | Roland Garros               | París        | Grand Slam            | Tierra batida     | G     |
| 10. | 23 de junio de 2014      | The Championships Wimbledon | Londres      | Grand Slam            | Hierba            | 4R    |
| 11. | 4 de agosto de 2014      | Rogers Cup                  | Montreal     | WTA Premier 5         | Dura              | 3R    |
| 12. | 11 de agosto de 2014     | Western & Southern Open     | Cincinnati   | WTA Premier 5         | Dura              | SF    |
| 13. | 25 de agosto de 2014     | US OPEN                     | Nueva York   | Grand Slam            | Dura              | 4R    |
| 14. | 22 de septiembre de 2014 | Wuhan Tennis Open           | Wuhan        | WTA Premier 5         | Dura              | 3R    |
| 15. | 29 de septiembre de 2014 | China Open                  | Pekín        | WTA Premier Mandatory | Dura              | G     |
| 16. | 20 de octubre de 2014    | WTA Tour Championships      | Singapur     | Torneo de Fin de Año  | Dura (i)          | RR    |

### 2015

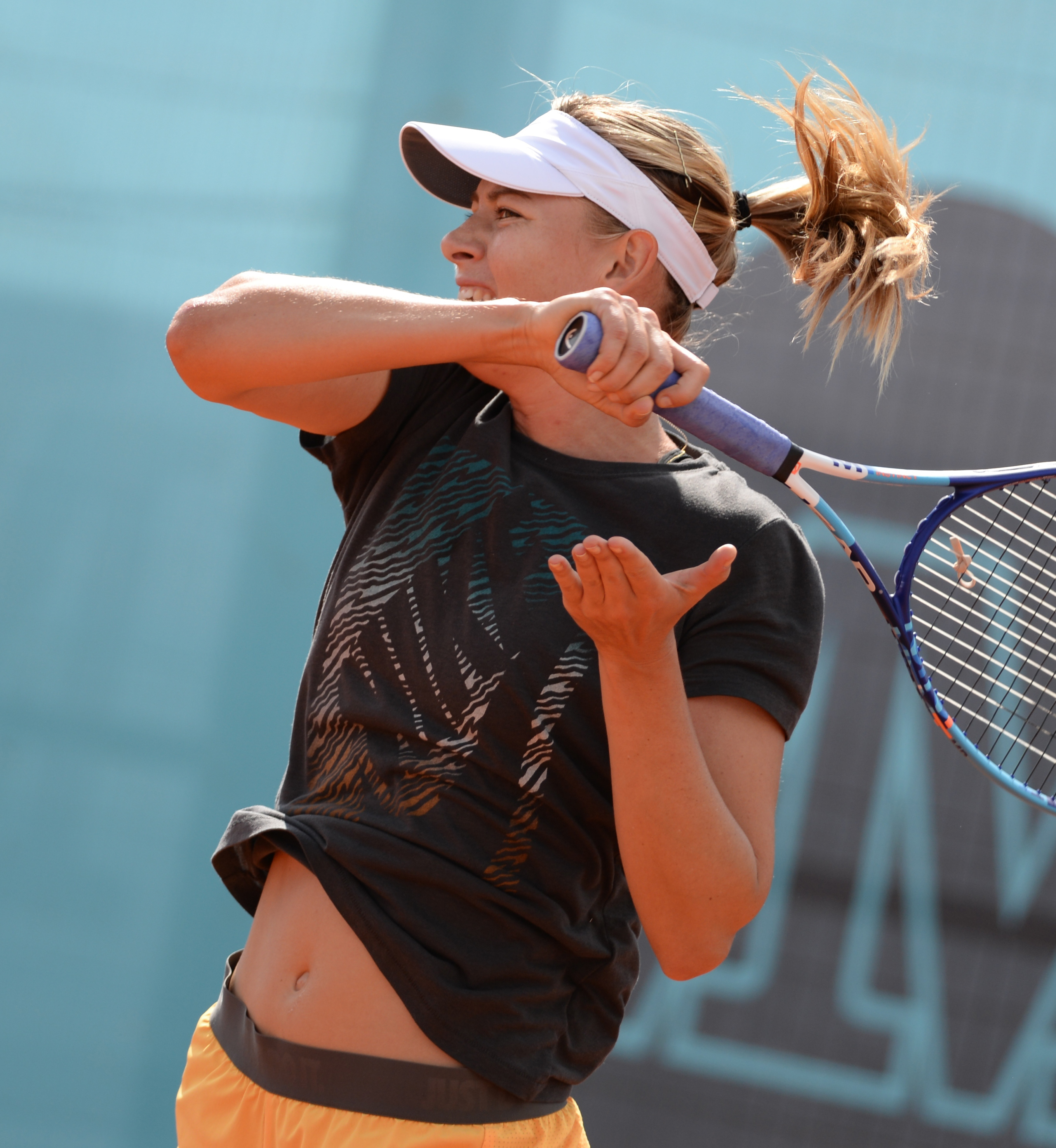
María Sharápova preparándose para disputar el Mutua Madrid Open, en donde es la Campeona Defensora

Se da inicio la Temporada 2015 de la WTA con el tradicional Autralian Open Series, los torneos preparatorios para el Australian Open el Primer Grand Slam del Año; esta vez María desea iniciar su calendario tenístico nuevamente en el Brisbane International de categoría WTA Premier, lugar al que volvería tras las Semifinales alcanzadas el año pasado; esta vez Sharápova llegaría ahí como la n.º 2 del mundo y la n.º 1 en la Preclasificación debido a que en esta edición la norteamericana Serena Williams decidió jugar en esa semana la Copa Hopman en su lugar; por su condición de ser la máxima sembrada estuvo exenta de disputar la Primera ronda, es por eso que ella da inició a su año y a su participación en el evento en la Segunda ronda lugar en donde enfrentó a la kazaja Yaroslava Shvedova a la que terminó propinándole una paliza por un contundente 6-0, 6-1, ganando el encuentro en una hora y dos minutos obteniendo su pase a la siguiente vuelta; en Cuartos de final Sharápova derrotó de manera contundente a la española Carla Suárez Navarro al imponerse por 6-1, 6-3; con este resultado defiende los puntos obtenidos el año pasado y comienza a acercarse nuevamente a la estadounidense Serena Williams en la pelea por el n.º 1; en semifinales la rusa derrotó contundentemente a la ucraniana y estrella emergente de la WTA Elina Svitolina por 6-1, 6-3 en poco menos de una hora y 24 minutos accediendo a la definición del campeonato dejando en el camino tan solo 9 juegos; en la Gran Final Sharápova tuvo que venir desde atrás para poder derrotar a la serbia y ex n.º 1 del mundo Ana Ivanovic por un marcador muy abultado de 6-7, (4-7) 6-3, 6-3 en donde la serbia salvó dos puntos de partidos estirando la definición poco más de dos horas; además la rusa alza su primer título en el año y consigue levantar al menos un trofeo de la WTA durante 13 años consecutivos; consigue su primer título en Brisbane, así como su Segundo título en territorio australiano tras 7 años desde que se coronara campeona en el Australian Open 2008, exactamente sobre la misma rival; además de que con este triunfo se pone primera en la carrera al WTA Finals, y se pone a tan solo 681 puntos del n.º 1 del mundo todavía en posesión de Serena Williams.
Se inicia el Primer Grand Slam del Año el Australian Open con una gran expectativa, a lo que se refiere la cima del Trono mundial de la WTA, puesto que Sharápova llega al torneo como la n.º 2 del mundo y la n.º 2 en la Preclasificación, pero con el condimento de si alza su 6.º Título de Grand Slam podrá recuperar el n.º 1 del mundo, por ahora en posesión de la americana Serena Williams; en Primera ronda María derrotó sin atenuantes en el último turno del Estadio Rod Laver a la croata Petra Martic por un contuncdente 6-4, 6-1; en Segunda ronda Sharápova se enfrentó a su compatriota Alexandra Panova surgida desde la clasificación, en el Segundo Turno del Rod Laver Arena, en un partido maratónico para la rusa, pues se llevó el primer set muy cómodamente, cedió peleando en el segundo set, y en el tercero tuvo que remontar un 1-4 adverso, tanto que salvó dos puntos de partido en el 4-5 del tercer set, al final se impuso en 2 horas y 33 minutos por 6-1, 4-6, 7-5; en Tercera ronda María derrotó de manera contundente a la kazaja y "rising star", Zarina Dias, por un contundente 6-1, 6-1, con este resultado iguala la marca de volver entre las 16 mejores en el Australian Open, además de que llega a esa ronda en los últimos 5 Grand Slams en los que participó; en Cuarta ronda Sharápova aplastó a su rival la china Shuai Peng al vencerla contundentemente por 6-3, 6-0 mejorando su actuación en el torneo en comparación a la del año pasado; en Cuartos de final María vapuleó a la canadiense y n.º 7 del mundo Eugenie Bouchard al chantarle una cómoda victoria por 6-3, 6-2, además de que con esta victoria aseguró el n.º 2 del mundo, al finalizar el Torneo; en semifinales Sharápova derrotó contundentemente a su compatriota y n.º 11 del mundo Yekaterina Makárova por 6-3, 6-2 para poner su récord en semifinales de Grand Slam de 10-9, alcanzando su Cuarta Final en el Australian Open la más alta entre los otros Grand Slams; en la Gran Final la rusa enfrentaría a la actual n.º 1 del mundo la estadounidense Serena Williams, en dicha definición Sharápova caería derrotada por nueva cuenta ante la americana con un primer set muy cómodo y un segundo parcial muy disputados que quedaron del lado de la actual líder de la WTA por 3-6, 6-7(5-7); así María quedaría con un balance de 5-5 en Finales disputadas de Grand Slam y de 1-3 en el Abierto de Australia.
Posteriormente María decidiría volver a participar en la Fed Cup en la serie de cuartos de final que enfrentaría a Polonia de local en Cracovia ante la Rusia de Sharapova y compañía; María fue elegida como la Primera tenista y por sorteo en el primer día le tocó enfrentar a Urszula Radwanska a la que se impuso de una manera tan eficaz que le clavó un 6-0, 6-3; en la segunda jornada de acción era hora de verse las caras ante la mayor de las hermanas Radwanska y actual n.º 8 del mundo Agnieszka Radwanska, en un apasionante duelo María volvería a imponerse a la polaca por 6-1, 7-5; brindándole el pase a las Semifinales a su seleccionado nacional tras poner el 3-0 decisivo en la serie.
María volvería a la acción en la Mini-gira de cemento en Norteamérica en Acapulco donde llegaba como la sembrada n.º 1 al Torneo y como la clara favorita a quedarse con el título; en su debut la rusa se impuso muy sencillamente a la estadounidense Shelby Rogers por 6-4, 6-1; en Segunda ronda María derrotó muy fácil a la colombiana Mariana Duque Mariño por 6-1, 6-2; en su duelo de cuartos de final Sharapova venció en un partido sumamente complicado a la eslovaca Magdaléna Rybáriková por 6-1, 4-6, 6-2; en el duelo de Semifinales en el que la rusa se enfrentaría a la francesa Caroline Garcia, la primera cedería el duelo al no presentarse a disputarlo aduciendo un trastorno gastrointestinal.
El siguiente torneo disputado por la rusa, fue el BNP Paribas Open, donde llegaba como la n.º 2 en el ranking y en el designio de las cabezas de serie, por lo que fue designada en la parte baja del cuadro; por su condición de sembrada estuvo exenta de disputar la Primera ronda, por lo que dio inicio su participación en la Segunda vuelta donde derrotó en dos sets a la belga Yanina Wickmayer por 6-1, 7-5; en Tercera ronda María tuvo un enfrentamiento muy complicado, puesto que se veía las caras contra la ex-n.º 1 del mundo Victoria Azarenka a la que derrotó por 6-4, 6-3; tras venir de un 3-4 adverso en el primer set, donde accedió a la siguiente vuelta en su sexto punto de partido, empatando la serie con la bielorrusa en 7-7; en Cuarta ronda María enfrentó a la italiana y campeona defensora Flavia Pennetta que tras imponerse en el primer parcial por 6-3, terminó cediendo el partido por 6-3, 3-6, 6-2.

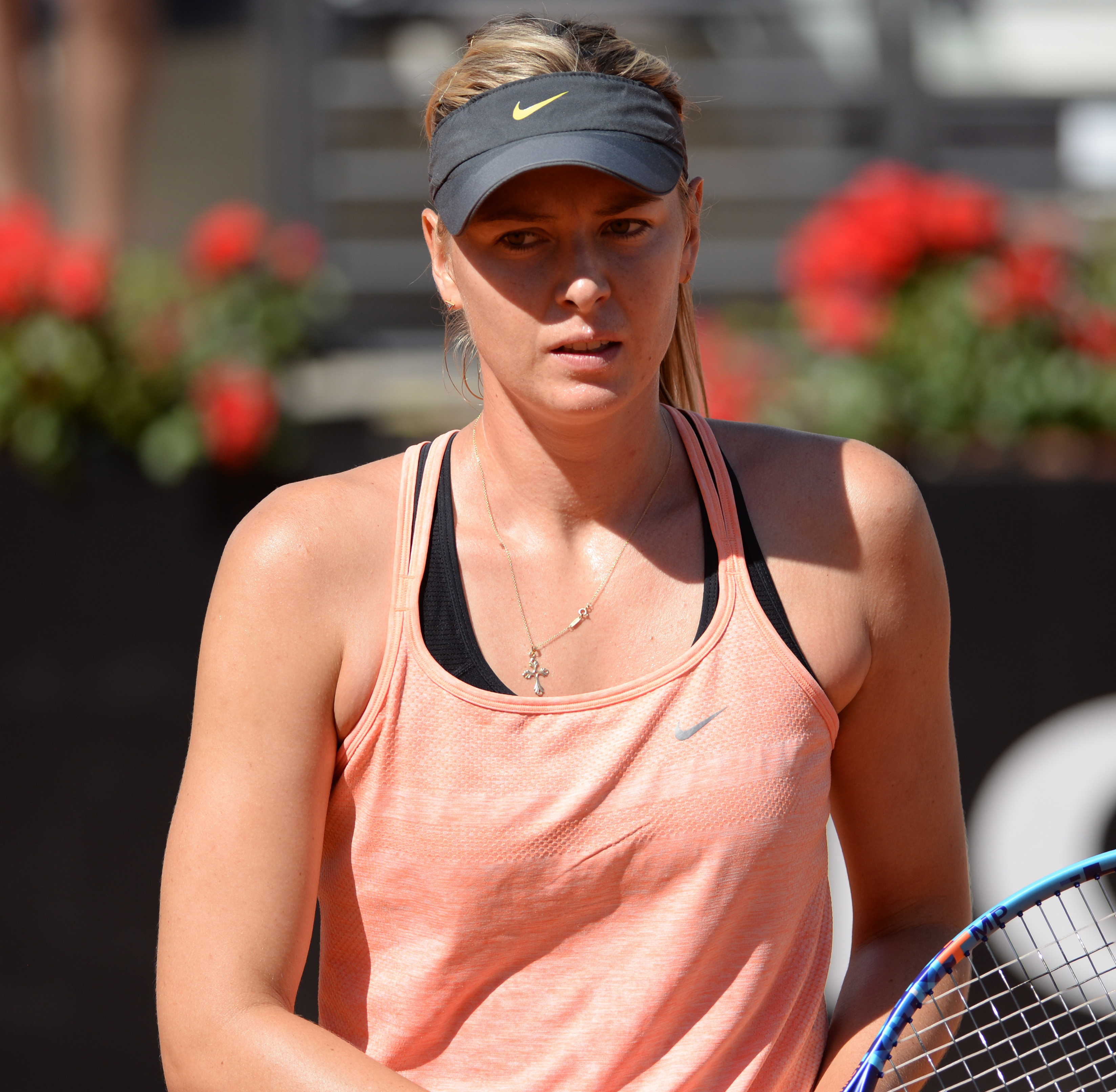
María Sharápova entrenándose duramente en el Internazionali BNL d'Italia donde resultaría campeona por tercera vez en su carrera

El último Torneo que disputó Maria Sharapova para cerrar esta parte de la temporada fue en Miami lugar al que también accedió como la n.º 2 en el Ranking y el sembrío; por ser cabeza de serie debutó en el certamen en la Segunda ronda, en donde cayó derrotada ante su joven compatriota y ex-n.º 1 del mundo Junior Daria Gavrilova en dos sets muy cerrados por 6-7, 3-6.
Se inicia la gira de Tierra batida europea de primavera, Maria Sharapova decide volver a iniciar su participación en esta sección de la temporada en el Porsche Tennis Grand Prix, lugar al que llegaba como la Tricampeona defensora y con un récord de invicta en el torneo de 13 victorias donde fue la Primera sembrada en el evento alemán; María empezaría su participación en el torneo en la segunda ronda donde enfrentó a la local Angelique Kerber ante la que terminó cayendo en un duelo sumamente complicado por 6-2, 5-7, 1-6; con este resultado la rusa perdería el n.º 2 del mundo en manos de la rumana Simona Halep desde el siguiente lunes.
El siguiente Torneo de la rusa fue en la Caja Mágica en Madrid donde llegaba como la Campeona defensora además que era la n.º 3 en el sembrío, quedando situada en la Sección de abajo del cuadro; en Primera ronda la rusa volvería a la senda de la victoria al vencer a la suiza Timea Bacsinszky en la Primera ronda a la que apabulló por 6-2, 6-3; en Segunda ronda Sharapova no tuvo problemas y se deshizo de la colombiana Mariana Duque Mariño por 6-1, 6-2; en Tercera ronda María sacaría un duelo muy interesante y peleado ante la joven francesa Caroline Garcia contra la que batalló en algo más de dos horas y media de duración por 6-2, 4-6, 7-5; en Cuartos de final la rusa batalló ante la ex-n.º 1 del mundo Caroline Wozniacki a la que venció en tres sets muy peleados para terminar imponiéndose por 6-1, 3-6, 6-3; en semifinales Sharapova caería derrotada ante su compatriota y ex-n.º 2 del mundo Svetlana Kuznetsova por 2-6, 4-6; perdiendo su oportunidad de volver al n.º 2 del mundo aún en manos de Simona Halep.
El último torneo preparatorio al Segundo Grand Slam del año fue el Internazionali BNL d'Italia al que María ingresaba como la favorita n.º 3 a llevarse la corona en Roma quedando encuadrada en la sección de arriba del cuadro; por su condición de sembrada debutó en la Segunda ronda donde venció a Jarmila Gajdosova por 6-2, 3-1 y el posterior retiro de la australiana; en Tercera vuelta Sharapova vencería a la joven serbia Bojana Jovanovski por un contundente 6-3, 6-3; en Cuartos de final la rusa arrollaría a la bielorrusa Victoria Azarenka por 6-3, 6-2; para ponerse 8-7 al mando en el frente a frente entre estas dos jugadoras; en semifinales María se vengó de la joven Daria Gavrilova al vencerla esta vez por 7-5, 6-3; además de que con esta victoria y la eliminación de Simona Halep la rusa volvería al n.º 2 del mundo el siguiente lunes; en la Gran Final María se coronaría por Tercera Vez Campeona en Roma y conseguiría su 35.º Título en su carrera al vencer a la española Carla Suárez Navarro por 4-6, 7-5, 6-1; llegando a los 11 títulos sobre tierra batida empatando con Serena Williams con mayor títulos en dicha superficie entre las jugadoras activas; además que sería la segunda vez que consigue ganar un mismo torneo 3 veces tras lograrlo el año pasado en Stuttgart.
Se iba a dar inicio al Segundo Grand Slam del Año en donde María llega al torneo como una de las dos grandes favoritas al título al lado de la americana Serena Williams, la actual n.º 1 del mundo; Sharápova ingresaría al torneo como la campeona defensora de este mismo el cual ganó el año pasado, además de que en la previa tenía que defender los 2000 puntos que consiguió, así mismo era la última finalista del Australian Open, y la campeona del Premier 5 de Roma; por lo que María ingresaba al torneo como la n.º 2 del mundo y también con el mismo número en el sembrío; María debutaría en el campeonato frente a la estonia Kaia Kanepi actual n.º 50 del mundo a la que venció en poco más de una hora y 25 minutos por un contundente 6-2, 6-4; en la Segunda ronda María superaría de manera arrasadora a su compatriota Vitalia Diachenko por 6-3, 6-1; en Tercera vuelta María obtendría una victoria algo trabajada frente a la Campeona del US Open 2011, la australiana Samantha Stosur por 6-3, 6-4; en la Cuarta ronda Sharapova caería derrotada en dos sets muy peleados frente a la checa Lucie Šafářová y posteriormente finalista del Torneo, tras ser vencida por 6-7,(3-7) 4-6; por no haber logrado defender el Título María caería hasta el n.º 4 del Ranking de la WTA en favor de la checa Petra Kvitova y la rumana Simona Halep.
Ya había pasado un mes y María decidió en no presentarse en ningún torneo antes de disputar el Tercer Grand Slam del Año el Campeonato de Wimbledon todo esto hizo ingresar a la rusa como la n.º 4 del mundo y también con el mismo número entre las sembradas, el sorteo del cuadro la mandaría a la sección de arriba del cuadro, con un choque potencial frente a Serena Williams en las Semifinales; María debutaría frente a la invitada local Johanna Konta a la que vencería en sets corridos por un abrumador 6-2, 6-2; en la Segunda ronda Sharapova derrotaría a la holandesa Richèl Hogenkamp por un contundente 6-3, 6-1; en Tercera ronda la rusa se toparía con la rumana Irina-Camelia Begu a la que terminaría venciendo por un contundente 6-4, 6-3 para avanzar a la siguiente ronda; en Cuarta ronda María derrotaría en sets seguidos a la kazaja Zarina Dias por un firme 6-4, 6-4; en Cuartos de final se enfrentaría a la americana Coco Vandeweghe a la que vencería en un partido muy intenso que se definió en tres parciales favorables a la siberiana por 6-3, 6-7,(3-7) 6-2 para acceder a las semifinales en La Catedral del Tenis desde que llegase a la final en la edición del 2011; en las Semifinales María enfrentaría su gran nemesis la norteamericana Serena Williams actual n.º 1 del mundo, contra la que terminaría cayendo derrotada en sets consecutivos por un contundente 2-6, 4-6 marcando su derrota 17 consecutiva frente a la americana, tras el torneo María volvería de nuevo al n.º 2 del mundo que le había sido arrebatado un mes atrás.

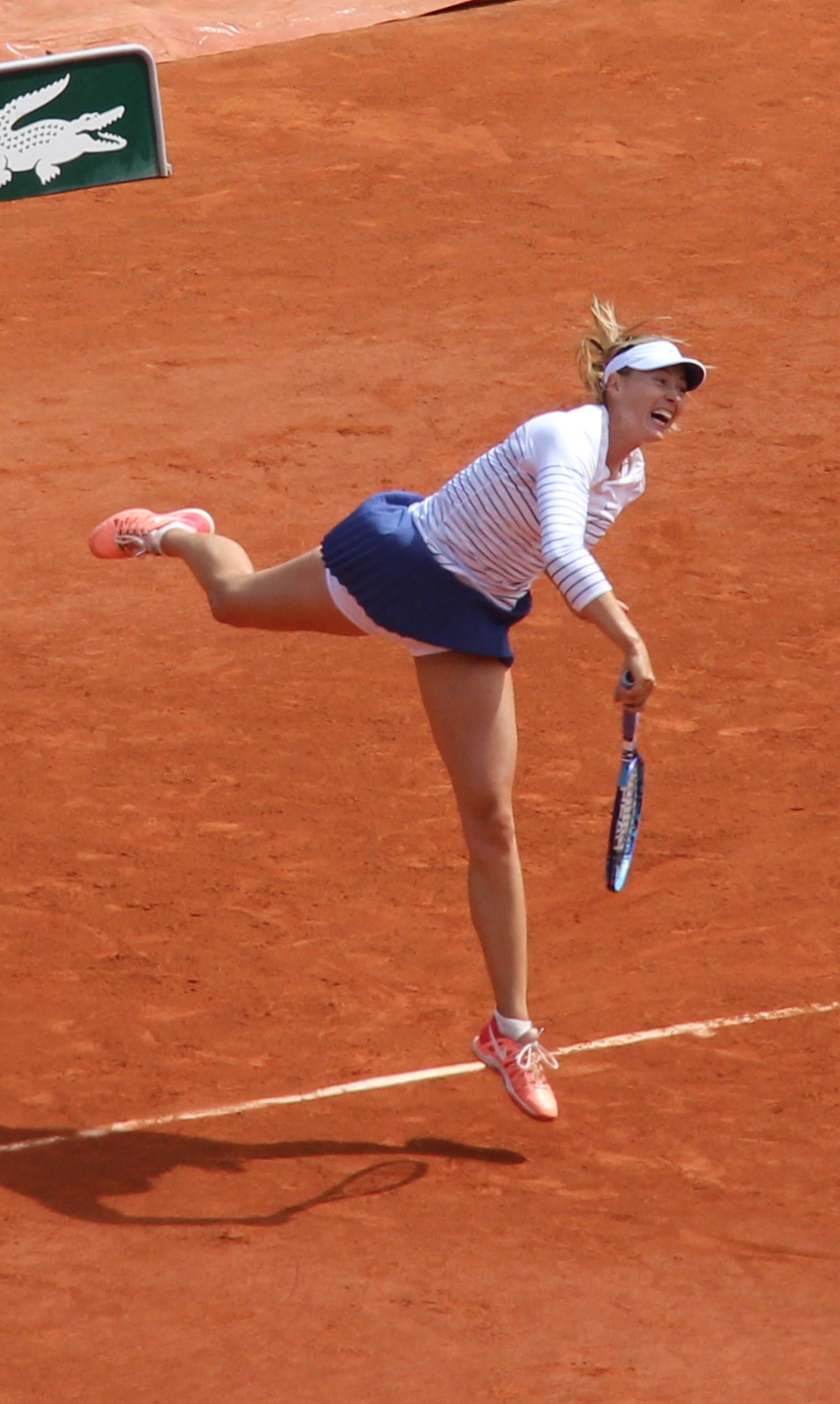
María Sharápova al servicio en su partido de Primera ronda ante la estonia Kaia Kanepi en Roland Garros

Tras lo pasado en Wimbledon María tenía programado presentarse a disputar el Premier 5 de Canadá en Toronto que el año pasado se disputó en la ciudad de Montreal, pero por razones del destino la siberiana se bajaría del cuadro aludiendo una lesión en su pierna derecha.
Posteriormente Sharápova causaría baja nuevamente en otro torneo esta vez en el Premier 5 de Cincinnati aludiendo malestar y dolores continuos en su pierna derecha la cual no se había recuperado satisfactoriamente, razón por la que caería en el ranking al n.º 3 del mundo en favor de la rumana Simona Halep
María tenía pensado presentarse a disputar el Abierto de los Estados Unidos donde ya había sido sorteado el cuadro con ella como la sembrada n.º 3, pero a última hora la siberiana se terminaría de bajar del torneo porque los problemas en su pierna derecha no estaban del todo resueltos, convirtiéndose en el cuarto torneo de Grand Slam que se pierde.
El 11 de septiembre Sharápova se clasificaría por octava vez a disputar el WTA Tour Championships que reúne a las ocho mejores del año tras haberse clasificado anteriormente Serena Williams y Simona Halep.
Tras todo esto se inicia la gira asiática de cemento en donde la primera gran parada era en el Premier 5 de Wuhan, lugar en donde María pediría una invitación especial para poder disputarlo ya que no estaba inscrita en este torneo al momento de que se cerraran las inscripciones, el cual le concedieron; llega a este evento como la n.º 3 del mundo, pero como la sembrada n.º 2 detrás de Simona Halep, por lo que estuvo exenta de disputar la Primera ronda; por lo que su participación se inicia en la Segunda ronda donde terminaría retirándose de su partido frente a la checa Barbora Strýcová cuando el marcador estaba 7-6,(7-1) 6-7,(4-7) 2-1 a favor de la rusa en el tercer set.
Posteriormente María también se bajaría del China Open aludiendo una lesión e su antebrazo izquierdo, lugar en donde era la Campeona defensora por lo que terminaría perdiendo los 1000 puntos conseguidos el año pasado.
Finalmente Sharápova reaparecería en el circuito tras las Semifinales a las que había llegado en el último Wimbledon por ende su Ranking había sido perjudicado a tal extremo de caer hasta el 4 de la WTA, por dicha situación en el sorteo quedó localizada en el Grupo Rojo, junto a la rumana Simona Halep, la polaca Agnieszka Radwanska y la italiana Flavia Pennetta; tras conocerse el sorteo de los grupos la rusa debutaría frente a la polaca y n.º 6 del mundo Agnieszka Radwanska a la que vencería en un partido muy complicado viniendo desde atrás para doblegarla en tres parciales por 4-6, 6-3, 6-4 marcando su buen debut tras estar 5 meses fuera de competición prácticamente; en el segundo partido de la siberiana se le presentaba el más difícil de todos pues enfrentaba a la máxima candidata al título y n.º 2 del mundo Simona Halep a la que vencería cómodamente en sets continuos al clavarle un 6-4, 6-4 para pasar a comandar el grupo en el último partido del grupo para María tuvo que enfrentar a la única jugadora en el torneo que tenía la serie a favor sobre ella Flavia Pennetta (3-2 en el historial para la italiana) por lo cual la rusa cobró venganza al propinarle un 7-5, 6-1 a la italiana el cual además era el último partido de esta pues se estaba retirando del tenis al acabar este torneo; además de que María terminaría liderando el grupo; en semifinales la rusa tuvo que enfrentar a la checa Petra Kvitová contra la que terminó cayendo en parciales seguidos por 3–6, 6–7(3–7) para acabar su presentación en el Torneo.
Para cerrar la Temporada 2015 la rusa comandaría a su país en la visita a las checas por la Final de la Fed Cup en la ciudad de Praga, María al ser la jugadora de más alto Ranking de su país debutaría frente a la segunda del equipo rival, la joven checa Karolína Plíšková a la que terminó venciendo por 6-3, 6-4 para nivelar la serie para su país; en el siguiente partido para la rusa, esta se enfrentaría a la jugadora que la dejó afuera de la Final del campeonato de la WTA la checa Petra Kvitová a la que terminaría venciendo y cobrándose su última caída por 3-6, 6-4, 6-2, poniendo la serie 2-1 para las rusas; cosa que sería en vano puesto que las checas se llevarían los siguientes puntos para alzarse nuevamente con el título, tras todo esto María cerraría la temporada como la n.º 4 del mundo muy cerca de las posiciones más altas.

#### Torneos disputados
| N.º | Fecha                    | Torneo                       | Ubicación    | Categoría             | Superficie        | Ronda |
| 1.  | 5 de enero de 2015       | Brisbane International       | Brisbane     | WTA Premier           | Dura              | G     |
| 2.  | 19 de enero de 2015      | Australian Open              | Melbourne    | Grand Slam            | Dura              | F     |
| 3.  | 23 de febrero de 2015    | Abierto Mexicano TELCEL      | Acapulco     | WTA International     | Dura              | SF    |
| 4.  | 9 de marzo de 2015       | BNP Paribas Open             | Indian Wells | WTA Premier Mandatory | Dura              | 4R    |
| 5.  | 23 de marzo de 2015      | Miami Open presented by Itaú | Miami        | WTA Premier Mandatory | Dura              | 2R    |
| 6.  | 20 de abril de 2015      | Porsche Tennis Grand Prix    | Stuttgart    | WTA Premier           | Tierra batida (i) | 2R    |
| 7.  | 4 de mayo de 2015        | Mutua Madrid Open            | Madrid       | WTA Premier Mandatory | Tierra batida     | SF    |
| 8.  | 11 de mayo de 2015       | Internazionali BNL d'Italia  | Roma         | WTA Premier 5         | Tierra batida     | G     |
| 9.  | 25 de mayo de 2015       | Roland Garros                | París        | Grand Slam            | Tierra batida     | 4R    |
| 10. | 29 de junio de 2015      | The Championships Wimbledon  | Londres      | Grand Slam            | Hierba            | SF    |
| 11. | 28 de septiembre de 2015 | Wuhan Tennis Open            | Wuhan        | WTA Premier 5         | Dura              | 2R    |
| 12. | 26 de octubre de 2015    | WTA Finals                   | Singapur     | Torneo de Fin de Año  | Dura (i)          | SF    |

### 2016
Se da inicio la temporada 2016 con la particularidad de que Maria Sharapova era la Campeona defensora del Brisbane International el cual en su nueva edición contaba con un gran plantel de rivales para la rusa; sin embargo, Maria Sharapova causaría baja del primer torneo del año aludiendo una lesión en el antebrazo izquierdo para llegar con mejores sensaciones al Abierto de Australia.
Comienza el Primer Grand Slam del año el Australian Open en donde la rusa llegaba como la sembrada n.º 5 y también como la n.º 5 del mundo, quedando emparejada en la parte de arriba del cuadro con un potencial duelo de cuartos de final frente a la n.º 1 del mundo Serena Williams; María debutaría en el torneo frente a la japonesa Nao Hibino a la que terminaría venciendo por parciales consecutivos por 6-1, 6-3; en la Segunda ronda la rusa derrotó por un contundente 6-2, 6-1 a la bielorrusa Aliaksandra Sasnovich; en tercera ronda la siberiana tuvo que batallar duramente en tres sets para batir a la promesa americana Lauren Davis por 6–1, 6–7, (5–7) 6–0 consiguiendo su victoria n.º 600 en el circuito de la WTA; en la Cuarta ronda María lograría batir a la joven sensación suiza Belinda Bencic actual n.º 12 del mundo, vencería por 7-5, 7-5; en los cuartos de final Sharapova volvería a enfrentar a su bestia negra, la norteamericana, actual n.º 1 del mundo y campeona defensora Serena Williams contra la que volvería a caer derrotada por 4-6, 1-6 donde sufriría su derrota n.º 19 a manos de la estadounidense como consecuencia de esta derrota caería al n.º 6 del mundo con la nueva actualización del Ranking de la WTA.
María tenía pensado en participar en el Qatar Total Open tras lo pasado el último mes en el Australian Open pero por la lesión ya recurrente en su antebrazo izquierdo la rusa decide en bajarse nuevamente de otro evento por esta lesión, además de que caía en el Ranking de la WTA a la posición n.º 7 con la nueva actualización.
Sharapova tenía decidido volver al circuito recién en el primer Premier Mandatory del Año el BNP Paribas Open, pero nuevamente causa baja en otro evento a causa de la lesión en su antebrazo izquierdo.
Además, antes de ese torneo, el 7 de marzo de 2016, mediante una conferencia de prensa, Sharápova anunció que dio positivo en un control antidopaje realizado en el Abierto de Australia de 2016 por el consumo de meldonium, una sustancia para tratar trastornos neurodegenerativos y broncopulmonares que fue prohibida por la Agencia Mundial Antidopaje desde enero de 2016, debido a que halló que mejoraba la resistencia y la recuperación. La ITF sancionó a la jugadora con dos años de suspensión. Sin embargo, la jugadora alegó que llevaba consumiendo dicha sustancia desde hacía 10 años, sin que fuera ilegal entonces ni ocultarlo a las instancias, por lo que le fue rebajada la pena.

#### Torneos disputados
| N.º | Fecha               | Torneo          | Ubicación | Categoría  | Superficie | Ronda |
| 1.  | 18 de enero de 2016 | Australian Open | Melbourne | Grand Slam | Dura       | CF    |

### 2017
Ya era conocido que la fecha de vuelta de la rusa sería el 26 de abril de este año, por dicho motivo el Torneo de Stuttgart fue el primer torneo en concederle una invitación a la jugadora siberiana, en su esperado regreso a las pistas; es por esta razón que la rusa jugaría su primer torneo en 15 meses, por dicho motivo esta se encontraba sin ranking, por la pérdida de todos los puntos que defendía de la temporada 2015 que no pudo defender el año pasado por culpa de la suspensión, tras conocerse el sorteo de cuadro principal, Sharapova quedaría emparejada en la sección de arriba del cuadro donde podría encontrarse con la n.º 2 del mundo, la local Angelique Kerber; María debutaría ante la italiana Roberta Vinci en su partido de vuelta, con todo el mundo del tenis expectante del resultado, la rusa se impondría a la tarentina en dos sets por un disputado 7-5, 6-3; ya en la segunda vuelta la siberiana se impondría a su compatriota y amiga Yekaterina Makárova también en dos sets por 7-5, 6-1; ya en la ronda de los cuartos de final, Sharapova aplastaría a la jugadora estonia y llegada desde la clasificación Anett Kontaveit por un contundente 6-3, 6-4; de esta manera la rusa accedía a las Semifinales de un Torneo WTA, cosa que no hacía desde el WTA Finals 2015, en esta ronda jugaría ante una de las jugadoras que la criticó de una manera muy dura, la francesa Kristina Mladenovic, la rusa dio dura batalla, pero cedería en tres disputados sets por 6-3, 5-7, 4-6; acabándose la aventura de la rusa en Alemania en su vuelta al circuito, y también con la posibilidad de conseguir el pase directo a la clasificación de Roland Garros.
Sharápova recibiría también una invitación especial a disputar uno de los tornos de más gran prestigio del circuito el Mutua Madrid Open lugar en donde salió campeona en la edición del 2014; ya realizado el sorteo del cuadro María quedaría emparejada nuevamente en la sección de arriba con un posible enfrentamiento nuevamente a la alemana Angelique Kerber; por cosas del destino enfrentaría a la croata Mirjana Lučić-Baroni sembrada N° 17 del torneo y actual N° 21 del mundo, a la cual despacharía en 3 aguerridos sets por 4-6, 6-4, 6-0; en la Segunda ronda la rusa enfrentaría de nueva cuenta a la canadiense Eugenie Bouchard a la que había vencido en sus cuatro duelos previos, incluidas dos victorias sobre polvo de ladrillo y ambas en Roland Garros, pero en esta ocasión sería diferente la historia, puesto que la canadiense derrotaría en un partido emocionante a 3 sets a la siberiana con un marcador de 5-7, 6-2, 4-6, como marcador adverso a la rusa.
Acabado los sucesos de la última semana y la temprana eliminación de la rusa del torneo español, Sharápova volvería a recibir una invitación, esta vez de parte de la organización del Internazionali BNL d'Italia con sede en Roma; ante esto la rusa llegaba como la N° 211 del mundo tras sus últimas semanas compitiendo en el circuito, y por este motivo aún no contaba con ranking suficiente para una preclasificación, tras sortearse el cuadro vuelve a quedar emparejada en la sección de arriba de este; en Primera ronda la rusa enfrentaría a la americana Christina McHale a la que dominaba en el historial por 4-0; con 3 de estas victorias sobre polvo de ladrillo y una de ellas en el mismo torneo en la edición del 2012, la historia volvería a repetirse puesto que María se impondría en el tablero por 6-4, 6-2; para esto la rusa estaba esperando con nerviosismo si es que esta iba a recibir una invitación especial al Segundo Grand Slam del año, el Torneo de Roland Garros, la cual se le fue denegada a pesar de que era dos veces campeona del torneo ya mencionado; conocida la trágica noticia para la rusa saldría a disputar su duelo de Segunda ronda, nuevamente ante la croata Mirjana Lučić-Baroni sembrada N° 16 a la cual dominaba en el marcador, pero ante la que se retiraría a causa de una lesión en su pierna izquierda cuando el marcador estaba 4-6, 6-3 y 2-1 favorable a la rusa.
Tras conocerse todo lo referido de la invitación denegada a la rusa a Roland Garros, Sharápova saldría dando un comunicado en sus redes sociales en donde argumentaba: "Si esto es lo que se necesita para levantarse de nuevo, estoy lista para ello. No hay palabras, juegos o acciones que me paren a la hora de alcanzar mis sueños. Y tengo muchos. Un punto que también se dio a conocer en su página web oficial es que la rusa había aceptado la invitación de parte del Aegon Classic Birmingham con sede en Birmingham lugar en donde fue campeona en el 2004; también se dio a conocer que la rusa ya como N° 171 del mundo iba a disputar la clasificación del Tercer Grand Slam del Año, Wimbledon la cual sería por primera vez televisada desde Roehampton.
Pero al parecer la lesión sufrida por la rusa en Roma su pierna izquierda, la incapacita de disputar la gira de hierba britànica, causando baja en los dos torneos que iba a disputar.
Sin embargo se anuncia que Maria Sharapova es beneficiada con 3 invitaciones más para la gira del US Open Series en los torneos de Bank of the West Classic celebrado en Stanford, también en la Rogers Cup disputada este año en Toronto, y por último también el Western & Southern Open disputado en Cincinnati, lugar en donde salió campeona en el 2011.
Gracias a la invitación concedida por el Bank of the West Classic Maria Sharapova puede acceder al cuadro principal directamente, por suerte de la rusa en el sorteo queda emparejada en la sección de arriba del cuadro, con un posible enfrentamiento en semifinales frente a la vigente campeona de Wimbledon, la caraqueña Garbiñe Muguruza; Maria Sharapova comienza su aventura en tierras californianas como la N.º 171 del Ranking de la WTA, en la Primera ronda enfrentaría a la local Jennifer Brady jugadora a la que nunca había enfrentado anteriormente, la rusa tuvo que batallar mucho para llevarse el encuentro en tres sets, siendo el marcador 6-1, 4-6, 6-0 favorable a la siberiana; ya en Segunda ronda María tenía que enfrentar a la ucraniana Lesia Tsurenko, pero tuvo que retirarse del torneo aludiendo una lesión en su brazo izquierdo.
Además que la rusa también se daría de baja de la Rogers Cup aludiendo que aún no se encuentra recuperada de la lesión en el antebrazo izquierdo; pero ante todo esto María ya se encontraba lista para jugar en el Western & Southern Open donde iba a enfrentar en la primera ronda a la vigente campeona de Roland Garros, la letona Jeļena Ostapenko, pero por consejo de su médico, la rusa decide bajarse también del torneo celebrado en Ohio, con la intención de llegar en mejor forma a disputar el US Open.
Tras tantas molestias físicas y malas noticias, la rusa recibe la mejor noticia del año al recibir una invitación especial para disputar el cuadro principal del US Open, evitando disputar la clasificación, por ranking; ya realizado el sorteo, se tiene la primera bomba del torneo, puesto que Maria Sharapova tuvo la fortuna de enfrentar en la Primera ronda, a la rumana y actual N.º 2 del mundo, Simona Halep, contra la que tenía el historial de 6-0 a su favor, en un duelo marcado por la tensión y el nerviosismo el cual se disputó en el primer turno de la noche del Arthur Ashe Stadium, la rusa terminaría imponiéndose en uno de los mejores partidos del año del circuito de la WTA por 6-4, 4-6, 6-3; ya en la Segunda ronda la rusa enfrentó a la húngara Timea Babos a la cual derrotó en un partido muy trabado por 6-7, 6-4, 6-1; en Tercera vuelta la rusa se impondría a la joven local Sofia Kenin por 7-5, 6-2; en la Cuarta ronda la rusa sufriría un tremendo revés al caer derrotada en tres sets muy ajustados ante la letona Anastasija Sevastova por 7-5, 4-6, 2-6; con este resultado queda a las puertas de volver al top-100 del ranking de la WTA.
María es invitada nuevamente por otro torneo, esta vez por la organización del China Open el cual ganó en el 2014; al realizarse el sorteo la siberiana queda emparejada en la sección de abajo del cuadro, con una posible reedición de sus duelos ante Anastasija Sevastova y Simona Halep los cuales se dieron en primera instancia en el US Open. En su debut la rusa enfrentaría a la letona Anastasija Sevastova, la misma rival que la venció en New York, esta vez todo salió a favor de la rusa, la cual tuvo que salvar una bola de partido para imponerse por un marcador de 7-6 (7-3), 5-7 y 7-6 (9-7); en Segunda ronda María volvería a enfrentar a su compatriota Yekaterina Makarova a la cual vencería en otro duelo llevado al set definitivo para imponerse por 6-4, 4-6, 6-1; en la Tercera vuelta Maria Sharapova caería por primera vez derrotada a manos de la rumana Simona Halep marcando su primera derrota en 8 enfrentamientos por 2-6, 2-6.
Maria Sharapova ya se encuentra de nueva cuenta en el top-100 de la WTA tras lo sucedido la semana pasada, ya como la N.º 86 del mundo, la rusa también fue invitada a disputar el Tianjin Open lugar en el que jugaría por primera vez en su carrera; al realizarse el sorteo, María queda emparejada en la sección de arriba donde tenía que enfrentar en su debut a la francesa Caroline García, la cual se daría de baja del torneo. Tras la baja de García la primera rival de la rusa sería la rumana Irina-Camelia Begu a la que vencería en sets seguidos por 6-4, 6-2; ya en Segunda ronda la rusa derrotaría también en sets consecutivos a la polaca Magda Linette por 7-5, 6-3; ya en Cuartos de final la rusa derrotaría a la suiza Stefanie Vögele de manera contundente por 6-3, 6-1; en semifinales la rusa se impondría a la local Shuai Peng por un marcador de 6-3, 6-1; para acceder a su primera final en más de dos años; en la Gran Final del Tianjin Open la rusa tuvo que emplearse a fondo para batallar y derrotar a la joven bielorrusa Aryna Sabalenka viniendo desde atrás en ambos sets para conseguir su 36.º título de su carrera y el primero del año al imponerse por 7-5, 7-6 (10-8).
María es invitada nuevamente a otro torneo esta vez por la organización de la Kremlin Cup celebrada en su natal Rusia; al realizarse el sorteo María queda encuadrada en la sección media del cuadro donde tendría que enfrentar a la eslovaca Magdaléna Rybáriková octava sembrada. María caería derrotada por la eslovaca Rybáriková por 6-7,(3-7) 4-6; la rusa cerraría el año como la N.º 60 del Mundo haciendo un salto de más de 1100 posiciones al inicio del año.

#### Torneos disputados
| N.º | Fecha                 | Torneo                      | Ubicación | Categoría             | Superficie        | Ronda |
| 1.  | 24 de abril de 2017   | Porsche Tennis Grand Prix   | Stuttgart | WTA Premier           | Tierra batida (i) | SF    |
| 2.  | 8 de mayo de 2017     | Mutua Madrid Open           | Madrid    | WTA Premier Mandatory | Tierra batida     | 2R    |
| 3.  | 15 de mayo de 2017    | Internazionali BNL d'Italia | Roma      | WTA Premier 5         | Tierra batida     | 2R    |
| 4.  | 31 de julio de 2017   | Bank of the West Classic    | Stanford  | WTA Premier           | Dura              | 2R    |
| 5.  | 28 de agosto de 2017  | US Open                     | New York  | Grand Slam            | Dura              | 4R    |
| 6.  | 2 de octubre de 2017  | China Open                  | Pekín     | WTA Premier Mandatory | Dura              | 3R    |
| 7.  | 9 de octubre de 2017  | Tianjin Open                | Tianjin   | WTA International     | Dura              | G     |
| 8.  | 16 de octubre de 2017 | Kremlin Cup                 | Moscú     | WTA Premier           | Dura (i)          | 1R    |

### 2018

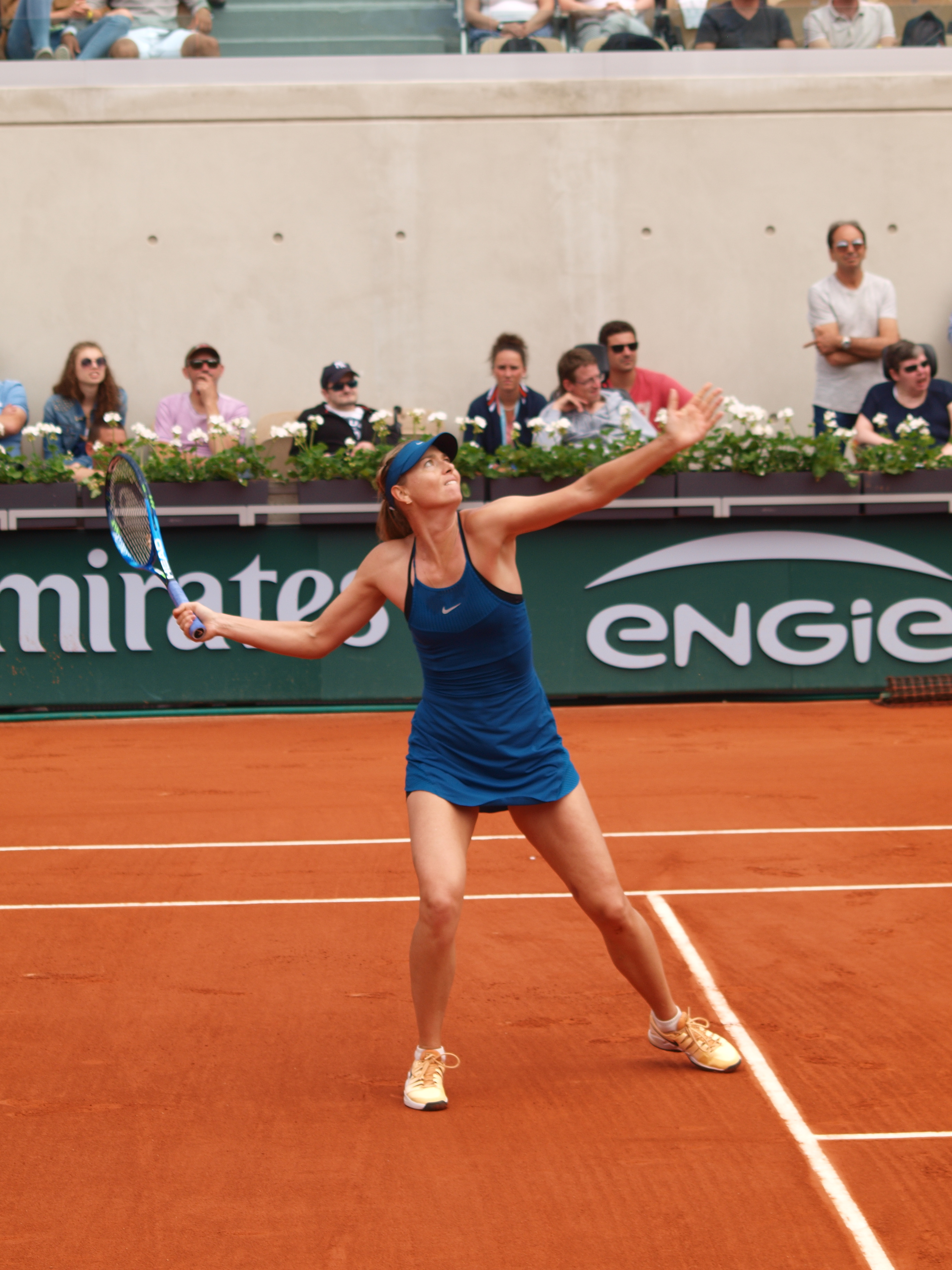
María Sharápova durante su partido de primera ronda en Roland Garros, frente a Richel Hogenkamp a la que vencería 6-1, 4-6, 6-3.

María decide comenzar su temporada por primera vez en China, y no ir como de costumbre a disputar Brisbane especialmente porque no alcanzaba con su ranking a disputarlo por el corte; siendo su primer torneo disputado el Shenzhen Open, lugar en el que competiría por primera vez, pero, con el inconveniente de no ser sembrada podría enfrentar a una de las grandes favoritas como Simona Halep o Jeļena Ostapenko muy tempranamente; tras realizarse el sorteo la rusa queda empraejada en la sección baja del cuadro, debutando ante la rumana Mihaela Buzărnescu, jugadora ante la que nunca se enfrentó en su carrera, María resultaría triunfadora al vencer a la rumana por un contundente 6-3, 6-0; ganando los 10 últimos juegos del partido; en la Segunda ronda Sharápova derrotaría en un partido durisimo en tres sets a la estadounidense Alison Riske por 4-6, 6-3, 6-2; en Cuartos de final la rusa se deshizo en dos sets de la kazaja Zarina Diyas venciéndola contundentemente tras un 6-3, 6-3; en semifinales María caería derrotada a manos de la joven checa de 21 años y campeona defensora del torneo, Katerina Siniakova en un duelo de casi dos horas por 2-6, 6-3, 3-6; la rusa con este resultado en China volvería a colocarse entre las 50 mejores jugadoras del mundo nuevamente en el ranking de la WTA.
Sharápova vuelve a participar en el Australian Open tras haber dado positivo en un test antidopaje en este mismo torneo hace dos años, además de que vuelve como la presentadora oficial del trofeo femenino junto al campeón defensor Roger Federer, en esta edición del Abierto de Australia la rusa regresa sin preclasificación, y con el peligro de encontrarse a las máximas sembradas en las primeras vueltas, al darse el sorteo la rusa queda emparejada en la sección de arriba con potenciales cruces ante dos ex-N.º 1 del mundo como Garbiñe Muguruza y Angelique Kerber; en la Primera ronda la rusa derrotó en dos parciales a la alemana Tatjana Maria por un contundente 6-1, 6-4; en la Segunda ronda la rusa cobró su venganza personal contra la letona Anastasija Sevastova la cual la había vencido en el último US Open al derrotarla en dos sets por 6-1, 7-6(7-4), pasando a liderar ahora en 2-1 los enfrentamientos personales; en la Tercera ronda María tuvo que enfrentar a la alemana y ex-N.º 1 del Mundo Angelique Kerber la cual venía invicta en el año tras levantar el título en Sídney, en ese momento la rusa se encontraba arriba 4-3 en los enfrentamientos personales, pero en esta ocasión la alemana se impondría al derrotar a la rusa que caería por un marcador de 1-6, 3-6; al acabarse el Australian Open la rusa subiría en el ranking al N.º 41 del Mundo, debido a que no podía jugar la temporada pasada por su sanción.
Tras la pésima campaña realizada en la gira australiana, la rusa recibe dos invitaciones para disputar la gira de pista dura organizada en medio oriente, el primero de ellos de parte del Qatar Total Open, celebrado en Doha, lugar donde fue 2 veces campeona, el cual es además el primer torneo WTA Premier 5 del año; y la segunda de parte de la organización del Dubai Tennis Championships, realizado en Dubái, torneo que solo disputó una vez en su carrera, en el 2006, edición donde caería en la final ante la belga Justine Henin.
La rusa llega al primer WTA Premier 5 del año como la N° 41 del mundo, razón por lo cual no estaría dentro de las primeras 16 sembradas del evento, así mismo iniciaría su camino desde la primera vuelta; al realizarse el sorteo oficial del cuadro, la rusa quedó emparejada en la sección más alta del cuadro con un posible choque en la tercera ronda ante la N° 1 del Mundo y actual campeona del Australian Open, la danesa Caroline Wozniacki; Sharápova debutó ante la rumana Monica Niculescu ante la que nunca se había enfrentado, al final en un duelo intenso decidido en tres sets, la rusa caería ante la rumana por 6-4, 4-6, 3-6, dando por finalizada su participación en el evento del torneo califa.
Tras lo sucedido en Doha, María decide darse de baja del Torneo de Dubái a causa de una distensión en su antebrazo, para preparar con seguridad la gira americana y la de tierra batida.
Pasado ya un mes del desastroso paso de la rusa por la gira del golfo pérsico, tomó rumbo directo a California, a disputar el BNP Paribas Open en Indian Wells, lugar donde es una de las máximas campeonas del evento con dos coronas; tras realizarse el sorteo del cuadro la rusa queda emparejada en la sección alta del cuadro donde podría enfrentar en segunda ronda a la polaca Agnieszka Radwanska; ya realizado el sorteo, la siberiana tuvo que disputar su primer partido en California desde el 2015 ante la japonesa Naomi Osaka, lamentablemente cae eliminada por 4-6, 4-6. Con esta derrota Sharápova toma una drástica decisión, la de dar por finalizada su relación con el sueco Sven Groeneveld de manera inmediata.
Maria Sharapova al no verse en las condiciones idóneas para desplegar su mejor juego decide también volver a darse de baja del Masters de Miami todo esto debido a su continua lesión en su antebrazo izquierdo.
Ya para darse inicio la gira de tierra batida la rusa toma la decisión de volver con su antiguo entrenador que la llevó a conquistar por primera vez Roland Garros el sueco Thomas Hogstedt, reanudando su vínculo desde que se rompiera a mediados de 2013.
Con todos estos sucesos, la rusa hace su vuelta al circuito en Stuttgart en el Porsche Tennis Grand Prix lugar donde campeonó en tres ediciones consecutivas lo cual es un récord en el evento alemán, al no poder disputar el evento por su bajo ranking, es invitada por la organización del torneo y subsecuentemente al sortearse el cuadro queda ubicada en la sección alta del cuadro, María queda emparejada con la francesa y N.º 7 del mundo Caroline García a la que tenía dominada en el historial por 5-0, sin embargo María tuvo un duro revés al caer en tres disputados sets por 6-3, 6-7, 4-6, con este resultado caería al N.º 52 del Ranking de la WTA.
Maria Sharapova volvería a la acción en Madrid para disputar el Mutua Madrid Open como preparación para el segundo Grand Slam del año, el Abierto de Francia, María quedó ubicada en la sección baja del cuadro con posibilidades de enfrentar a la letona Jeļena Ostapenko en la segunda ronda; en primera ronda María derrotó a la rumana Mihaela Buzărnescu por segunda vez en el año por 6-4, 6-1; en Segunda ronda la siberiana derrotaría a la también rumana Irina-Camelia Begu por 7-5, 6-1; en tercera ronda Sharápova cobraría venganza de la francesa Kristina Mladenovic al vencerla contundentemente por 6-3, 6-4; en los cuartos de final María caería derrotada a manos de la holandesa Kiki Bertens después de haberse llevado el primer set cediendo al final por 6-4, 2-6, 3-6, con todos estos resultados la rusa regresaría al N.º 40 del ranking de la WTA.
El siguiente torneo que disputaría la rusa es el Internazionali BNL d'Italia en Roma, que tras el sorteo caería ubicada en la parte alta del cuadro; en la primera ronda Sharápova derrotaría en tres sets a la australiana Ashleigh Barty por 7-5, 3-6, 6-2; en segunda ronda la rusa saca adelante su duelo al vencer a la eslovaca Dominika Cibulková por 3-6, 6-4, 6-2; en tercera ronda la rusa doblegaría a la australiana Daria Gavrilova por 6-3, 6-4; en Cuartos de final la siberiana se impuso a la actual campeona de Roland Garros de 20 años de edad, Jeļena Ostapenko en un duelo decidido en el tercer set y que duró más de 3 horas de partido por un marcador de 6-7, 6-4, 7-5 consiguiendo su primera victoria sobre una top-10 en la temporada; en semifinales Sharápova enfrentaría a la actual N.º 1 del Mundo, la rumana Simona Halep a la que tenía dominada en el historial por 7-1, sin embargo la rusa caería en el duelo después de haberse llevado el primer set por 6-4, 1-6, 4-6; con estos resultados Maria Sharapova asciende al N.º 30 del Mundo y asegura llegar como cabeza de serie a Roland Garros.

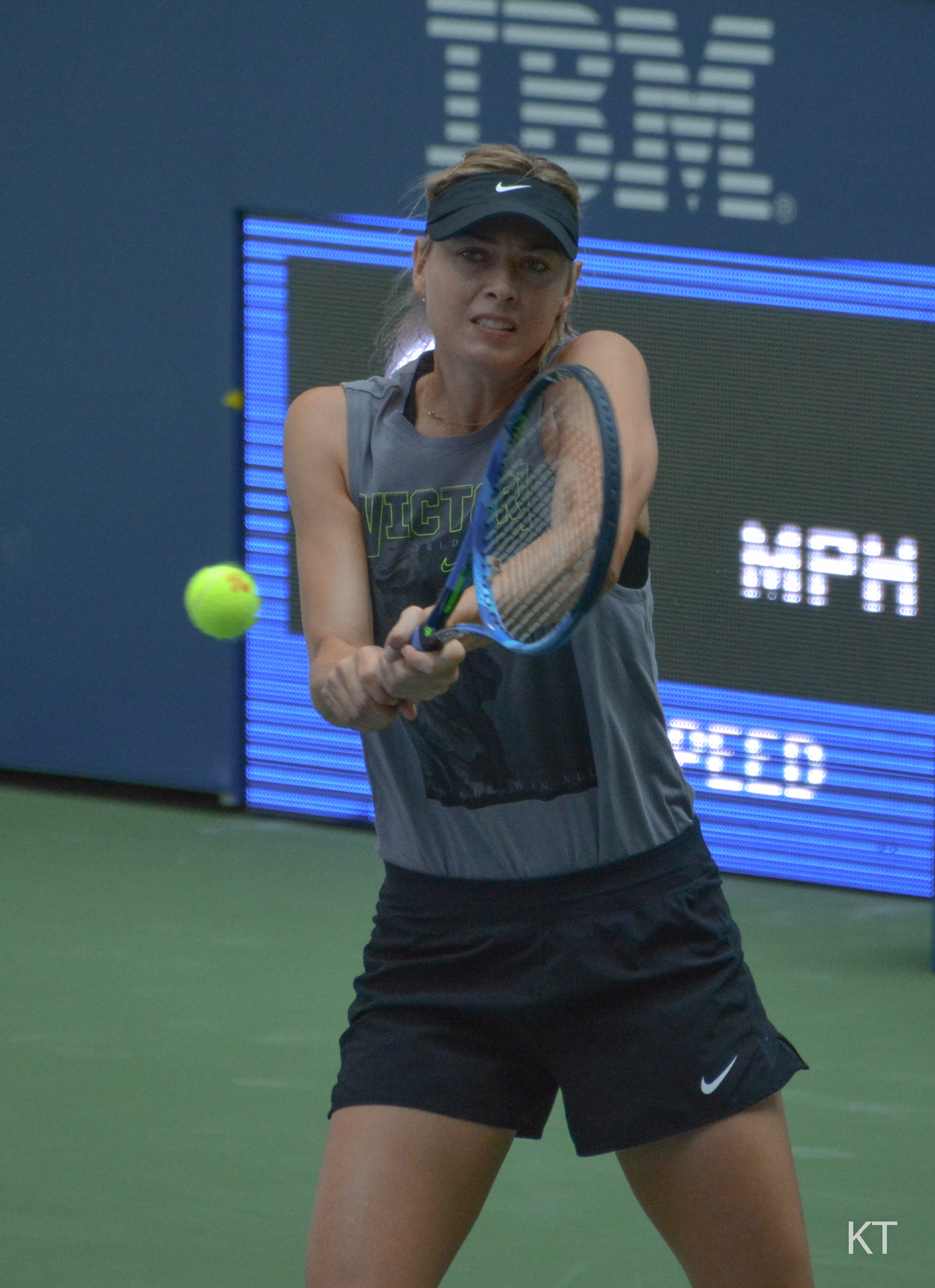
Sharápova preparándose a su debut de cara al US Open, ante Patty Schnyder

Se da inicio el segundo Grand Slam del año, el Abierto de Francia, ahí Maria Sharapova llega como la N.º 28 como cabeza de serie y tras el sorteo queda emparejada en la parte alta del cuadro con un posible choque en tercera ronda ante la checa Karolína Plíšková; en primera ronda la rusa derrotó en tres sets a la holandesa Richel Hogenkamp por 6-1, 4-6, 6-3; en segunda ronda Maria Sharapova derrotaría en un partido cerrado a la joven croata Donna Vekic por 7-5, 6-4; en tercera ronda se cumplen los pronósticos y se de un enfrentamiento frente a la actual N.º 6 del Mundo y exlíder del ranking de la WTA, la checa Karolína Plíšková a la que termina castigando al imponerse por 6-2, 6-1; en Cuarta ronda María debía enfrentar a su némesis, la estadounidense Serena Williams, pero avanzó a la siguiente vuelta tras la baja de su rival; en Cuartos de final Sharápova enfrentaba a la actual N.º 3 del Mundo, la española Garbiñe Muguruza a la que dominaba 3-0 en el historial personal, esta vez la española levantaría los brazos en señal de victoria tras batir a la rusa por 2-6, 1-6; con este resultado la rusa salta al N.º 22 del ranking de la WTA.
Respecto a la gira de hierba, la rusa solo disputaría el tercer Grand Slam del año ya como la N.º 24 entre las cabeza de serie, siendo su primera rival peligrosa la letona Jeļena Ostapenko recién para la tercera vuelta; en primera ronda María caería derrotada a manos de su compatriota Vitalia Diatchenko por 7-6, 6-7, 4-6, siendo uno de los peores debuts de la rusa en el evento londinense.
Sharápova inicia su andadura en el US Open Series en la ciudad de Montreal para disputar la Rogers Cup; en primera ronda derrotaría de manera contundente a la búlgara Sesil Karatantcheva por 6-1, 6-2; en segunda ronda la siberiana vencería a su joven compatriota, la moscovita Daria Kasatkina por 6-0, 6-2; en tercera ronda Sharápova caería derrotada nuevamente en el año ante la francesa Caroline García por 3-6, 2-6.
Sharápova llega al último Grand Slam del año el US Open como la N.º 22 del ranking y también como la misma cabeza de serie quedando ubicada en la parte baja del cuadro; en primera ronda la rusa derrotó a la veterana suiza Patty Schnyder por 6-2, 7-6; en segunda ronda Sharapova saca adelante su encuentro al batir a la rumana Sorana Cirstea por 6-2, 7-5; en tercera ronda Sharápova volvió a dar de cuenta de la N.º 10 del mundo Jeļena Ostapenko al derrotarla por 6-3, 6-2; en cuarta ronda la rusa caería derrotada a manos de la española Carla Suárez Navarro por 4-6, 3-6.
Tras finalizar el US Open Sharápova decide junto a su equipo técnico dar por terminada la temporada debido a los continuos dolores y molestias en su brazo y hombro derecho, causando baja en los torneos de Pekín, Tianjin y Moscú.

#### Torneos disputados
| N.º | Fecha                 | Torneo                       | Ubicación    | Categoría             | Superficie        | Ronda |
| 1.  | 1 de enero de 2018    | Shenzhen Open                | Shenzhen     | WTA International     | Dura              | SF    |
| 2.  | 15 de enero de 2018   | Australian Open              | Melbourne    | Grand Slam            | Dura              | 3R    |
| 3.  | 12 de febrero de 2018 | Qatar Total Open             | Doha         | WTA Premier 5         | Dura              | 1R    |
| 4.  | 5 de marzo de 2018    | BNP Paribas Open             | Indian Wells | WTA Premier Mandatory | Dura              | 1R    |
| 5.  | 23 de abril de 2018   | Porsche Tennis Grand Prix    | Stuttgart    | WTA Premier           | Tierra batida (i) | 1R    |
| 6.  | 7 de mayo de 2018     | Mutua Madrid Open            | Madrid       | WTA Premier Mandatory | Tierra batida     | CF    |
| 7.  | 14 de mayo de 2018    | Internazionali BNL d'Italia  | Roma         | WTA Premier 5         | Tierra batida     | SF    |
| 8.  | 28 de mayo de 2018    | Roland Garros                | París        | Grand Slam            | Tierra Batida     | CF    |
| 9.  | 2 de julio de 2018    | The Championships, Wimbledon | Londres      | Grand Slam            | Césped            | 1R    |
| 10. | 6 de agosto de 2018   | Rogers Cup                   | Montreal     | WTA Premier 5         | Dura              | 3R    |
| 11. | 27 de agosto de 2018  | US Open                      | New York     | Grand Slam            | Dura              | 4R    |

### 2019

#### Torneos disputados
| N.º | Fecha                   | Torneo                       | Ubicación       | Categoría         | Superficie | Ronda |
| 1.  | 31 de diciembre de 2018 | Shenzhen Open                | Shenzhen        | WTA International | Dura       | CF    |
| 2.  | 14 de enero de 2019     | Australian Open              | Melbourne       | Grand Slam        | Dura       | 4R    |
| 3.  | 28 de enero de 2019     | St. Petersburg Ladies Trophy | San Petersburgo | WTA Premier       | Dura (i)   | 2R    |
| 4.  | 17 de junio de 2019     | Mallorca Open                | Mallorca        | WTA International | Césped     | 2R    |
| 5.  | 1 de julio de 2019      | Wimbledon Championships      | Londres         | Grand Slam        | Césped     | 1R    |
| 6.  | 5 de agosto de 2019     | Rogers Cup                   | Toronto         | WTA Premier 5     | Dura       | 1R    |
| 7.  | 12 de agosto de 2019    | Western & Southern Open      | Cincinnati      | WTA Premier 5     | Dura       | 2R    |
| 8.  | 26 de agosto de 2019    | US Open                      | New York        | Grand Slam        | Dura       | 1R    |

### 2020

#### Torneos disputados
| N.º | Fecha               | Torneo                 | Ubicación | Categoría   | Superficie | Ronda |
| 1.  | 6 de enero de 2020  | Brisbane International | Brisbane  | WTA Premier | Dura       | 1R    |
| 2.  | 20 de enero de 2020 | Australian Open        | Melbourne | Grand Slam  | Dura       | 1R    |

## Grand Slam

### Individual

#### Campeona (5)
| Año  | Campeonato           | Oponente en la final | Resultado        |
| 2004 | Wimbledon            | Serena Williams      | 6-1, 6-4         |
| 2006 | Abierto de EE.UU.    | Justine Henin        | 6-4, 6-4         |
| 2008 | Abierto de Australia | Ana Ivanović         | 7-5, 6-3         |
| 2012 | Roland Garros        | Sara Errani          | 6-3, 6-2         |
| 2014 | Roland Garros        | Simona Halep         | 6-4, 6-7(5), 6-4 |

#### Finalista (5)
| Año  | Campeonato           | Oponente en la final | Resultado   |
| 2007 | Abierto de Australia | Serena Williams      | 1-6, 2-6    |
| 2011 | Wimbledon            | Petra Kvitová        | 3-6, 4-6    |
| 2012 | Abierto de Australia | Victoria Azarenka    | 3-6, 0-6    |
| 2013 | Roland Garros        | Serena Williams      | 4-6, 4-6    |
| 2015 | Abierto de Australia | Serena Williams      | 3-6, 6-7(5) |

## WTA Tour Championships

### Individual

#### Campeona (1)
| Año  | Sede        | Oponente en la final | Resultado     |
| 2004 | Los Ángeles | Serena Williams      | 4-6, 6-2, 6-4 |

#### Finalista (2)
| Año  | Sede     | Oponente en la final | Resultado     |
| 2007 | Madrid   | Justine Henin        | 7-5, 5-7, 3-6 |
| 2012 | Estambul | Serena Williams      | 4-6, 3-6      |

## Juegos Olímpicos

### Individual

#### Finalista (1)
| Año  | Campeonato   | Oponente en la final | Resultado |
| 2012 | Londres 2012 | Serena Williams      | 0-6, 1-6  |

## Títulos WTA (39; 36+3)

### Individual (36)
| Leyenda                               |
| Grand Slam (5)                        |
| Juegos Olímpicos (0)                  |
| WTA Tour Championships (1)            |
| Tier I, P. Mandatory & Premier 5 (14) |
| Tier II, Premier (7)                  |
| Tier III & IV, International (9)      |

| Títulos por superficie |
| Dura (22)              |
| Hierba (3)             |
| Tierra batida (11)     |

| N.º | Fecha                    | Torneo               | Superficie        | Oponente en la final | Resultado        |
| 1.  | 29 de septiembre de 2003 | Tokio                | Dura              | Aniko Kapros         | 2-6, 6-2, 7-6(5) |
| 2.  | 27 de octubre de 2003    | Quebec               | Dura (i)          | Milagros Sequera     | 6-2, ret.        |
| 3.  | 7 de junio de 2004       | Birmingham           | Hierba            | Tatiana Golovin      | 4-6, 6-2, 6-1    |
| 4.  | 21 de junio de 2004      | Wimbledon            | Hierba            | Serena Williams      | 6-1, 6-4         |
| 5.  | 27 de septiembre de 2004 | Seúl                 | Dura              | Marta Domachowska    | 6-1, 6-1         |
| 6.  | 4 de octubre de 2004     | Tokio                | Dura              | Mashona Washington   | 6-0, 6-1         |
| 7.  | 8 de noviembre de 2004   | Tour Championships   | Dura (i)          | Serena Williams      | 4-6, 6-2, 6-4    |
| 8.  | 6 de febrero de 2005     | Tokio (Pacífico)     | Dura (i)          | Lindsay Davenport    | 6-1, 3-6, 7-6(5) |
| 9.  | 21 de febrero de 2005    | Doha                 | Dura              | Alicia Molik         | 4-6, 6-1, 6-4    |
| 10. | 6 de junio de 2005       | Birmingham           | Hierba            | Jelena Janković      | 6-2, 4-6, 6-1    |
| 11. | 18 de marzo de 2006      | Indian Wells         | Dura              | Elena Dementieva     | 6-1, 6-2         |
| 12. | 6 de agosto de 2006      | San Diego            | Dura              | Kim Clijsters        | 7-5, 7-5         |
| 13. | 9 de septiembre de 2006  | Abierto de EE.UU.    | Dura              | Justine Henin        | 6-4, 6-4         |
| 14. | 22 de octubre de 2006    | Zúrich               | Dura (i)          | Daniela Hantuchová   | 6-1, 4-6, 6-3    |
| 15. | 29 de octubre de 2006    | Linz                 | Dura (i)          | Nadia Petrova        | 7-5, 6-2         |
| 16. | 5 de agosto de 2007      | San Diego            | Dura              | Patty Schnyder       | 6-2, 3-6, 6-0    |
| 17. | 26 de enero de 2008      | Abierto de Australia | Dura              | Ana Ivanović         | 7-5, 6-3         |
| 18. | 24 de febrero de 2008    | Doha                 | Dura              | Vera Zvonareva       | 6-1, 2-6, 6-0    |
| 19. | 13 de abril de 2008      | Amelia Island        | Tierra batida     | Dominika Cibulková   | 7-6(7), 6-3      |
| 20. | 3 de octubre de 2009     | Tokio (Pacífico)     | Dura              | Jelena Janković      | 5-2, ret.        |
| 21. | 20 de febrero de 2010    | Memphis              | Dura (i)          | Sofia Arvidsson      | 6-2, 6-1         |
| 22. | 22 de mayo de 2010       | Estrasburgo          | Tierra batida     | Kristina Barrois     | 7-5, 6-1         |
| 23. | 15 de mayo de 2011       | Roma                 | Tierra batida     | Samantha Stosur      | 6-2, 6-4         |
| 24. | 21 de agosto de 2011     | Cincinnati           | Dura              | Jelena Janković      | 4-6, 7-6(3), 6-3 |
| 25. | 29 de abril de 2012      | Stuttgart            | Tierra batida (i) | Victoria Azarenka    | 6-1, 6-4         |
| 26. | 20 de mayo de 2012       | Roma                 | Tierra batida     | Na Li                | 4-6, 6-4, 7-6(5) |
| 27. | 9 de junio de 2012       | Roland Garros        | Tierra batida     | Sara Errani          | 6-3, 6-2         |
| 28. | 17 de marzo de 2013      | Indian Wells         | Dura              | Caroline Wozniacki   | 6-2, 6-2         |
| 29. | 28 de abril de 2013      | Stuttgart            | Tierra batida (i) | Na Li                | 6-4, 6-3         |
| 30. | 27 de abril de 2014      | Stuttgart            | Tierra batida (i) | Ana Ivanović         | 3-6, 6-4, 6-1    |
| 31. | 11 de mayo de 2014       | Madrid               | Tierra batida     | Simona Halep         | 1-6, 6-2, 6-3    |
| 32. | 7 de junio de 2014       | Roland Garros        | Tierra batida     | Simona Halep         | 6-4, 6-7(5), 6-4 |
| 33. | 5 de octubre de 2014     | Pekín                | Dura              | Petra Kvitová        | 6-4, 2-6, 6-3    |
| 34. | 10 de enero de 2015      | Brisbane             | Dura              | Ana Ivanović         | 6-7(4), 6-3, 6-3 |
| 35. | 17 de mayo de 2015       | Roma                 | Tierra batida     | Carla Suárez         | 4-6, 7-5, 6-1    |
| 36. | 15 de octubre de 2017    | Tianjin              | Dura              | Aryna Sabalenka      | 7-5, 7-6(8)      |

#### Finalista (23)
| N.º | Fecha                   | Torneo               | Superficie    | Oponente en la final | Resultado        |
| 1.  | 24 de octubre de 2004   | Zúrich               | Dura (i)      | Alicia Molik         | 6-4, 2-6, 3-6    |
| 2.  | 3 de marzo de 2005      | Miami                | Dura          | Kim Clijsters        | 3-6, 5-7         |
| 3.  | 26 de febrero de 2006   | Dubái                | Dura          | Justine Henin        | 5-7, 2-6         |
| 4.  | 2 de marzo de 2006      | Miami                | Dura          | Svetlana Kuznetsova  | 4-6, 3-6         |
| 5.  | 29 de enero de 2007     | Abierto de Australia | Dura          | Serena Williams      | 1-6, 2-6         |
| 6.  | 18 de junio de 2007     | Birmingham           | Hierba        | Jelena Janković      | 6-4, 3-6, 5-7    |
| 7.  | 11 de noviembre de 2007 | Tour Championships   | Dura (i)      | Justine Henin        | 7-5, 5-7, 3-6    |
| 8.  | 23 de agosto de 2009    | Toronto              | Dura          | Elena Dementieva     | 4-6, 3-6         |
| 9.  | 13 de junio de 2010     | Birmingham           | Hierba        | Na Li                | 5-7, 1-6         |
| 10. | 1 de agosto de 2010     | Stanford             | Dura          | Victoria Azarenka    | 4-6, 1-6         |
| 11. | 15 de agosto de 2010    | Cincinnati           | Dura          | Kim Clijsters        | 6-2, 6-7(4), 2-6 |
| 12. | 2 de abril de 2011      | Miami                | Dura          | Victoria Azarenka    | 1-6, 4-6         |
| 13. | 2 de julio de 2011      | Wimbledon            | Hierba        | Petra Kvitová        | 3-6, 4-6         |
| 14. | 28 de enero de 2012     | Abierto de Australia | Dura          | Victoria Azarenka    | 3-6, 0-6         |
| 15. | 18 de marzo de 2012     | Indian Wells         | Dura          | Victoria Azarenka    | 2-6, 3-6         |
| 16. | 31 de marzo de 2012     | Miami                | Dura          | Agnieszka Radwańska  | 5-7, 4-6         |
| 17. | 4 de agosto de 2012     | JJ.OO. Londres 2012  | Hierba        | Serena Williams      | 0-6, 1-6         |
| 18. | 7 de octubre de 2012    | Pekín                | Dura          | Victoria Azarenka    | 3-6, 1-6         |
| 19. | 28 de octubre de 2012   | Tour Championships   | Dura (i)      | Serena Williams      | 4-6, 3-6         |
| 20. | 30 de marzo de 2013     | Miami                | Dura          | Serena Williams      | 6-4, 3-6, 0-6    |
| 21. | 12 de mayo de 2013      | Madrid               | Tierra batida | Serena Williams      | 1-6, 4-6         |
| 22. | 8 de junio de 2013      | Roland Garros        | Tierra batida | Serena Williams      | 4-6, 4-6         |
| 23. | 31 de enero de 2015     | Abierto de Australia | Dura          | Serena Williams      | 3-6, 6-7(5)      |

### Dobles (3)
| Leyenda                              |
| Grand Slam (0)                       |
| Juegos Olímpicos (0)                 |
| WTA Tour Championships (0)           |
| Tier I, P. Mandatory & Premier 5 (0) |
| Tier II, Premier (0)                 |
| Tier III & IV, International (3)     |

| n.º | fecha                    | Torneo     | Superficie | Pareja              | Oponentes en la final               | Resultado   |
| 1.  | 29 de septiembre de 2003 | Tokio      | Dura       | Tamarine Tanasugarn | Ansley Cargill Ashley Harkleroad    | 7-6(1), 6-0 |
| 2.  | 20 de octubre de 2003    | Luxemburgo | Dura (i)   | Tamarine Tanasugarn | Elena Tatarkova Marlene Weingartner | 6-1, 6-4    |
| 3.  | 7 de junio de 2004       | Birmingham | Hierba     | María Kirilenko     | Lisa McShea Milagros Sequera        | 6-2, 6-1    |

#### Finalista (1)
| n.º | fecha                 | Torneo  | Superficie | Pareja         | Oponentes en la final  | Resultado   |
| 1.  | 16 de febrero de 2004 | Memphis | Dura (i)   | Vera Zvonareva | Åsa Svensson Meilen Tu | 4-6, 6-7(0) |

## Títulos ITF (4)

### Individuales

#### Ganados
| n.º | Fecha                    | Torneo     | Superficie    | Oponente en la final | Resultado     |
| --- | ------------------------ | ---------- | ------------- | -------------------- | ------------- |
| 1.  | 21 de abril de 2002      | Gunma      | Tierra batida | Aiko Nakamura        | 6-4, 6-1      |
| 2.  | 4 de agosto de 2002      | Vancouver  | Dura          | Laura Granville      | 0-6, 6-3, 6-1 |
| 3.  | 15 de septiembre de 2002 | Peachtree  | Dura          | Kelly McCain         | 6-0, 6-1      |
| 4.  | 12 de septiembre de 2004 | Sea Island | Tierra batida | Christina Wheeler    | 6-4, 6-3      |

#### Finalista
| n.º | Fecha                   | Torneo     | Superficie | Oponente en la final | Resultado     |
| --- | ----------------------- | ---------- | ---------- | -------------------- | ------------- |
| 1.  | 10 de noviembre de 2002 | Pittsburgh | Dura       | María Camerin        | 6-7(4), 2-6   |
| 2.  | 23 de noviembre de 2003 | Frisco     | Dura       | Tara Snyder          | 6-1, 4-6, 3-6 |

## Clasificación histórica
| Torneo                      | 2001         | 2002         | 2003         | 2004         | 2005         | 2006         | 2007         | 2008         | 2009         | 2010         | 2011         | 2012         | 2013         | 2014         | 2015         | 2016         | 2017         | 2018         | Títulos        | G–P            | Victorias %    |
| --------------------------- | ------------ | ------------ | ------------ | ------------ | ------------ | ------------ | ------------ | ------------ | ------------ | ------------ | ------------ | ------------ | ------------ | ------------ | ------------ | ------------ | ------------ | ------------ | -------------- | -------------- | -------------- |
| Torneos de Grand Slam       |              |              |              |              |              |              |              |              |              |              |              |              |              |              |              |              |              |              |                |                |                |
| Abierto de Australia        | A            | A            | 1R           | 3R           | SF           | SF           | F            | G            | A            | 1R           | 4R           | F            | SF           | 4R           | F            | CF           | A            | 3R           | 1 / 13         | 54–13          | 80%            |
| Roland Garros               | A            | A            | 1R           | CF           | CF           | 4R           | SF           | 4R           | CF           | 3R           | SF           | G            | F            | G            | 4R           | A            | A            | CF           | 2 / 14         | 57–12          | 83%            |
| Wimbledon                   | A            | A            | 4R           | G            | SF           | SF           | 4R           | 2R           | 2R           | 4R           | F            | 4R           | 2R           | 4R           | SF           | A            | A            | 1R           | 1 / 14         | 46–13          | 77%            |
| US Open                     | A            | A            | 2R           | 3R           | SF           | G            | 3R           | A            | 3R           | 4R           | 3R           | SF           | A            | 4R           | A            | A            | 4R           | 4R           | 1 / 12         | 35–11          | 77%            |
| Victorias-Derrotas          | 0–0          | 0–0          | 4–4          | 15–3         | 19–4         | 20–3         | 16–4         | 11–2         | 7–3          | 8–4          | 16–4         | 21–3         | 12–3         | 16-3         | 14-3         | 4–1          | 3–1          | 9-4          | 5 / 52         | 199–49         | 80%            |
| Representación Nacional     |              |              |              |              |              |              |              |              |              |              |              |              |              |              |              |              |              |              |                |                |                |
| Grupo Mundial de la Fed Cup | Ausente      | Ausente      | Ausente      | Ausente      | Ausente      | Ausente      | Ausente      | G            | Ausente      | Ausente      | F            | SF           | Ausente      | Ausente      | F            | Ausente      | Ausente      | Ausente      | 1 / 4          | 5–1            | 83%            |
| Juegos Olímpicos            | No Celebrado | No Celebrado | No Celebrado | A            | No Celebrado | No Celebrado | No Celebrado | A            | No Celebrado | No Celebrado | No Celebrado | F            | No Celebrado | No Celebrado | No Celebrado | A            | NC           | NC           | 0 / 1          | 5–1            | 83%            |
| Campeonato de Fin de Año    |              |              |              |              |              |              |              |              |              |              |              |              |              |              |              |              |              |              |                |                |                |
| WTA Tour Championships      | No Clasificó | No Clasificó | No Clasificó | G            | SF           | SF           | F            | No Clasificó | No Clasificó | No Clasificó | RR           | F            | A            | RR           | SF           | A            | A            | A            | 1 / 8          | 21–11          | 65%            |
| WTA Premier Mandatory       |              |              |              |              |              |              |              |              |              |              |              |              |              |              |              |              |              |              |                |                |                |
| Indian Wells                | A            | 2R           | 1R           | 4R           | SF           | G            | 4R           | SF           | A            | 3R           | SF           | F            | G            | 3R           | 4R           | A            | A            | 1R           | 2 / 14         | 39–12          | 76%            |
| Miami                       | A            | A            | 1R           | 4R           | F            | F            | 4R           | A            | A            | A            | F            | F            | F            | SF           | 2R           | A            | A            | A            | 0 / 10         | 33–10          | 79%            |
| Madrid                      | No Celebrado | No Celebrado | No Celebrado | No Celebrado | No Celebrado | No Celebrado | No Celebrado | No Celebrado | A            | 1R           | 3R           | CF           | F            | G            | SF           | A            | 2R           | CF           | 1 / 8          | 23–7           | 76%            |
| Beijing                     | No Celebrado | No Celebrado | No Celebrado | No Tier I    | No Tier I    | No Tier I    | No Tier I    | No Tier I    | 3R           | 2R           | A            | F            | A            | G            | A            | A            | 3R           | A            | 1 / 5          | 15–4           | 78%            |
| WTA Premier 5               |              |              |              |              |              |              |              |              |              |              |              |              |              |              |              |              |              |              |                |                |                |
| Dubái / Doha                | No Tier I    | No Tier I    | No Tier I    | No Tier I    | No Tier I    | No Tier I    | No Tier I    | G            | A            | A            | A            | No Premier 5 | No Premier 5 | No Premier 5 | A            | A            | A            | A            | 1 / 1          | 6–0            | 100%           |
| Roma                        | A            | A            | A            | 3R           | SF           | A            | A            | SF           | A            | A            | G            | G            | CF           | 3R           | G            | A            | 2R           | SF           | 3 / 10         | 31–5           | 86%            |
| Canadá                      | A            | A            | 1R           | 3R           | A            | A            | A            | 3R           | F            | A            | 3R           | A            | A            | 3R           | A            | A            | A            | 1R           | 0 / 6          | 9–5            | 64%            |
| Cincinnati                  | No Celebrado | No Celebrado | No Celebrado | No Tier I    | No Tier I    | No Tier I    | No Tier I    | No Tier I    | A            | F            | G            | A            | 2R           | SF           | A            | A            | A            | A            | 1 / 4          | 13–3           | 81%            |
| Tokio                       | A            | A            | A            | 2R           | G            | SF           | SF           | A            | G            | 1R           | CF           | CF           | A            | No Premier 5 | No Premier 5 | No Premier 5 | No Premier 5 | No Premier 5 | 2 / 8          | 19–6           | 76%            |
| Wuhan                       | No Celebrado | No Celebrado | No Celebrado | No Celebrado | No Celebrado | No Celebrado | No Celebrado | No Celebrado | No Celebrado | No Celebrado | No Celebrado | No Celebrado | No Celebrado | 3R           | 2R           | A            | A            | A            | 0 / 2          | 1–2            | 33%            |
| Estadísticas en la Carrera  |              |              |              |              |              |              |              |              |              |              |              |              |              |              |              |              |              |              |                |                |                |
| Torneos Jugados             | 0            | 2            | 14           | 20           | 15           | 15           | 13           | 9            | 10           | 13           | 14           | 14           | 10           | 16           | 11           | 1            | 8            | 11           | 196            | 196            | 196            |
| Títulos                     | 0            | 0            | 2            | 5            | 3            | 5            | 1            | 3            | 1            | 2            | 2            | 3            | 2            | 4            | 2            | 0            | 1            | 0            | 36             | 36             | 36             |
| Finales                     | 0            | 0            | 2            | 6            | 4            | 7            | 4            | 3            | 2            | 5            | 4            | 9            | 5            | 4            | 3            | 0            | 1            | 0            | 59             | 59             | 59             |
| Cancha Dura G–P             | 0–0          | 1–2          | 17–8         | 34–11        | 29–7         | 45–5         | 24–5         | 19–1         | 20–5         | 19–7         | 25–11        | 34–8         | 19–4         | 27-11        | 17–4         | 4–1          | 11–4         | 5-4          | 19 / 108       | 368–99         | 80%            |
| Tierra Batida G–P           | 0–0          | 0–0          | 0–2          | 8–3          | 9–3          | 3–1          | 7–2          | 12–2         | 6–2          | 7–2          | 12–2         | 18–1         | 17–2         | 19-1         | 12–3         | 0–0          | 5–3          | 7-3          | 11 / 38        | 156–33         | 84%            |
| Césped G-P                  | 0–0          | 0–0          | 7–2          | 12–0         | 10–1         | 8–2          | 7–2          | 1–1          | 5–2          | 7–2          | 6–1          | 8–2          | 1–1          | 3–1          | 5–1          | 0–0          | 0–0          | 0-1          | 3 / 20         | 82–19          | 81%            |
| Carpeta G-P                 | 0–0          | 0–0          | 4–0          | 1–1          | 5–1          | 3–1          | 2–2          | 0–0          | 0–0          | 0–0          | 0–0          | 0–0          | 0–0          | 0–0          | 0-0          | 0–0          | 0–0          | 0-0          | 2 / 7          | 15–5           | 75%            |
| Victorias-Derrotas anuales  | 0–0          | 1–2          | 24–12        | 55–15        | 53–12        | 59–9         | 40–11        | 32–4         | 31–9         | 33–11        | 43–14        | 60–11        | 37–7         | 49-13        | 24–6         | 4–1          | 16–6         | 20-11        | 34 / 170       | 629–159        | 80%            |
| Victorias %                 | 0%           | 33%          | 67%          | 79%          | 82%          | 87%          | 78%          | 89%          | 78%          | 75%          | 74%          | 85%          | 84%          | 80%          | 80%          | 80%          | 72%          | 65%          | 75%            | 75%            | 75%            |
| Ranking de Fin de Año       | –            | 186          | 32           | 4            | 4            | 2            | 5            | 9            | 14           | 18           | 4            | 2            | 4            | 2            | 4            | –            | 60           | 29           | US$ 37,021,776 | US$ 37,021,776 | US$ 37,021,776 |

## Ganancias
| Año                     | Grand Slam                           | Torneos WTA                          | Total ganados                        | Ganancias ($)                                                                                                   | Puesto ganancias                                                                                    |
| ----------------------- | ------------------------------------ | ------------------------------------ | ------------------------------------ | --- | --------------------------------------------------------------------------------------------------- |
| 2003                    | 0                                    | 2                                    | 2                                    | US$ 222,005 | 51                                                                                                  |
| 2004                    | 1                                    | 4                                    | 5                                    | US$ 2,506,263 (enlace roto disponible en Internet Archive; véase el historial, la primera versión y la última). | 1 (enlace roto disponible en Internet Archive; véase el historial, la primera versión y la última). |
| 2005                    | 0                                    | 3                                    | 3                                    | US$ 1,921,283                                                                                                   | 5                                                                                                   |
| 2006                    | 1                                    | 4                                    | 5                                    | US$ 3,799,501 (enlace roto disponible en Internet Archive; véase el historial, la primera versión y la última). | 2 (enlace roto disponible en Internet Archive; véase el historial, la primera versión y la última). |
| 2007                    | 0                                    | 1                                    | 1                                    | US$ 1,758,550 (enlace roto disponible en Internet Archive; véase el historial, la primera versión y la última). | 7 (enlace roto disponible en Internet Archive; véase el historial, la primera versión y la última). |
| 2008                    | 1                                    | 2                                    | 3                                    | US$ 1,937,879 (enlace roto disponible en Internet Archive; véase el historial, la primera versión y la última). | 6 (enlace roto disponible en Internet Archive; véase el historial, la primera versión y la última). |
| 2009                    | 0                                    | 1                                    | 1                                    | US$ 923,619 | 15                                                                                                  |
| 2010                    | 0                                    | 2                                    | 2                                    | US$ 651,279 | 31                                                                                                  |
| 2011                    | 0                                    | 2                                    | 2                                    | US$ 2,899,148 (enlace roto disponible en Internet Archive; véase el historial, la primera versión y la última). | 6 (enlace roto disponible en Internet Archive; véase el historial, la primera versión y la última). |
| 2012                    | 1                                    | 2                                    | 3                                    | US$ 6,508,296 (enlace roto disponible en Internet Archive; véase el historial, la primera versión y la última). | 3 (enlace roto disponible en Internet Archive; véase el historial, la primera versión y la última). |
| 2013                    | 0                                    | 2                                    | 2                                    | US$3,544,222 (enlace roto disponible en Internet Archive; véase el historial, la primera versión y la última).  | 4 (enlace roto disponible en Internet Archive; véase el historial, la primera versión y la última). |
| 2014                    | 1                                    | 3                                    | 4                                    | US$ 5,839,357                                                                                                   | 2                                                                                                   |
| 2015                    | 0                                    | 2                                    | 2                                    | US$ 3,949,284                                                                                                   | 6                                                                                                   |
| 2016                    | Año en que fue suspendida por dopaje | Año en que fue suspendida por dopaje | Año en que fue suspendida por dopaje | Año en que fue suspendida por dopaje                                                                            | Año en que fue suspendida por dopaje                                                                |
| 2017                    | 0                                    | 1                                    | 1                                    | US$ 544,990 | 64                                                                                                  |
| 2018                    | 0                                    | 0                                    | 0                                    | US$ 1,272,643                                                                                                   | 29                                                                                                  |
| 2019                    | 0                                    | 0                                    | 0                                    | US$ 361,490 | [N/A]                                                                                               |
| 2020* **                | 0                                    | 0                                    | 0                                    | US$ 74,353 | |
| Clasificación Histórica | 5                                    | 31                                   | 36                                   | US$ 38,777,962                                                                                                  | 3                                                                                                   |

* Año de retiro profesional
** Año WTA en curso